# Idade Antiga
Idade Antiga ou Antiguidade ou Mundo Antigo, na periodização das épocas históricas da humanidade, é o período que se estende desde a invenção da escrita (de 4 000 a 3 500 a.C.) até à queda do Império Romano do Ocidente (476 d.C.). Embora o critério da invenção da escrita como balizador entre o fim da Pré-história e o começo da História propriamente dita seja o mais comum, estudiosos que dão mais ênfase à importância da cultura material das sociedades têm procurado repensar essa divisão mais recentemente. Também não há entre os historiadores um verdadeiro consenso sobre quando se deu o verdadeiro fim do Império Romano e início da Idade Média, por considerarem que processos sociais e econômicos não podem ser datados com a mesma precisão dos fatos políticos.
Também deve-se levar em conta que essa periodização está relacionada à História da Europa e também do Oriente Próximo como precursor das civilizações que se desenvolveram no Mediterrâneo, culminando com Roma. Essa visão se consolidou com a historiografia positivista que surgiu no século XIX, que fez da escrita da história uma ciência e uma disciplina acadêmica. Se repensarmos os critérios que definem o que é a Antiguidade no resto do mundo, é possível pensar em outros critérios e datas balizadoras.
No caso da Europa e do Oriente Próximo, diversos povos se desenvolveram na Idade Antiga. Os sumérios, na Mesopotâmia, foram a civilização que originou a escrita e a urbanização, mais ou menos ao mesmo tempo em que surgia a civilização egípcia. Depois disso, já no Primeiro milénio a.C., os persas foram os primeiros a constituir um grande império, que foi posteriormente conquistado por Alexandre, o Grande. As civilizações clássicas da Grécia e de Roma são consideradas as maiores formadoras da civilização ocidental atual. Destacam-se também os hebreus (primeira civilização monoteísta), os fenícios (senhores do mar e do comércio e inventores do alfabeto), além dos celtas, etruscos e outros. O próprio estudo da história começou nesse período, com Heródoto e Tucídides, gregos que começaram a questionar o mito, a lenda e a ficção do fato histórico, narrando as Guerras Médicas e a Guerra do Peloponeso respectivamente.
Na América, pode-se considerar como Idade Antiga a época pré-colombiana, onde surgiram  os astecas, maias e incas. Porém, alguns estudiosos consideram que em outras regiões, como no que hoje constitui a maior parte do território do Brasil, boa parte dos povos ameríndios ainda não havia constituído similar nível de complexidade social e a classificação de Pré-história para essas sociedades seria mais correta. Na China, a Idade Antiga termina por volta de 200 a.C., com o surgimento da dinastia Chin, enquanto que no Japão é apenas a partir do fim do período Heian, em 1185, que podemos falar em início da "Idade Média" japonesa. Algumas religiões que ainda existem no mundo moderno tiveram origem nessa época, entre elas o cristianismo, o budismo, confucionismo e judaísmo.

## Antiguidade oriental

### Civilização Egípcia

Mapa do Antigo Egito

O Antigo Egito (atual República Árabe do Egito), atravessado pelo imenso rio Nilo, com 6 500 km e 6 cataratas, limitado por dois desertos (da Líbia e da Arábia), estava localizado no nordeste da África. Ao norte, o mar Mediterrâneo possibilita a viagem marítima e a atividade comercial com as demais civilizações. A leste, o mar Vermelho constituía outra via de transporte.
O rio Nilo constituía o berço da existência dos antigos egípcios, os quais se dedicavam principalmente à lavoura. Entre junho e setembro, no tempo das enchentes, as chuvas intensas transbordavam o rio; este ultrapassava as margens e inundava imensas áreas de terras que as beiravam. Essas águas tornavam mais fértil o solo, uma vez que continham limo e matéria orgânica, que era transformada em adubo de excelente qualidade. Além de adubos, o rio continha muitos peixes e oferecia oportunidades à navegação de milhões de embarcações.
Na hipótese dos egípcios, o rio Nilo era realmente abençoado pelos deuses. Quer dizer, o mesmo rio era conhecido como santo. No entanto, o Egito não era exclusivamente essa dádiva do Nilo. Eram necessários homens experientes, trabalhadores, aplicados e organizados. Na época da estiagem, enquanto cooperavam para juntar forças e conjunto, os egípcios desfrutavam das águas do rio para regar inclusive terras longínquas ou erguer diques para conter as enchentes.
Depois das enchentes, as águas diminuíam, desfazendo os limites das fazendas. Dessa forma, a cada ano que passava, a necessidade do homem trabalhador para a medição e o cálculo desenvolveu a geometria e a matemática. Esse trabalho frequente e a unidade geográfica possibilitaram um governo centralizador e único.

#### Períodos históricos do Egito
O vale do rio Nilo foi povoado a partir do paleolítico. Temporalmente, nasceram comunidades livres e estruturadas denominadas nomos. Os nomos foram incorporados em dois reinos (do Norte e do Sul) e em torno de 3200 a.C. foram todos agrupados pelo faraó Menés em um único reino. Como ele, iniciaram-se as grandes dinastias (famílias reais que administraram o Egito por quase três mil anos).
A História do Egito é habitualmente dividida na periodização de quatro grandes etapas:
- Antigo Império (entre 3200 a.C. e 2200 a.C.)
- Médio Império (entre 2200 a.C. e 1750 a.C.)
- Novo Império (entre 1580 a.C. e 1085 a.C.)
- Época Baixa (entre 653 a.C. e 332 a.C.)

No fim do Médio Império, ocorreu uma enorme imigração pacífica de hebreus ao Egito, que acabaram perdendo a liberdade e foram finalmente libertados para que retornassem à sua pátria de procedência. Após os hebreus, os hicsos dominaram o Egito, ali se domiciliando por duzentos anos. Implantaram os carros de guerra, ignorados pelos egípcios, e seu desalojamento caracterizou o início do Reino Novo.
No fim do Reino Novo, aconteceu um desmantelamento do Egito e seu declínio favoreceu para o domínio e a invasão por parte de diversas outras civilizações, como persas, gregos, romanos e muçulmanos. Nos tempos modernos, o Egito foi conquistado administrativamente pelos franceses e ingleses, até se fazer independente em 1962, como Estado moderno.

#### Sociedade egípcia
No Egito, a sociedade se subdividia em certos níveis, cada um com suas funções bem determinadas. Nesta sociedade, a mulher possuía enorme influência e poder.

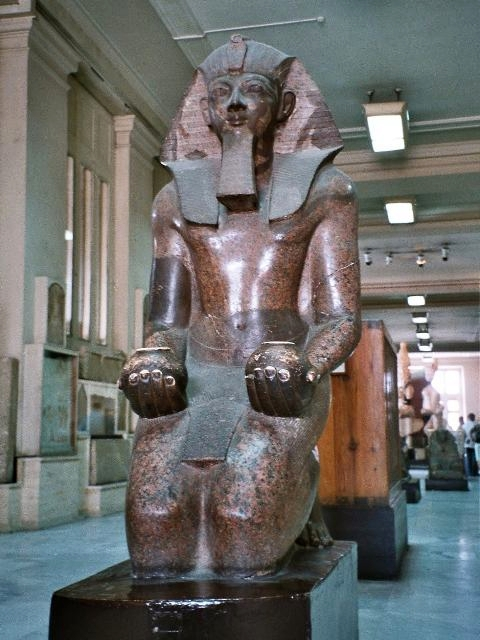
O faraó significava a própria vida que passava no Egito. Era monarca e deus vivo. Fruto de adoração, reverência. Seu direito era o de ter uma grande variedade de esposas, a maior parte delas sendo familiares, para que o sangue real em família fosse garantido. Mas, apenas uma utilizava o título de rainha e dela ocorria o nascimento do herdeiro

No ponto mais alto da pirâmide encontrava-se o faraó, sem limites de poderes, porque o faraó era considerado uma santidade, divindade e admitido como um herdeiro de deus ou como o verdadeiro deus. Constitui o que se denomina teocracia, ou seja, governo em favor de deus.
- O faraó era um monarca todo-poderoso, dono de todo o país. Os campos, os desertos, as minas, os rios, os canais, os homens, as mulheres, o gado e os animais — tudo se encontrava sob seu domínio.[3] Ele era, simultaneamente, rei, juiz, sacerdote, tesoureiro, general. Era ele quem determinava e liderava tudo, porém, não podendo se encontrar em todos os locais, entregava funções a mais de cem servidores que o ajudavam na governança do Egito. Os egípcios consideravam no faraó sua mera existência e a certeza de sua alegria.[3]

- Os sacerdotes possuíam grande importância e autoridade, tanto religiosa como financeira, porque controlavam os produtos e as fortunas dos vastos e abundantes templos. Eram ainda os eruditos do Egito, guardiães dos segredos espirituais relativos aos seus numerosos deuses.[3]

- A nobreza era constituída por familiares do faraó, funcionários de primeiro escalão e abastados fazendeiros.[3]

- Os escribas, oriundos das famílias abastadas e influentes, eram alfabetizados e se ocupavam do registro, da documentação e da contabilidade de documentos e atividades da vida do Egito.[3]

- Os artesãos e os comerciantes. Os artesanatos se dedicavam principalmente aos monarcas, à nobreza e aos templos. Fabricavam lindas peças de adorno, utensílios, máscaras funerárias. Lidavam melhor com madeira, cobre, bronze, ferro, ouro e marfim. Já os comerciantes se ocupavam do comércio em favor dos reis ou em benefício próprio, adquirindo, comercializando ou permutando produtos com as demais civilizações, como cretenses, fenícios, povos da Somália, da Núbia, etc. O comércio encorajou a montagem dos imensos barcos de carga.[3]

- Os camponeses constituíam a maioria da população.[3] Os servidores do faraó organizavam e controlavam os trabalhos agrícolas, porque todas as terras pertenciam ao governo, então os agricultores não tinham o direito de propriedade. As enchentes do Nilo, a irrigação, semeadura, colheita e armazenamento dos grãos forçavam os camponeses a trabalhar arduamente e receber pouco dinheiro. Em geral, o crédito era realizado com uma pequena parte dos produtos cultivados e somente o necessário para a sua subsistência. Moravam em cabanas precárias e trajavam-se modestamente. Os camponeses trabalhavam também nas terras dos fidalgos e nos templos. A principal atividade econômica do Egito era a agricultura, devido à falta de terreno e da escassez de vegetação para a criação de mais rebanhos. Em virtude da miséria dos camponeses, eram plantados cevada, trigo, lentilhas, árvores frutíferas e videiras. Fabricavam pão, cerveja e vinho. O Nilo trazia muitos peixes.[3]

- Os escravos eram, na maior parte, perseguidos dentre os derrotados nas guerras. Erroneamente associados as construções das pirâmides do Egito.

#### A importância de alguns faraós
O Egito foi governado por numerosos faraós em seu longo passado. Poucos merecem algum destaque.
- Menés (ou Narmer), em 3000 a.C., unificou os reinos do norte e do sul num único reino.[4]

- Djoser (Zozer), reino no qual surgiu a primeira edificação monumental com pedras no Egito, a pirâmide de Djoser, em degraus.[4]

- Quéops, Quéfren e Miquerinos ficaram conhecidos como os faraós que ergueram as três maiores pirâmides do Egito, na planície de Gizé. A mais extensa pirâmide constitui a de Quéops. Seu herdeiro, Quéfren, substituiu-o no poder e edificou igualmente a sua pirâmide a poucos metros distante da do pai. Após Quéfren, administrou Miquerinos, quem mandou erguer sua pirâmide próxima das demais, mas um pouco menor.[4]

- Amenófis IV, denominado igualmente de "sacerdote do deus Sol", ficou famoso como o faraó que unificou a religião egípcia, obrigando o louvor a um único deus, o Sol, designado de Aton. Alterou sua denominação de Amenófis (que quer dizer "Amon é feliz") para Aquenaton (que tem o significado de "funcionário de Aton"). Conquistou o ódio dos sacerdotes[5] e do fanatismo do povo e este, após seu falecimento, retornou aos velhos cultos.[4]

- Tutancâmon, que pertencia à família de Aquenaton, tomou posse do novo reino ainda em plena juventude aos cinco anos de idade. Seu reino durou pouco, porque morreu aos dezoito anos. Sua notoriedade se espalhou no século XX, pois foi descoberto em 1924, pelo arqueólogo britânico Howard Carter no Vale dos Reis, o seu abundantíssimo sarcófago. O túmulo, intocado, ainda não havia sido profanado por criminosos e abriga riquezas de valor, porque esses objetos eram de ouro, prata e pedras preciosas. Havia objetos extraordinariamente ricos como máscaras mortuárias, sarcófagos, estátuas, móveis, joias, vasos, carros fúnebres, etc. Devido a esse achado arqueológico, pode-se ter uma noção da magnificência, do esplendor e da ostentação em que viviam os faraós, ao passo que a maior parte da população, composta por camponeses, tinham uma vida muito difícil e com pouquíssima nutrição.[4]

#### Religião e mitologia egípcias
Os egípcios eram um povo profundamente religioso. Isso foi importante no desenvolvimento de sua civilização e estrutura da sociedade. Eram politeístas (crença em diversos deuses). A partir dos tempos mais antigos, os egípcios veneravam vários e misteriosos deuses. Os primeiros deuses foram animais e toda a pessoa possuía seu deus que o guardava. Veneravam gatos, bois, serpentes, crocodilos, touros, chacais, gazelas, escaravelhos, etc.
Dentre os animais venerados, o mais conhecido foi o boi Ápis que, durante a sua morte, causava luto no Egito inteiro e os sacerdotes buscavam nos campos de um sucessor fisicamente idêntico. Acreditavam que um deus poderia se corporificar em um animal vivo. O rio Nilo, com suas cheias diárias, e o vento cálido do deserto, que devastava as colheitas, eram venerados como forças da natureza.
Os egípcios acreditavam na vida após a morte, por esse motivo, cultuavam os mortos. Cada localidade possuía seus deuses, com características diferenciadas, sendo alguns deles metade homem e metade animal (em geral, corpo de homem e cabeça de animal — antropomorfismo).

##### Deuses do Egipto

Rá, o deus Sol

Segue abaixo a descrição de cada deus egípcio e suas prerrogativas atributivas:
Rá: o deus Sol, que junto do deus Amon (Amon-Rá) era o mais importante deus egípcio.
Nut: é o firmamento, constituída por um indivíduo do sexo feminino com os membros inferiores no Hemisfério Oriental e os membros superiores no Hemisfério Ocidental. Os corpos celestes percorrem ao longo do seu corpo. Mãe de Rá (o Sol), ela o deglute durante à noite e o faz nascer de novo a cada manhã.
Babuíno divino: presenciador da viagem da barca solar.
Barca solar de Rá, a qual, numa viagem eterna, diariamente o conduz à Terra e no período noturno o traz novamente à vida eterna.
Ísis: mulher de Osíris, genitora de Hórus e deusa da vida vegetal, das águas (das enchentes do Nilo) e das sementes. As chuvas seriam as lágrimas de Ísis buscando seu marido, Osíris. Este igualmente é o rio Nilo.
Néftis: irmã de Osíris, mulher de Set.
Maat: divindade da justiça, da verdade, e do equilíbrio universal.
Hórus: a divindade falconídea, herdeiro de Osíris e Ísis, também adorado como o nascer do Sol.
Osíris: no seu hábito em forma de múmia, era a divindade dos mortos, da vida vegetal e da fecundidade. Igualmente adorado como o pôr do Sol. Era ele que vinha procurar os mortos para serem sentenciados no seu tribunal (Tribunal de Osíris).
Sacmis: divindade com corpo feminino e cabeça leonina. Deusa dos conflitos militares que, com sua valentia, foi incumbida de matar os inimigos de Rá.
Ptá: divindade masculina de Mênfis, era tido como o Grande Arquiteto do Universo, conforme teriam dito os membros da maçonaria, padroeiro dos artesãos.
Quenúbis: deus pastor, divindade das nascentes e das enchentes do Nilo.
Anúbis: deus chacal, protetor dos túmulos, deus da vida após a morte, intercessor entre o céu e a Terra, ajudou Ísis quando esta resolveu juntar os bocados do corpo de Osíris e deu-lhe ressurreição.
Tote: divindade do conhecimento e dos poderes mágicos. Inventou a escrita. Era tido como o escriba divino e padroeiro dos escribas.
Hator: divindade feminina que se mostra com duas formas: como uma vaca com chifres e o Sol entre eles e como uma mulher tendo o Sol entre os chifres. Tida como a divindade feminina dos vaidosos, dos músicos, dos felizes, dos prazerosos e dos apaixonados.
Set: grande inimigo de Osíris (o Nilo) e tido como o vento cálido do deserto. Personificação do mal, causador de tempestades e guardião das armas.
Amom (de Tebas): divindade das divindades da mitologia egípcia, mais tarde adorado junto de Rá, com a denominação de Amon-Rá.
Bes: espírito (ou demônio) monstruoso e malicioso, morava no inferno.
Tuéris: deusa hipopótamo, padroeira das grávidas.
Bastet: deusa gata, a qual passa boas influências da divindade solar.

##### Templos egípcios

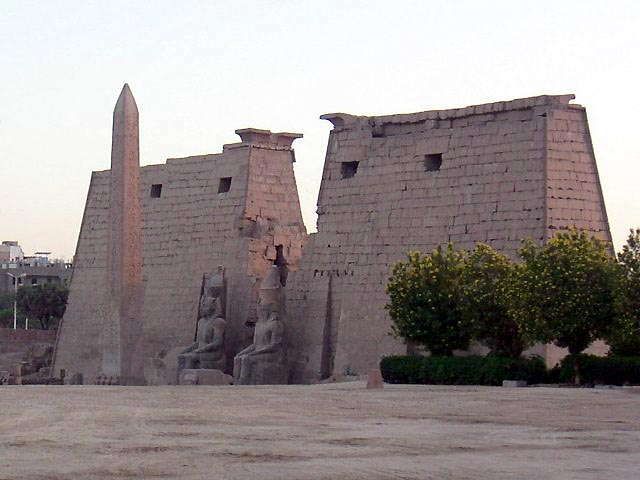
Templo de Luxor

Os templos egípcios não eram semelhantes às igrejas atuais. Eram imensos e enormemente grandes, com um grande portão e vastos pátios acessíveis. As gigantescas colunas seguravam os templos. Na parte do fundo encontrava-se a estátua do deus local e nos lados uma pequena quantidade de outros deuses. Nos frontispícios, as grandes estátuas dos faraós que mandaram erguer os templos. No interior dos templos, moravam inúmeros sacerdotes, cabelo raspado e trajados com uma única túnica.
Do Antigo Egito restaram as ruínas dos dois grandes templos, o templo de Luxor e o templo de Karnak.

##### Cerimônias fúnebres

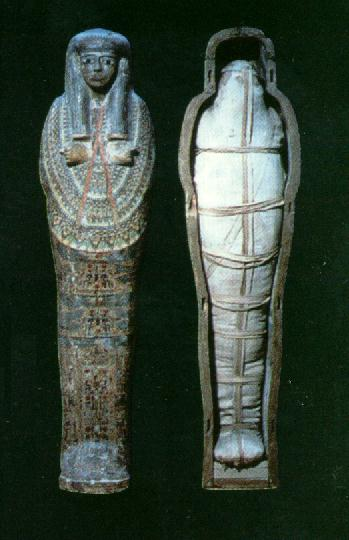
Múmia dentro do sarcófago

Quanto às múmias, os egípcios acreditavam que o ser humano era constituído por Ká (o corpo) e de Rá (a alma). Na opinião deles, quando morria, o corpo (Ká) era deixado pela alma (Rá), mas esta poderia continuar a morar no reino de Osíris ou de Amon-Rá. Isso seria possível apenas caso fosse preservado o corpo que deveria manter viva a alma. Daí vinha a necessidade do embalsamamento ou da mumificação do corpo para não permitir o apodrecimento do mesmo. Para garantir que a alma continuasse a viver após a morte, em caso de destruição da múmia, estatuetas do falecido eram postas no túmulo.
O túmulo era semelhante a uma moradia de um vivo, com mobiliários e abastecimento de refeições. As pinturas das paredes simbolizam as cenas do morto à mesa, na caçada aos animais e na atividade pesqueira. Eles acreditavam na magia dessas pinturas, porque eles pensavam que o espírito do falecido se sentia alegre e calmo ao observá-las. O espírito do falecido ia ao Tribunal de Osíris, onde era sentenciado por suas obras, para ver se podia ser aceita no reino de Osíris.
Os túmulos eram habitações de eternidade. Para melhor conservar os corpos, colocavam-se as múmias em sarcófagos hermeticamente tampados. Os faraós, os nobres, os ricos e certos sacerdotes erguiam imensos túmulos feitos de pedras para assegurar que os corpos fossem protegidos contra ladrões e profanadores. Foram feitos para assegurar a longa expectativa no tempo até o retorno do espírito.
Dessa forma, eram erguidas mastabas, pirâmides e hipogeus abundantemente enfeitados.

#### Cultura egípcia
Durante a antiguidade, a cultura egípcia era o conjunto de manifestações culturais desenvolvidas no Antigo Egito. Sem falar das pirâmides, mastabas, hipogeus e nos vastos templos, a arte do Antigo Egito se expressava nos palácios, nas grandes colunas e obeliscos, nas esfinges, na estatuária e na arte decorativa em baixo-relevo. Listados abaixo:
- Mastabas: As mastabas foram túmulos revestidos de lajes rochosas ou feitos de tijolo especial. Eram integradas por uma capela, a câmara mortuária e demais espaços.[8]

- Hipogeus: Túmulos abertos nas rochas, perto das margens do Nilo. O hipogeu mais conhecido foi de Tutancâmon, localizado no Vale dos Reis.[8]

- Esfinge: As esfinges eram as protetoras dos templos e as pirâmides. A esfinge na parte frontal da pirâmide de Quéfren tem cabeça humana e corpo leonino.[8] Sua frase célebre é "Decifra-me ou te devoro".[9]

- Obelisco: Monumento feito de uma única pedra no formato de agulha para assinalar algum acontecimento ou realização. Simboliza ainda um raio da divindade solar.[8]

##### Pirâmides

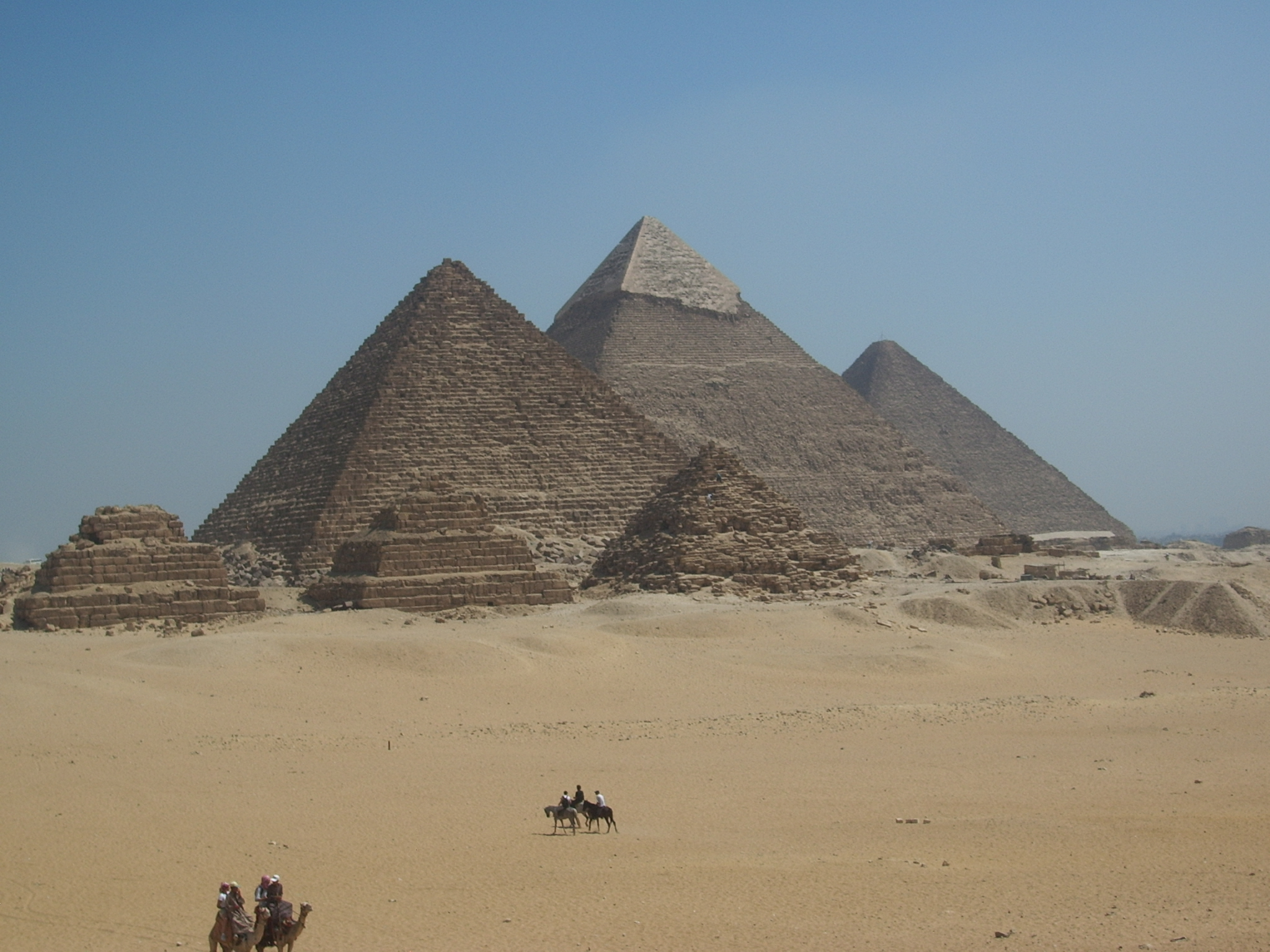
Nas pirâmides reais, havia corredores secretos, galerias, câmaras, portas e passagens falsas para enganar ladrões, cripta, corredores de ventilação e a câmara do rei

No antigo Egito eram erguidas mais de cem pirâmides. As três grandes estão compreendidas entre as Sete Maravilhas do Mundo antigo. Até hoje as pirâmides apresentam certos mistérios para a mente humana. Dessa forma, a moderna engenharia até então não chegou a esclarecer como, naquele momento, começou-se a transportar blocos rochosos de 2 a 10 ou mais toneladas oriundas de distantes lugares até o deserto onde estão as pirâmides. Mais complicado também seria elucidar como vieram a carregar pedras em cima de pedras até uma altura de 146 metros (a altura original da grande pirâmide de Quéops). Outro segredo seria justificar porque motivo as pirâmides eram erguidas com seus lados religiosamente virados para os quatro pontos cardeais. Hoje em dia, várias pessoas creem em uma enigmática força de concentração de energia no interior das pirâmides. Assim, não apodreceriam certas coisas perecíveis que fossem postas dentro, na disposição ocupada pela câmara do rei.
Para isso, com ajuda de uma bússola, deve-se direcionar as bases piramidais na localização dos pontos cardeais. Crê-se, ainda, em curas ou melhoras de saúde por meio da utilização de uma pirâmide de cobre em condições de compreender um ser humano em seu interior.

##### As ciências egípcias
Os egípcios não eram tão excelentes cientistas como arquitetos. Nas ciências, expandiram a matemática, a astronomia, a medicina e a engenharia. Separaram o ano em 365 dias e em 12 meses com 30 dias cada um e três semanas de dez dias cada uma. Utilizavam os relógios solares, estelares e à base de água para mensurar o tempo.
Na matemática, expandiram a geometria, por causa da importância de mensurar as terras agrárias e construir as enormes edificações. Na medicina, possuíam médicos especialistas em diversas doenças e faziam cirurgias, usando também um gênero de anestésico. Mas, a medicina egípcia, como em toda a Antiguidade, era mais esotérica que científica, pois sempre vinha seguida de magias e de pedidos de socorro ou proteção às divindades.
Eram peritos no processo de mumificar corpos por meio de recursos de embalsamamento que preservaram numerosos corpos até os dias atuais. Heródoto, conhecido historiador grego, nos relata como era realizada a mumificação:
| “ | "Tiram-lhe primeiro o cérebro, com ferro recurvado, que introduzem nas narinas e com o auxílio de drogas, que injetam na cabeça. Fazem em seguida uma incisão no ventre, com uma pedra cortante da Etiópia. Tiram por esta abertura os intestinos, que são lavados, passados por vinho de palma e por aromas, enchem, seguidamente, o ventre de mirra (resina de uma árvore utilizada como incenso ou perfume), canela e outros perfumes, depois o costuram cuidadosamente. Terminado isto, salgam o corpo e cobrem-no de natrão (carbonato de sódio natural) durante setenta dias. Acabado este prazo, lavam o corpo e o envolvem inteiramente em faixas de linho." | ” |

Em seguida, punham o corpo no sarcófago. Os pobres possuíam processos de mumificação bem mais fáceis.

##### Língua e literaturas egípcias

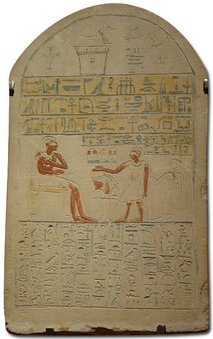
Hieróglifos em uma estela funerária

Os egípcios eram um dos primeiros povos a usar a escrita no mundo. Expandiram três alfabetos:
- O hieróglifo, tido como escrita religiosa;[12]

- O hierático, mais descomplicado, empregado pela nobreza e pelos sacerdotes.[12]

- E, por último, o demótico, um gênero de escrita popular.

No decorrer da campanha de Napoleão Bonaparte no Egito, o arqueólogo francês Jean François Champollion levou para a França, em 1799, uma pedra da cidade de Roseta, englobando inscrição em três gêneros de escrita: hieróglifos, grego e demótico. Em 1822, Champollion, correlacionando o texto em língua grega clássica com o mesmo tema em hieróglifos, chegou a interpretar o alfabeto egípcio, colaborando para as pesquisas da civilização egípcia.
Os egípcios escreviam especialmente em uma planta denominada papiro, muito encontrada às margens do Nilo. O miolo do papiro era extraído e as partes eram conectadas umas às outras e prensadas, compondo rolos que também eram exportados para povos vizinhos. Os egípcios herdaram diversos livros publicados, a maior parte sobre assuntos relacionados à religião, como o conhecido Livro dos mortos.

##### Música egípcia
Por intermédio dos documentos achados, como trechos de músicas e instrumentos, a arte musical teria se iniciado na Mesopotâmia e no Antigo Egito. Verdadeiramente, em 1950, uma canção assíria de 4000 a.C., inscrita em uma tabuleta feita de argila, foi achada pelos arqueólogos.
Os egípcios utilizavam muito a música em todos os momentos religiosos ou da sociedade, como casamentos, festas, canções de guerra, de vitória, ou para manifestar expressões de tristeza e luto. Tangiam lira, cítara, oboé, címbalo, harpa e instrumentos com caixa de ressonância. Era uma constante que as mulheres ricas fossem excelentes cantoras. Ao lado da música, a dança e a coreografia se expandiram. Os mesopotâmicos e os egípcios já chegaram a escrever a música por meio de sinais.

##### Influência da civilização egípcia sobre outras civilizações
Os egípcios exerceram enorme influência no progresso de diversos povos vizinhos ou longínquos. Vários eruditos de outros povos da antiguidade iam procurar seus saberes no Egipto, onde faziam estágios. Criaram a geometria, a qual mais tarde seria acompanhada pelos gregos e demais povos.
Na medicina, a influência egípcia foi quase completa. Provavelmente, superaram todos os povos antigos nos saberes médicos.
No que diz respeito à religião, seus deuses e suas crenças chegaram a se difundir por toda a parte. As pirâmides maravilharam o mundo, e sua crença na imortalidade do espírito foi tida como um desenvolvimento na religiosidade.
No que tange à escrita, foram precursores na arte de escrever, e seus caracteres vieram para a Fenícia, onde eram reduzidos, transformando-se no alfabeto que possuímos nos dias atuais. Importante colaboração às civilizações antigas foi o papiro que o Egito produzia a todo o mundo antigo para publicar seus livros, fundar suas bibliotecas e proporcionar material de pesquisa para seus sábios.

### Civilização Mesopotâmica

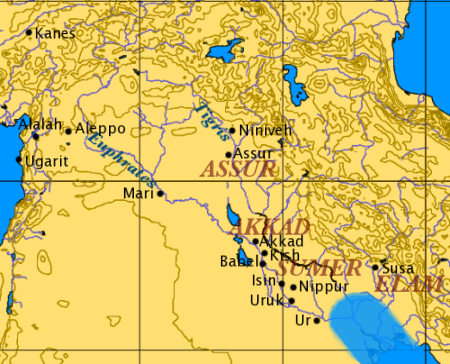
Mapa geral da Mesopotâmia

A Mesopotâmia constituía uma fértil região da Ásia Menor, localizada nas planícies produtivas banhadas pelos rios Tigre e Eufrates que desembocam no Golfo Pérsico. A Mesopotâmia equivale em boa parte às atuais terras do Iraque.
O termo Mesopotâmia procede do grego clássico: mesos, meio, potamos, rio e quer dizer “região localizada entre rios”, ou melhor, nesse caso, região abrangida entre os rios Tigre e Eufrates. Entretanto, como observado no mapa, a Mesopotâmia ia além desses rios.

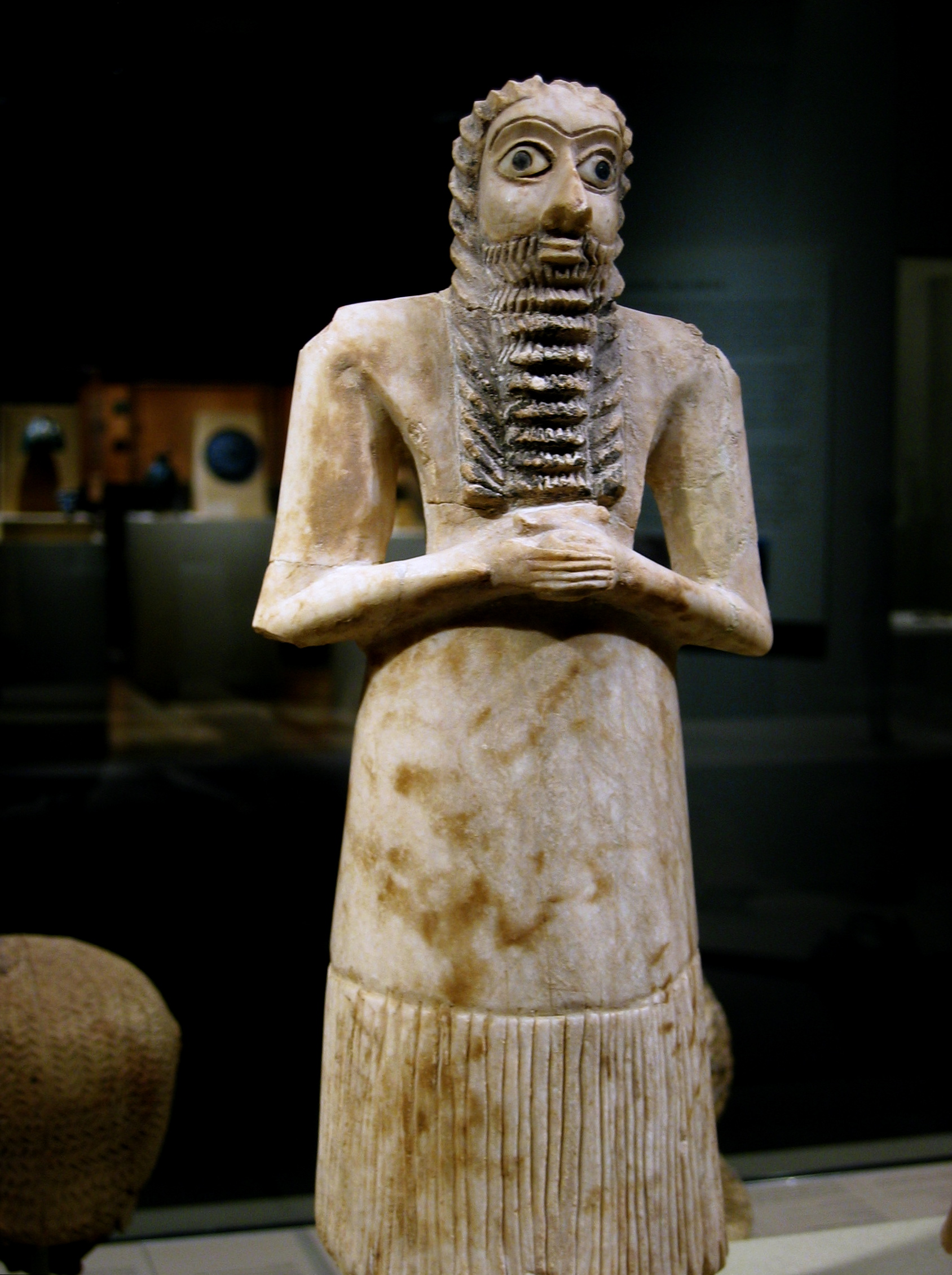
Venerador mesopotâmico de

Eram muitos os povos os quais, por intermédio de conflitos, dominaram repetidamente essa rica região do Oriente Médio (Ásia Menor). Dentre eles, podem ser mencionados os sumérios, os hititas, os amoritas, os assírios, os elamitas, os acádios, os cassitas, os babilônios, os caldeus, dentre outros.
Os dois principais povos dessa região são os sumérios e os babilônios. Não se sabe a procedência dos sumérios, mas compreendemos que, em torno de 3 000 a.C., eles se fixaram ao sul da Mesopotâmia, próximo do Golfo Pérsico.

#### Política mesopotâmica
Inúmeras comunidades, as quais, gradualmente, tornaram-se cidades-estados, foram criadas pelos sumérios. Assim, nasceram as cidades de Ur, Uruk, Lagash, Nippur. A principal delas foi Ur.
A região, conquistada pelos sumérios, não tinha um poder central que lhe concedesse unidade política. Toda a cidade era que nem um país independente, com governo próprio. Cada cidade-estado era administrada por um civil (patesi) e um sacerdote. Essas cidades viviam em permanentes conflitos e foi o rei Sargão I quem chegou a lhes conceder unidade, criando o reino da Suméria, que ia da Mesopotâmia até o Mar Mediterrâneo.
Com o falecimento de Sargão I, o reino entrou em declínio e ficou sob o domínio de povos dominadores.

#### Babilônios

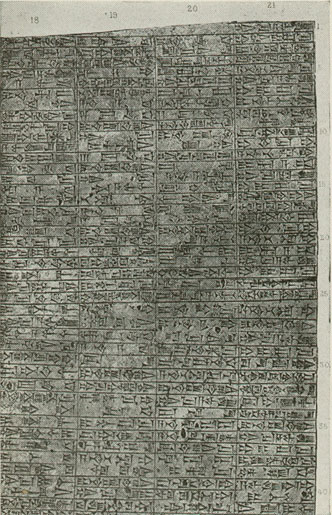
Uma inscrição do Código de Hamurabi

Liderados por Hamurábi, tomaram posse da Suméria e criaram o grande Império Babilônico, cerca de 1 700 a.C. Foi Hamurabi quem criou o primeiro código de leis de que se tem notícia. As leis presentes nesse código estabeleciam os direitos e deveres da população e dos políticos. No entanto, segundo a classe social, as pessoas não desfrutavam dos mesmos direitos no Império Babilônico. Os escravos, por exemplo, não eram tidos como gente, mas sim como objeto, uma mera propriedade qualquer. Ou melhor, as civilizações antigas possibilitavam a escravidão e os prisioneiros de guerra, ao invés de serem mortos, eram utilizados como escravos para trabalhos braçais. Procede de Hamurabi a lei do talião: “Olho por olho, dente por dente”. Outra lei determinava que, caso um homem penetrasse em um pomar e fosse pego roubando, devia pagar uma determinada quantidade em prata. Esse código exerceu enorme influência nas legislações de outros povos.
O Império Babilônico entrou em declínio, sendo invadido pelos assírios, povo guerreiro de importante estrutura militar e o primeiro a empregar os carros de guerra. Os assírios eram perversos e agressivos, dominaram diversos povos e invadiram a região durante quinhentos anos.
Posteriormente, em 612 a.C., o Império Babilônico se reestruturou e veio ao apogeu com Nabucodonosor II, que melhorou a cidade, ergueu os conhecidos Jardins Suspensos da Babilônia, uma das sete maravilhas do mundo antigo, e mandou edificar um imenso zigurate, chamada de Torre de Babel pela Bíblia. De fato, em 1899, no decorrer de escavações, foi avistado um enorme zigurate que se achou que fosse a Torre de Babel. Possuía 90 metros de base e outro tanto de altura, com o topo revestido de ouro e azulejos pintados de azul.

#### Escrita cuneiforme

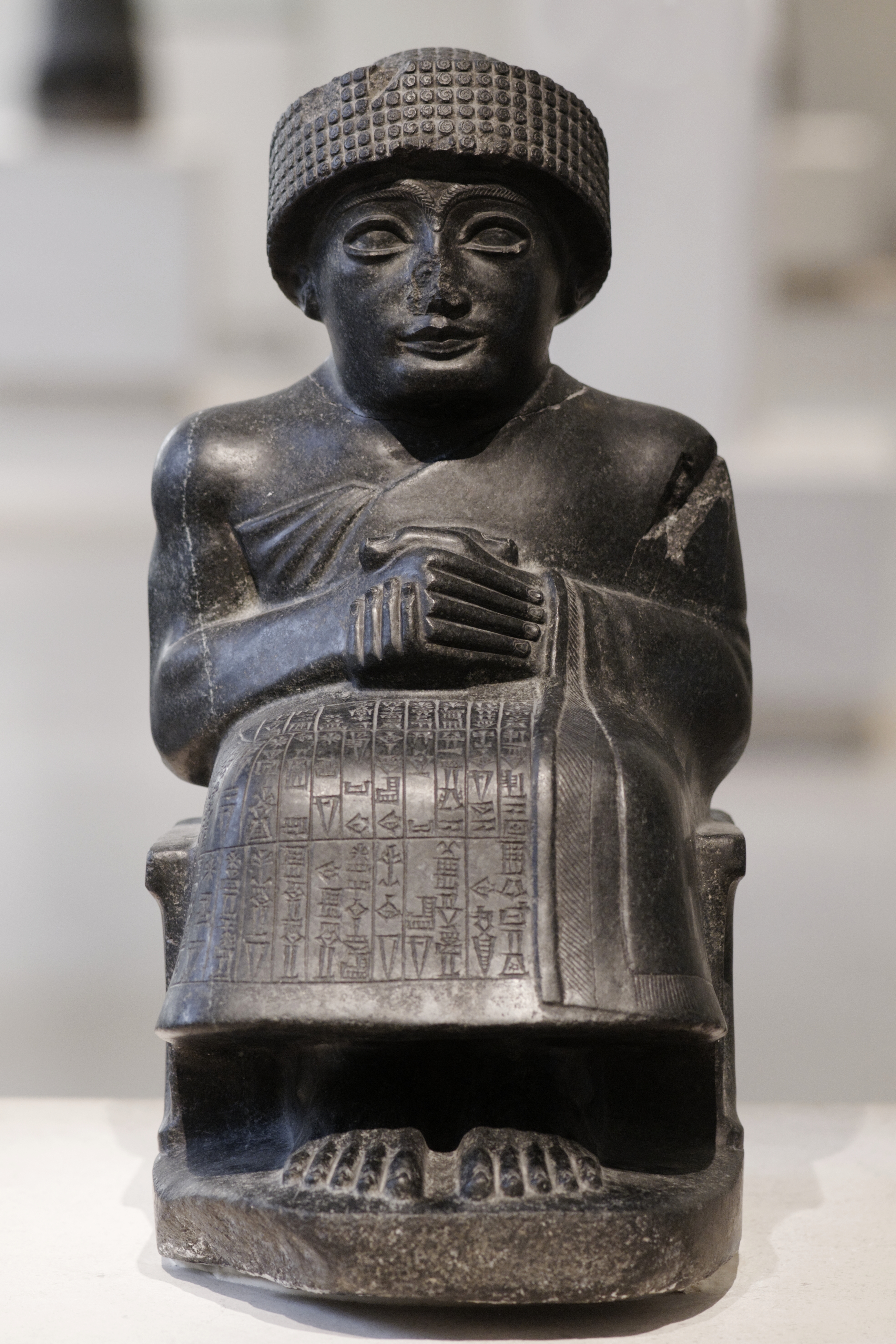
Escrita cuneiforme com gravação numa escultura feita durante o século XXII a.C. (Museu do Louvre, Paris). A linguagem escrita resulta do fato de que o homem necessita da garantia de se comunicar e desenvolver a técnica

Os textos eram escritos pelos sumérios e babilônios em tabletes de barro. Foram os inventores de um tipo de escrita em formato de cunha, que por esse motivo, recebeu o nome de escrita cuneiforme. Esses tabletes feitos de barro pesavam muito e não eram de fácil manuseio, mas possuíam a vantagem de duração de séculos ou milênios com escrita inteligível. Pesquisadores dos dias atuais acharam muitos deles e assim puderam descobrir uma grande quantidade de coisas da primeira civilização da história da humanidade. Na cidade de Nínive, o rei Assurbanipal fundou uma biblioteca, com 22 mil tabletes de argila (barro) com escritos em uma grande variedade de assuntos. Dentre demais assuntos, nos é mostrado pelos tabletes como eram o comércio e os negócios daquele tempo. Por exemplo, uma relação de medicamentos receitados aos pacientes é feita pelo médico. Há 3 000 anos, os deveres de um menino, na escola, são relatados por um dos tabletes de maior interesse: o menino precisava ir mais rápido para evitar que chegasse atrasado na escola, senão a criança apanharia do professor. O professor, utilizava, também, a vara ou palmatória para castigar os alunos que dialogassem, que deixassem a escola sem autorização ou estudassem sem caprichar como deviam.

#### Religião mesopotâmica
Tanto os sumérios como os babilônios eram politeístas, ou seja, criam numa grande variedade de deuses. Toda a cidade tinha o seu deus protetor. A Babilônia, por exemplo, estava sendo protegida por Marduque. Criam também nas forças dos astros e da natureza e veneravam o céu (Anu), a Terra (Enlil), a Lua (Sim), o raio e a tempestade (Hadade), o fogo (Guibil), etc.
Cultuava-se a religião nos templos, denominados zigurates, construções com degraus em formato de pirâmide. Os mesopotâmios criam que os astros influenciavam na vida do homem, originando assim a astrologia. Os adivinhos e sacerdotes que estudavam os astros eram muito prestigiados. Os povos da Mesopotâmia contribuíram muito para o conhecimento dos astros, e através desse conhecimento conseguiam mesmo fazer a previsão das enchentes dos rios Tigre e Eufrates.

#### Contribuições dos sumérios e babilônios

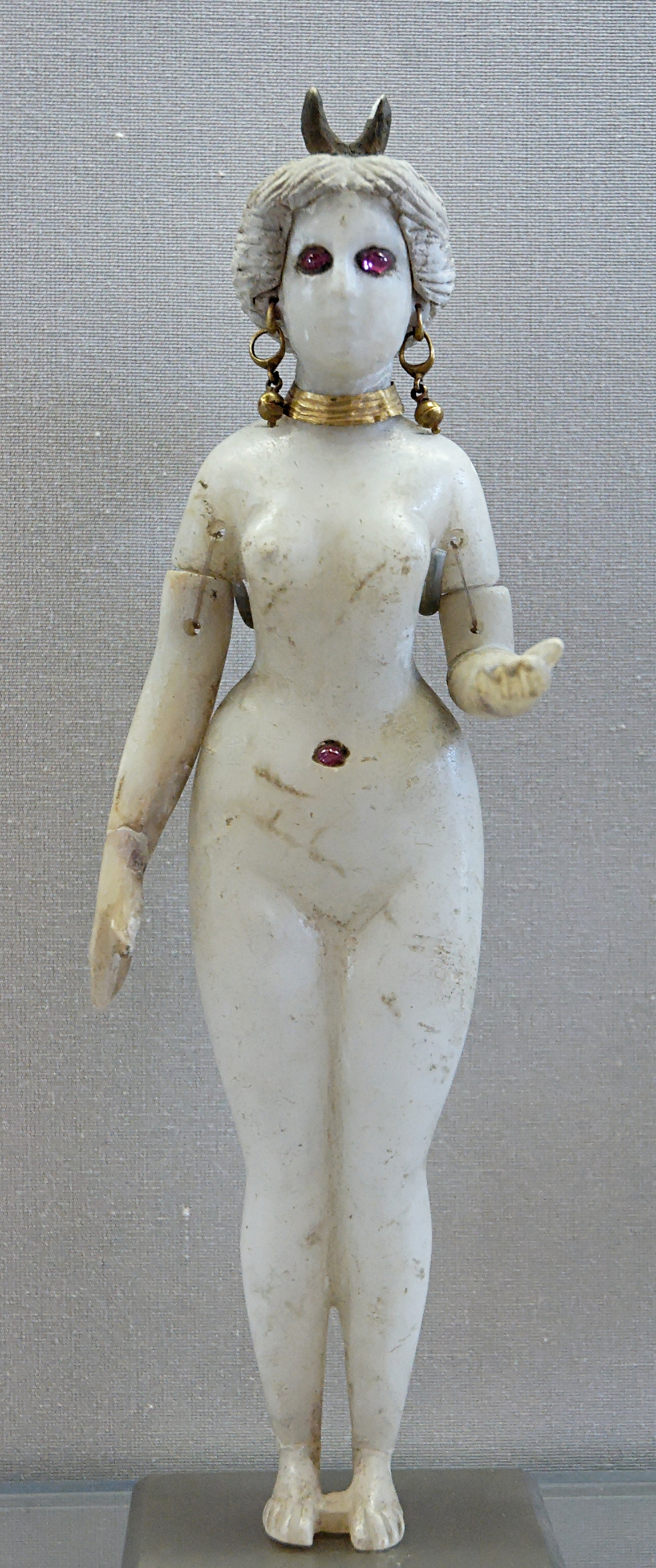
Deusa Istar, estatueta representativa do século IV a.C.

Foi muito importante a herança deixada pelos sumérios e pelos babilônios aos povos futuros. Dentre demais colaborações, podem ser apontadas:
- Haviam organizado política e socialmente as cidades-estados;
- Haviam criado um código de direitos e deveres;
- Haviam organizado a produção de alimentos: já naquele tempo, utilizavam o arado e máquinas de irrigação, por exemplo;
- Haviam construído lindos templos e grandiosos palácios;
- Os sumérios haviam inventado a escrita, que possibilitou a fixação do conhecimento da época;
- Haviam inventado a roda e os carros puxados por cavalos;
- Haviam criado a astronomia (pesquisa dos astros);
- Astrologia, ou seja, a ciência que pesquisa os astros que influem sobre o futuro das pessoas.

Os povos antigos não criam que a alma era imortal, eram religiosamente pessimistas e viviam sem preocupações com a morte ou com o que as pessoas viam com seus próprios depois que morriam. Buscavam a sua proteção contrária às forças malignas utilizando amuletos e fazendo toda sorte de magia.
Uma das divindades mais adoradas era a deusa Ishtar, personificação do planeta Vênus. Protegia o amor e a guerra.

### Civilização Hebraica

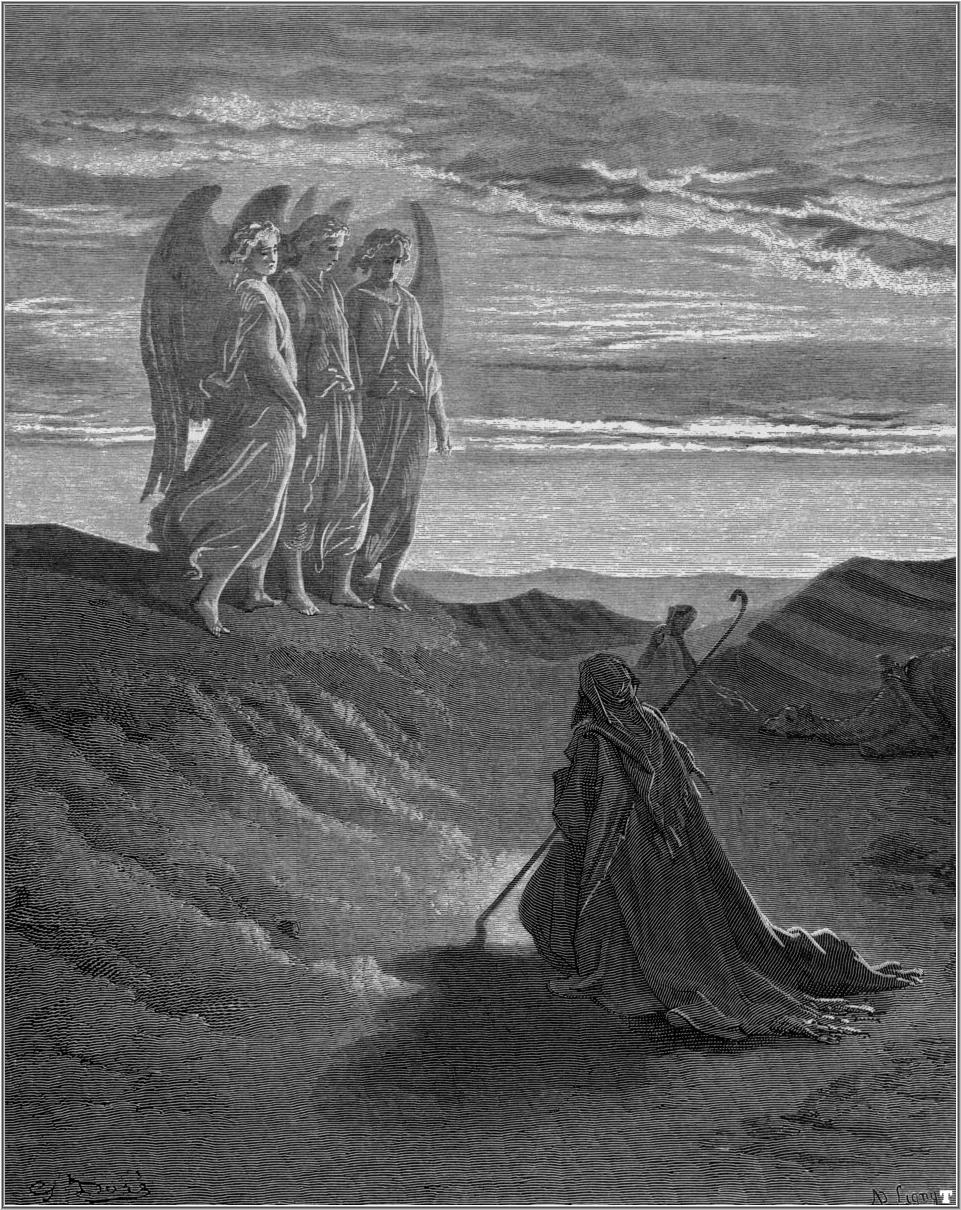
Abraão e os três Anjos as portas do purgatório segundo descrição de Dante Alighieri em 1250. Gravura de Gustave Doré (1832-1883)

As origens mais antigas dos hebreus (ou israelitas) ainda não se conhecem. A Bíblia sempre é a fonte mais importante para estudar esse povo. As origens se iniciaram com Abraão, líder de uma tribo de pastores seminômades que, recebendo os conselhos de Deus, partiu da cidade de Ur na Mesopotâmia, perto das margens do rio Eufrates, foi para Harã e depois se fixou na terra de Canaã, no litoral leste do mar Mediterrâneo (hoje Israel). O caráter dessa migração era religioso e teve grande duração de tempo até a chegada de Abraão à terra que Deus prometeu.
Abraão, em contrapartida aos demais homens da época, cria em um único Deus, que criou o mundo, que não se podia ver e que lhe ordenou que partisse para Canaã. Premiado por obedecer a isso e por crer, uma promessa de Deus foi recebida por ele: sua família originaria um povo que se destinaria a ter a terra de Canaã, na qual, de acordo com a Bíblia, brotava leite e mel. Renovou-se essa promessa a Isaac, do qual Abraão era pai e mais tarde a Jacó (do qual Abraão era avô), este recebendo dum anjo a denominação de Israel, cujo significado é “o forte de Deus”. No entanto, Canaã foi definitivamente conquistada, no século XIII a.C., durante a saída de Moisés do Egito e a condução de todos os hebreus à Terra Prometida, em 1 250 a.C..

#### Os patriarcas
São chamados de patriarcas os três primeiros líderes dos israelitas: Abraão, Isaac e Jacó. O primeiro passava a sua vida em Ur, na Mesopotâmia. Abraão é ordenado por Deus que partisse para Canaã e lhe é prometido por ele que sua família terá um excelente futuro. Abraão viaja e é estabelecido na terra de Canaã com seus familiares. Depois que morreu, é sucedido por Isaac, do qual Abraão é pai. Depois, é seguido por Jacó, do qual Isaac é pai.
Jacó é pai de doze filhos, que vão originar as doze tribos de Israel. José, o mais jovem deles, é o preferido dos pais. Ele é invejado pelos irmãos de tal maneira que é vendido como escravo a comerciantes egípcios, sejam eles nascidos no país, sejam eles imigrantes. No Egito, José trabalhará na corte do Faraó. Depois de uma grande quantidade de aventuras ele é nomeado primeiro-ministro. Naquela época, muitos israelitas ficam sem nada para comer e José conseguiu estabelecer sua família no Egito.

#### Moisés

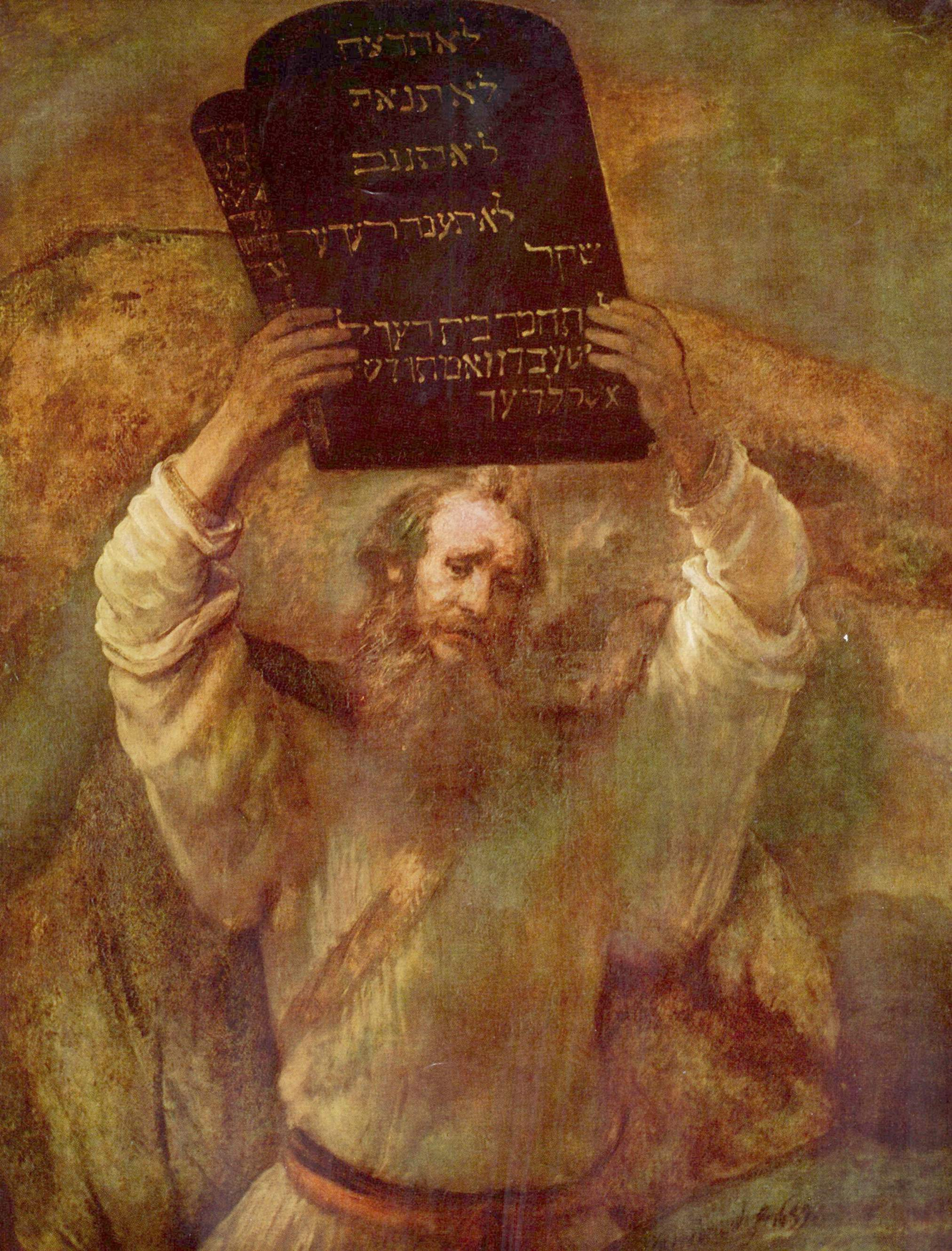
Moisés com as Tábuas da Lei, por Rembrandt

A vida dos hebreus no Egito foi pacífica por uma grande quantidade de gerações. No entanto, um faraó ficou inquieto porque a população cresceu e seu país ficou poderoso. Decide transformá-los em escravos e ordena a matança de todos os meninos recém-nascidos. Ora, naquele tempo, surge numa família de hebreus, o menino Moisés. Para ser salvo, é acomodado por sua mãe em uma pequena cesta feita de papiro e é escondido dentre os caniços do rio Nilo. A filha do faraó recolhe o bebê e o educa na corte. Chegando na idade adulta, Moisés se revolta porque seu povo é miserável e se refugia no deserto do Sinai. Ali, Deus é revelado a ele e lhe promete duas coisas: tornará livres os israelitas da escravidão e ser-lhe-á dado o país de Canaã. Desde então, a missão extraordinária de Moisés é de que o povo israelita será guiado até a Terra Prometida e será por ele transmitida aos homens a mensagem de Deus incluída nos dez mandamentos.
Moisés retornou, então, para o Egito, para juntamente do faraó e lhe pediu que fosse permitida a partida dos hebreus à sua terra, porque Deus ordenou. Sabendo que o faraó recusou, o Egito é castigado por Deus com dez terríveis pragas, contadas na Bíblia. Enfim, o faraó renuncia e os israelitas são libertados: é o Êxodo, ou seja, o momento histórico em que os hebreus saíram do Egito.
Os hebreus foram conduzidos por Moisés por meio do deserto do Sinai. Outra vez, Deus é revelado a ele, ser-lhe-ão dadas as Tábuas da Lei, com os dez mandamentos e uma aliança, um pacto é feito por Moisés com os israelitas. Estes são protegidos por ele até entrarem na terra de Canaã, no entanto, será exigido em troca que seu povo obedeça absolutamente a suas leis. Sem dúvida, são ditas por Deus a Moisés as leis de regência à vida do povo de Israel. As 10 primeiras são de importância particular: são os Dez Mandamentos da Lei de Deus.

#### Conquista de Canaã
Depois da saída do povo de Israel do Egito, o mar Vermelho foi atravessado pelos israelitas que erraram 40 anos pelo deserto, enfim, chegando às fronteiras da Terra Prometida (atualmente Estado de Israel). Moisés falece, Josué sucede-lhe, declara uma guerra santa contra os cananeus e ganha. O país dos cananeus é transformado então no país de Israel. Deus cumpriu o que prometeu.

#### Juízes
Uma vez que se estabeleceram na terra de Canaã, era preciso uma autoridade para chefiar os hebreus nas batalhas contra os inimigos e orientar as atividades do povo. Foram os juízes, e dentre eles mereceram destaque Josué, Sansão, Gideão e Samuel. Depois dos juízes, o reino de Israel foi fundado, sendo que o rei passou a comandar o país.

#### Monarcas

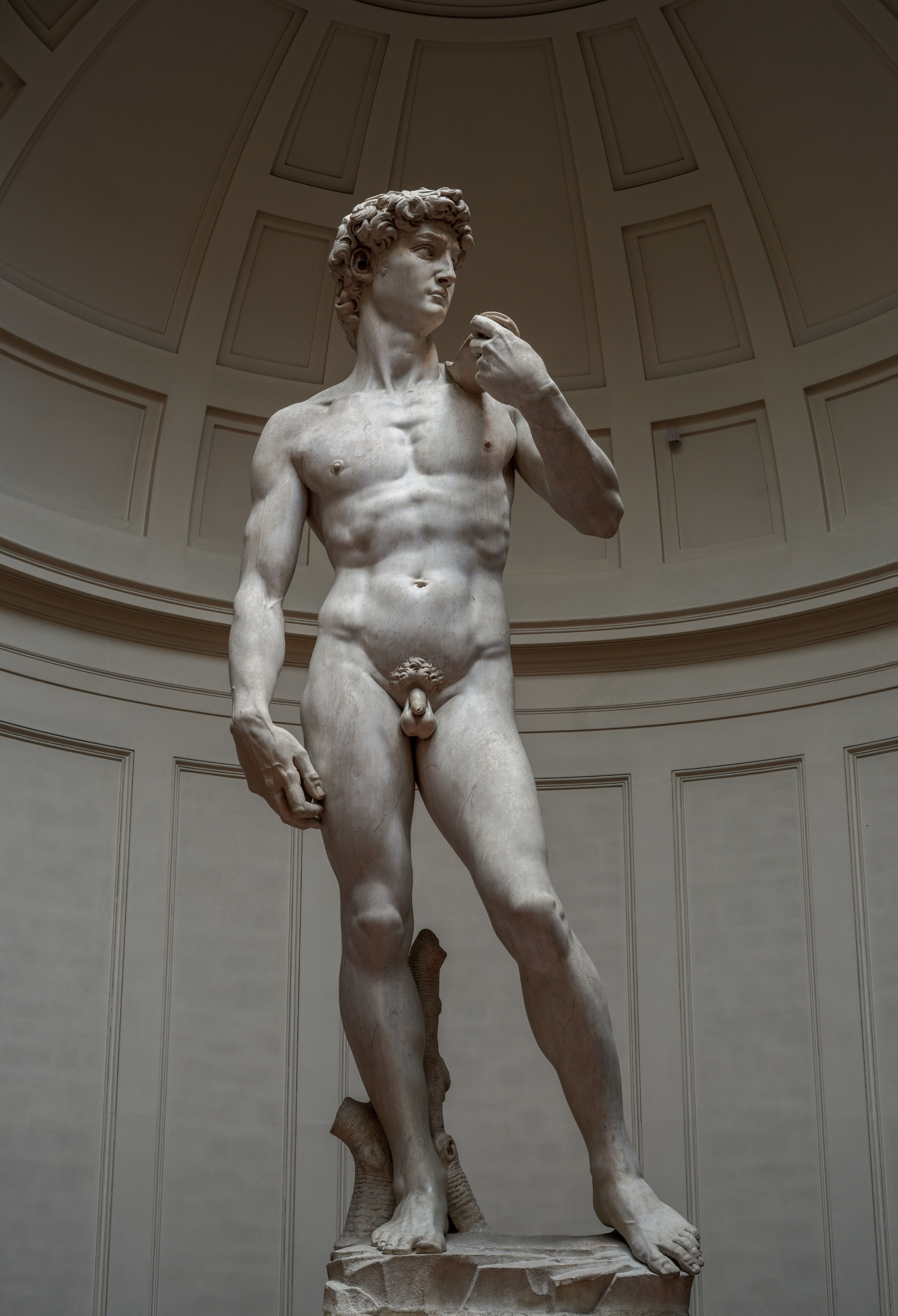
David representado por Michelangelo

Davi e Salomão foram os reis mais vitoriosos da história de Israel. Davi terminou de conquistar a terra de Canaã e criou o reino de Israel. Mandou embora os filisteus e elegeu Jerusalém como capital. Davi foi um rei autor de poesias e seus vários salmos bíblicos foram escritos.
Na época do reinado de Salomão, Israel se desenvolveu muito. Ordenou a construção de palácios, fortificações e o Templo de Jerusalém. No interior do templo, se localizava a Arca da Aliança, contendo as Tábuas da Lei, nas quais estavam escritos os Dez Mandamentos, que Deus ditou para Moisés no Monte Sinai, durante a vinda do povo hebreu do Egito à Canaã.
Importou-se a maior parte do material utilizado nas construções de Tiro, na Fenícia. Exageraram-se muito as importações de madeira (especialmente o cedro-do-Líbano), ouro, prata e bronze que o país tornou-se empobrecido. O dinheiro recebido era muito pouco para que as dívidas fossem pagas. Para que os gastos e o luxo da corte fossem sustentados, os impostos foram aumentados por Salomão que tornou obrigatório o trabalho da população empobrecida em obras públicas. Além do mais, a cada três meses 30 000 hebreus foram revezados no trabalho das minas e das florestas da Fenícia para extrair madeira, como forma de pagar a dívida externa de Israel com a Fenícia.
A administração de Salomão foi motivo de descontentamento do povo, porém, ele foi considerado historicamente como um rei que construiu muito e, especialmente, como um rei de muito conhecimento.

#### Invasões estrangeiras
Os demais povos se apoderaram de Israel por uma grande variedade de vezes. Após a divisão de Israel em dois Estados adversários — Israel na parte setentrional e Judá na parte meridional, os assírios e babilônios aprisionaram os hebreus. Depois, dentre os demais povos dominadores, os persas e romanos se apoderaram de Israel. Por volta do ano 70 d.C., a cidade de Jerusalém foi destruída pelo imperador romano Tito. Os judeus, desde então, foram espalhados pelo mundo (foi a denominada Diáspora) e somente foi conseguida a reunião no território de hoje, em 1948, quando fundou-se o Estado de Israel.

#### Religião judaica
Demais povos conquistaram os israelitas, bem enfraquecidos sob a ótica militar, e até levaram como escravos à Babilônia (o cativeiro da Babilônia). Mas os hebreus superaram numerosas dificuldades por meio dos séculos e, uma vez que se uniram ao redor de seus ensinamentos religiosos, ainda hoje são sempre um povo.
Uma função bem essencial na parte religiosa e moralista foi desempenhada pelos judeus, que influenciaram muito o ocidente inteiro, a partir da Europa às Américas.
Eram praticantes do monoteísmo e acreditavam em Javé, Deus que criou tudo, universal, que não pode ser visto, espírito todo-poderoso, o qual não se podia representar através de estátuas ou imagens. Os hebreus tinham que adorá-lo "em espírito e verdade". Os sacerdotes também denominavam-se de levitas, por serem pertencentes à tribo de Levi, uma das doze tribos israelitas.
Nos 1000 anos anteriores à época em que Jesus Cristo nasceu, o povo hebreu escreveu sua história, suas leis e suas crenças. Esses relatos, em seu total, acham-se na parte inicial da Bíblia, denominada de Antigo Testamento, o qual é a parte que o povo hebreu segue. A Bíblia é um livro religioso do judaísmo como também do cristianismo.

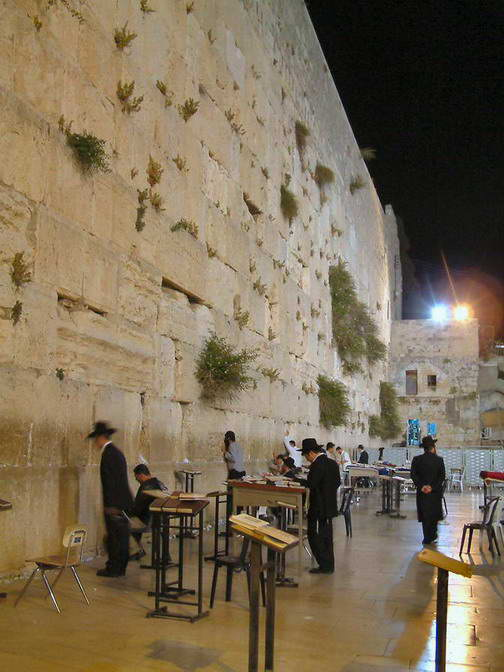
O povo que destruiu o monumental Templo de Jerusalém foram os romanos, no ano 70. Atualmente a parte restante somente era de um muro que servia de cercania do templo. Nesse muro, os hebreus ainda atualmente vão fazer a lamentação do templo destruído e o seu povo que se espalhou pelo mundo. Esse muro chama-se de Muro das Lamentações

Quanto às festas e dias santificados, os judeus consagram o sábado à prática da religião. Proíbe-se qualquer trabalho que pode ser realizado apenas em seis dias úteis. Os judeus reservam o sábado, propriamente dito, para se encontrar com os familiares, para que orem e estudem o Antigo Testamento (faziam-se também cultos religiosos na sinagoga).
Geralmente, fatos históricos, religiosos e agrícolas são comemorados pelas festas religiosas. A festa religiosa de maior solenidade do judaísmo é o Yom Kippur (Dia do Perdão); era um dia destinado pela Lei de Moisés para que todos se apresentassem diante do Sumo Sacerdote e, através do ato simbólico do sacrifício, fossem perdoados por Deus caso houvesse sinceridade no arrependimento.
Numa época antiga, dentre os judeus, Deus era homenageado através de animais sacrificados (holocaustos) e através de ofertas. Atualmente, na Diáspora (dispersão pelo mundo), os judeus são reunidos em locais de culto que chamam-se sinagogas. Orar e ler a Bíblia Hebraica tornam-se atos indispensáveis na vida judaica.
Em toda a história israelita, certos homens influenciaram uma função especial: eles são os profetas. Os profetas são pessoas que Deus inspirou; são os porta-vozes dele. Desde o século VII a.C., eles já esperavam muito: o Messias, um enviado de Deus, veio para que o mundo seja transformado, fazer com que reinem a paz, a justiça e o amor e que os israelitas estejam reunidos para que vivam em paz em sua própria terra. Os israelitas ainda hoje sempre esperam um messias salvador, que, segundo o que os cristãos acreditam já chegou na pessoa de Jesus Cristo.
Esperando o messias, o judeu tem que preferir a santidade, em observação da Lei e das regras de vida (moral judaica). O conteúdo das leis aparece em um livro que denomina-se Torá (lit. "Lei"). Elas dizem respeito ao total dos aspectos da vida: cultuar, trabalhar, viver em família, comer, vestir, punir as faltas, etc. Os religiosos que explicam as leis da Torá são mestres que chamam-se rabinos. O conteúdo dos comentários que os rabinos explicam a respeito dessas leis aparece num grande livro: o Talmud.

### Civilização Fenícia
O povo fenício, originário do Oriente Médio, habitou, desde uns 3 000 a.C., uma faixa terrestre de pequeno comprimento no litoral leste do mar Mediterrâneo, na região que o Líbano e a Síria ocupam atualmente.

Comércio fenício

Proprietários de uma pequena quantidade de terrenos e de solos arenosos, os fenícios não foram dedicados à agricultura. Uma vez que se cercavam de regiões montanhosas entre as partes setentrional, meridional e oriental, somente lhes sobrava o aproveitamento do mar. Convivendo com o mar, inventaram precocemente a construção de navios e a navegação. Dessa forma, suas cidades mais importantes, como Tiro, Sidom, Biblos e Ugarite, foram transformadas em portos de partida dos navios que vendiam produtos próprios ou de demais nações. Suas galeras viveram aventuras pelos mares em corajosas viagens, na conquista de mercados longínquos.
Foi dessa forma, que os fenícios, além de sondar o mar Mediterrâneo, comercializando com as ilhas de Chipre, Creta, Sicília, Córsega e Sardenha, alcançaram o oceano Atlântico, vindo ao mar Báltico, no norte da Europa, e explorando o litoral da África. Os fenícios foram o povo que mais navegou e explorou durante a Antiguidade. Circum-navegaram o litoral da África no ano 600 a.C., por solicitação do faraó egípcio Necao, viajando no mesmo trajeto que, dois mil anos depois, seria feito por Vasco da Gama na direção oposta. Existe, ainda, a afirmação de quem considera a chegada dos fenícios até o litoral brasileiro.

#### Comércio fenício
Numerosas foram as mercadorias que os fenícios comercializavam. Compravam-se alguns deles em demais nações e revendiam-se em demais locais. Porém, a maior parte era de produtos propriamente fabricados, como tecidos, corantes para pintar tecidos (como a púrpura), cerâmicas, armas de fogo, peças metálicas, vidro transparente e colorido, joias, perfumes, especiarias, entre outros. Seus artesãos possuíam habilidade para imitar e falsificar mercadorias de demais povos. Importavam-se também os cedros da região montanhosa da Fenícia. Os fenícios também foram o povo que mais vendia escravos à época. Criaram feitorias (pontos onde mercadorias eram armazenadas) e uma grande quantidade de colônias em demais regiões, como as ilhas de Malta, Sardenha, Córsega e Sicília, e criaram, na porção setentrional da África, a famosa cidade de Cartago.

#### Política fenícia
Os fenícios se organizavam em cidades-estados, ou seja, cada cidade fenícia formava um centro comercial livre e administração política peculiares. Comerciantes de influência denominados sufetas exerciam o governo dessas cidades. Por uma grande quantidade de vezes, essas cidades chocavam-se porque o comércio era muito concorrido. Tributos chegaram mesmo a ser pagos por certos centros urbanos que objetivavam preferir e proteger seus produtos comerciais.

#### Cultura fenícia

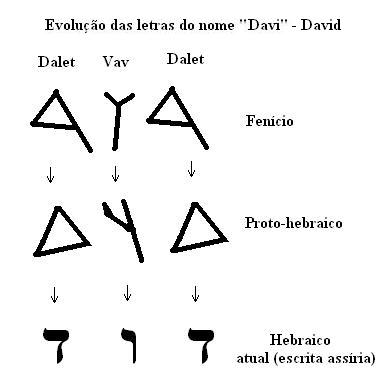
Evolução das letras que compõem o nome hebraico do rei Davi a partir do alfabeto fenício, passando pela escrita hebraica antiga pré-exílio chegando às letras hebraicas atuais (denominadas de "letras quadráticas" ou "escrita assíria")

Inicialmente, os fenícios usavam a escrita cuneiforme da Mesopotâmia. Após a escrita cuneiforme, os fenícios, propriamente ditos, começaram a usar hieróglifos dos egípcios. Porém, esses sistemas de escrita não estavam atendendo às suas necessidades de comércio. Dessa forma, nasceu a ideia da simplificação da escrita e da invenção do alfabeto, o qual tornou-se a mais importante colaboração dada pelos fenícios para o nosso planeta, na área da cultura.
Este relevante descobrimento surgiu porque era necessária a facilitação dos contratos de comércio que eram contabilizados e elaborados com os demais países. Dessa forma, os fenícios criaram os 22 sinais que representam as consoantes; em seguida, o alfabeto fenício foi aperfeiçoado pelos gregos, que adicionaram as vogais, e este sistema de escrita passou a ser adotado pelos demais povos.
Em Ugarit, encontrou-se uma biblioteca com numerosos tabletes feitos de argila com escritura a respeito dos aspectos administrativos, religiosos e mitológicos da Fenícia.

#### Religião fenícia
O povo fenício era adepto do politeísmo, ou seja, cultuava uma grande variedade de deuses, como Astarte, deusa que protegia a fecundidade; Baal, deus do trovão; Melcarte, deus batalhador e cruel; Ishtar, adorada também na Fenícia, e demais divindades. Embora marinheiros, não possuíam deuses do mar e homens e crianças eram sacrificados por religiosos, em cerimônias ritualísticas, homenageando os deuses, especialmente Moloch.

#### Ciência fenícia
O povo fenício não teve originalidade na área científica, deixando de parafrasear de demais povos o que possivelmente seria de grande utilidade para eles. Como comerciantes, o setor de maior desenvolvimento dos fenícios foi o da construção de navios e da navegação. Conheciam muito bem matemática para construir navios e astronomia, que os ajudava a navegar pelos mares.

### Civilização Persa

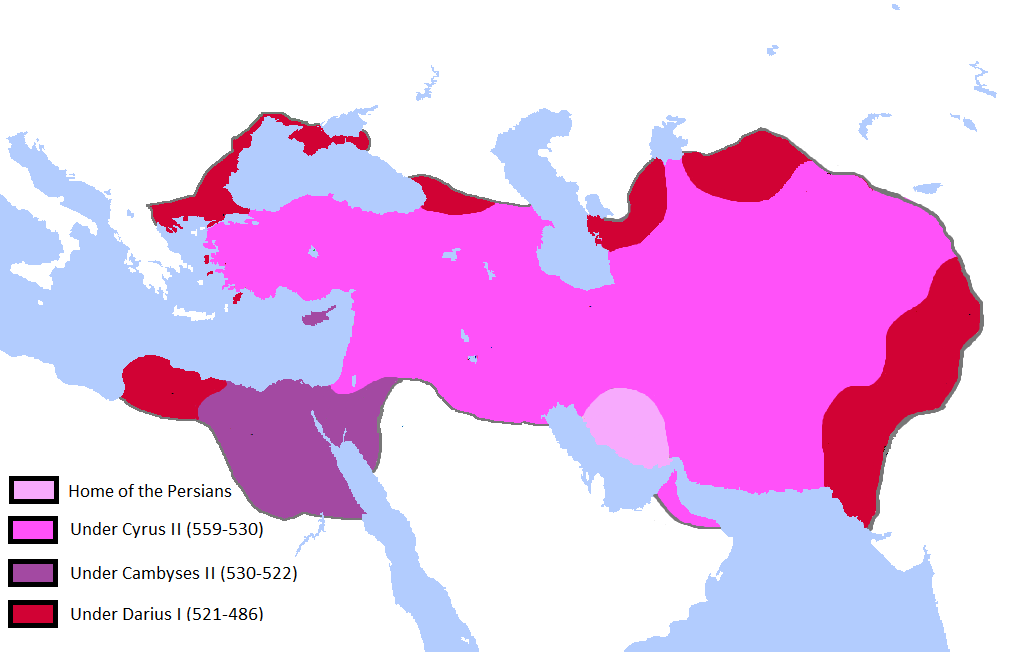
Mapa do Império Aquemênida

O Império Aquemênida teve início em 549 antes de Cristo, depois de ser conquistado por Ciro, o Grande, e término em 330, quando Dario III foi derrotado por Alexandre Magno, da Macedônia. O tempo de duração do Império Persa, então, era de mais de dois séculos e abrangia peculiarmente a Ásia Menor inteira. Situava-se na área de ocupação atual dos seguintes países: Irã, Iraque, Líbano, Jordânia, Israel, Egito, Turquia, Cuaite, Afeganistão, Geórgia, parte do Paquistão, da Grécia, da Bulgária, da Romênia, da Ucrânia e da Líbia.
Foi o mais extenso império sabido na época. Os persas, da mesma forma que os medos, eram ambos os povos originários de regiões de línguas indo-europeias e os quais foram estabelecidos no planalto iraniano há cerca de um milênio antes de Cristo.

#### Reis persas

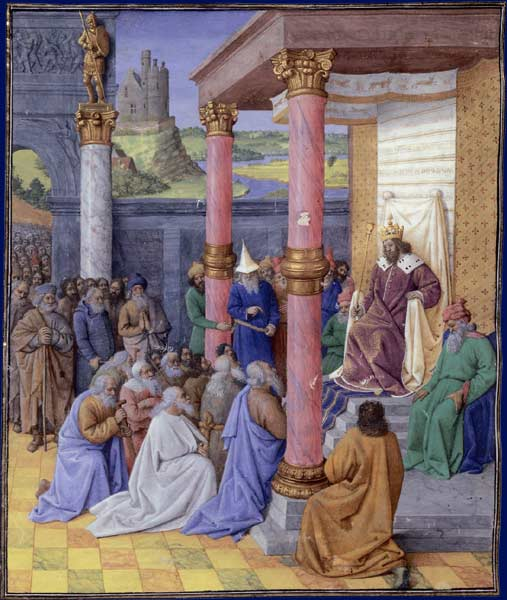
Ciro II

Na história do Império Aquemênida, havia três reis persas mais importantes: Ciro, o Grande, Cambises I e Dario I. Sob a direção talentosa do general Ciro, então comandante das tropas persas, os dois povos, medos e persas, foram unidos em torno do século VI a.C. e constituíram o Império Persa.
Quando Ciro II governou por 25 anos, a Mesopotâmia conseguiu não só ser conquistada por ele como também a Ásia Menor inteira. Ao contrário de demais dominadores, Ciro respeitava os povos que dominava, permitindo que essas populações vivessem normalmente bem, fossem livres para agir, trabalhar, cultuar seus deuses, entre outras atividades. Mais por razões de governo do que motivos de religião, Ciro, em algum momento, entrou num templo religioso persa com o objetivo de cultuar os deuses. A liberdade religiosa foi permitida e o roubo forçado dos templos babilônicos pelos soldados foi proibido. Caracterizado por sua liberalidade e generosidade, Ciro autorizou a volta dos hebreus escravizados pelos persas ao país de onde originaram, a Palestina.
Sua administração não aceitava as ideias dos outros em ambos os detalhes: os povos conquistados se obrigavam a prestar o serviço militar e a pagar altos tributos. Ciro morreu em batalha por volta do ano de 529 antes de Cristo.
O primeiro rei que sucedeu o pai Ciro foi seu filho Cambises, cujas características psicológicas eram a crueldade e a violência, sendo exigido por ele, também, a morte do próprio irmão. Em 525 a.C., Cambises dominou o Egito, mas morreu sem deixar evidências no caminho de volta ao seu país.

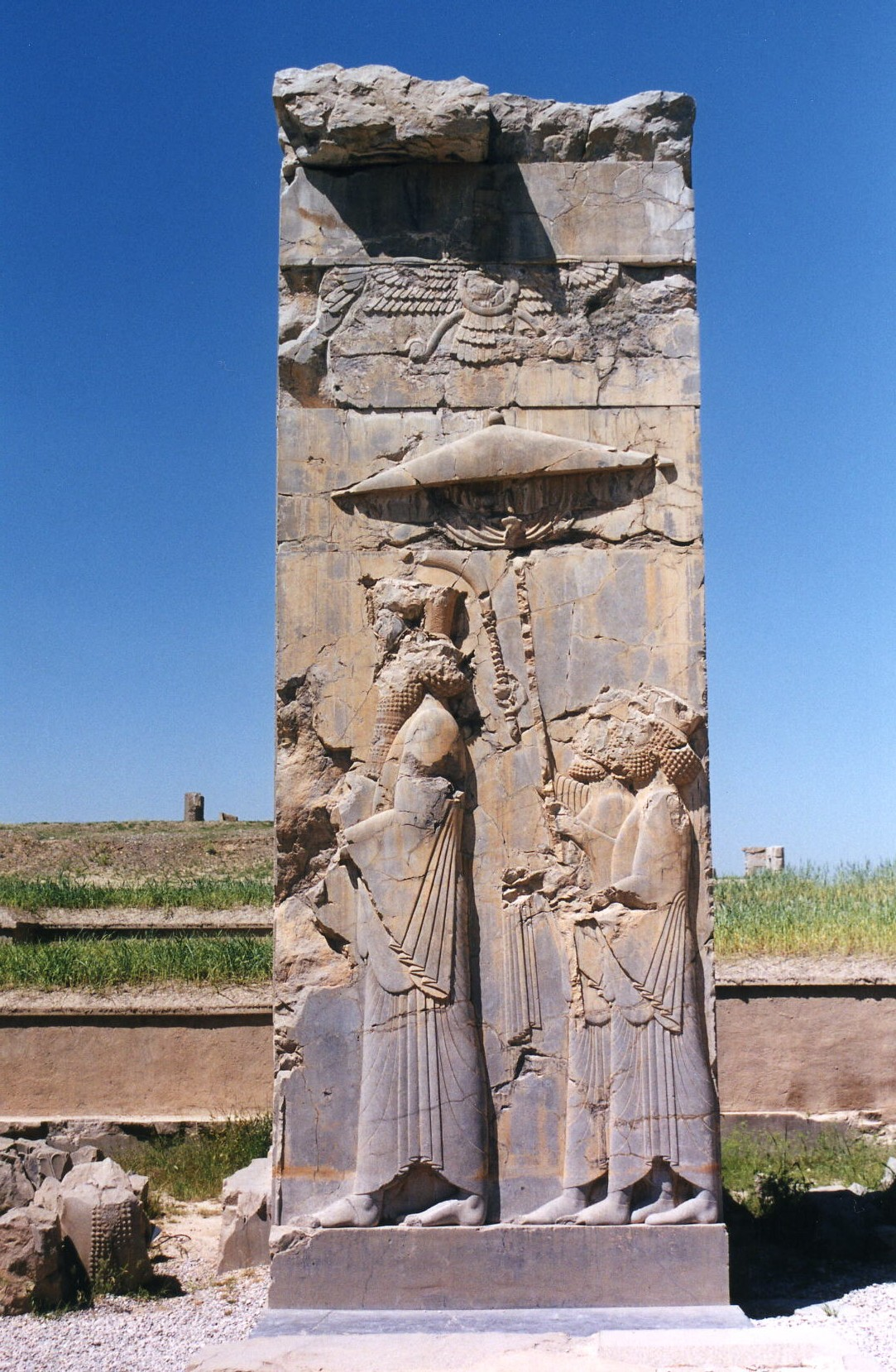
Dário

Dario I era da mesma família de Cambises e tomou posse do governo no ano de 521 antes de Cristo. Expandiu ainda mais o grande Império Persa, dominando o vale do rio Indo e o norte da Grécia, no entanto, Dario I morreu na Batalha de Maratona, quando os atenienses o derrotaram. A mais importante colaboração histórica deixada por Dario I foi, provavelmente, uma rigorosa ordem político-administrativa imposta por ele ao grande Império Aquemênida.

#### Política persa
O Império Aquemênida foi firmemente governado por Dario I, este ajudado por um forte exército, mas ao mesmo tempo, bondosamente. Para que facilitasse a administração, o império foi dividido em 20 províncias, denominadas satrapias. Um sátrapa governava cada satrapia. O rei nomeava os sátrapas, cujas funções mais importantes foram:
- exercício da justiça;
- cobrança de impostos;
- administração das obras públicas;
- manutenção da ordem.

Para que os sátrapas não fossem abusar do poder, cabia ao rei a nomeação para cada província de um secretário e de um general que o informavam sobre os acontecimentos que passavam em cada satrapia. Os inspetores, visitantes periódicos das províncias, enviados do rei, fiscalizavam os sátrapas, por sua vez, generais e secretários. Os inspetores tinham como o apelido a perífrase de "os olhos e os ouvidos do rei". Para que facilitasse as transações comerciais, Dario decidiu criar uma moeda (em ouro ou prata) para o império inteiro: o dárico. As moedas só podiam ser fabricadas por ordem do rei.

#### Transportes e comunicações persas
As estradas dentre as mais importantes cidades do Império Aquemênida foram construídas pelos persas. O sistema de correio instituído por Dario utilizava essas estradas. Há mais de 20 quilômetros cada existiam estações de descanso com hospedaria e cocheira. Os mensageiros reais substituíam os cavalos, de modo que as distâncias muito compridas fossem possivelmente cobertas velozmente por eles. Os mensageiros obtiveram o transporte de uma mensagem entre as cidades de Susa e Sardes em um limite de tempo anterior a duas semanas, totalizando uma distância superior a 2 400 quilômetros.

#### Economia persa
As principais atividades econômicas do Império Aquemênida foram a agricultura e o comércio. A população, embora fosse composta de agricultores, era muito empobrecida, se obrigando a dar aos fazendeiros grande parte do que era produzido pelos camponeses. Além do mais, se obrigava a trabalhar gratuitamente em obras públicas, como construir palácios, estradas e canais de irrigação, atividades agrárias bem apreciadas pela fé.
A sociedade inteira era explorada pelo governo com o peso dos impostos, com a finalidade de sustentar o exército e o luxo da corte. O Império Aquemênida se relacionava comercialmente com o Egito, a Fenícia e a Índia.

#### Religião persa

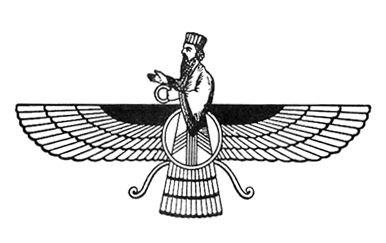
Faravahar (ou Ferohar), é a representação da alma humana antes do nascimento e depois da morte, é um dos símbolos do zoroastrismo

A religião que o ilustre profeta denominado Zoroastro, natural da Pérsia, no século VI a.C., pregava, era seguida pelos persas. O deus do bem (Mazda) e o deus do mal (Arimã) lutavam constantemente e isso era pregado por Zaratustra. Cultuavam também o Sol (Mitra), a Lua (Mah) e a Terra (Zan).
Criam em um deus que criou o céu, a terra e o homem e em uma vida depois da morte. Não se enterravam os corpos dos falecidos que se consideravam impuros para não sujar a terra-mãe sagrada. Colocavam-se às aves de rapina, em torres de maior altura, ou protegiam-se todos com cera antes de se enterrarem. Não possuíam torres nem estátuas, no entanto, acendiam o fogo sagrado, símbolo do deus do bem e da pureza. Além disso, o zoroastrismo (religião persa também denominada masdeísmo) difundia a bondade, a justiça e a retidão. O bem e o mal eram duplamente rígidos e isso influenciou enormemente o cristianismo, e, futuramente, o islamismo de Maomé. A bíblia dos masdeístas era o Zendavestá.

#### Cultura
Os persas destacaram-se na arquitetura, erguendo belos palácios, como os de Persépolis e Susa. Ficaram famosos na fabricação de tijolos pintados em cores vivas. Na escultura, utilizaram os baixos-relevos. Copiaram dos egípcios e dos assírios. Escreviam letras cuneiformes, da Mesopotâmia.

### Civilização Chinesa

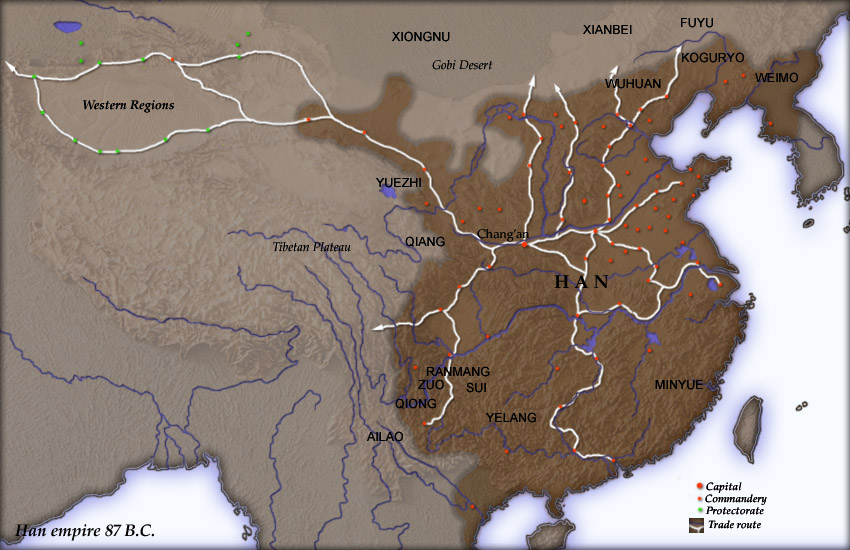
Mapa histórico da China durante a dinastia Han

A China é um grande país, geograficamente falando, que se localiza no extremo leste do mundo. Por ser geograficamente isolado, demorou a chegada de uma grande quantidade de coisas que os chineses descobriram e inventaram no Oriente, como a pólvora, a bússola e o papel, em viagens marítimas de navio que levavam muito tempo para vir ao Ocidente, porque era muito longe e difícil. A China, da mesma forma que a Índia, era um local de procura de comerciantes de especiarias.
Na região norte, nas proximidades do rio Amarelo (Huang Ho), as frequentes inundações e catástrofes das chuvas eram provocadas. Consequentemente, deviam tratar-se cuidadosamente a agricultura e certos produtos mais importantes, como o trigo e o milho, distantes das áreas de inundação, sendo obrigatória, dessa forma, a irrigação artificial utilizada, trabalhando pacientemente o solo tratado.
Nas regiões de montanhas do centro-sul, que o rio Azul (Yang Tsé Kiang) domina, contrariamente, o clima era de calor e umidade e a plantação de arroz era favorecida. Servia-se, ao mesmo tempo, a região com uma rede de canais artificiais.

#### Sociedade chinesa

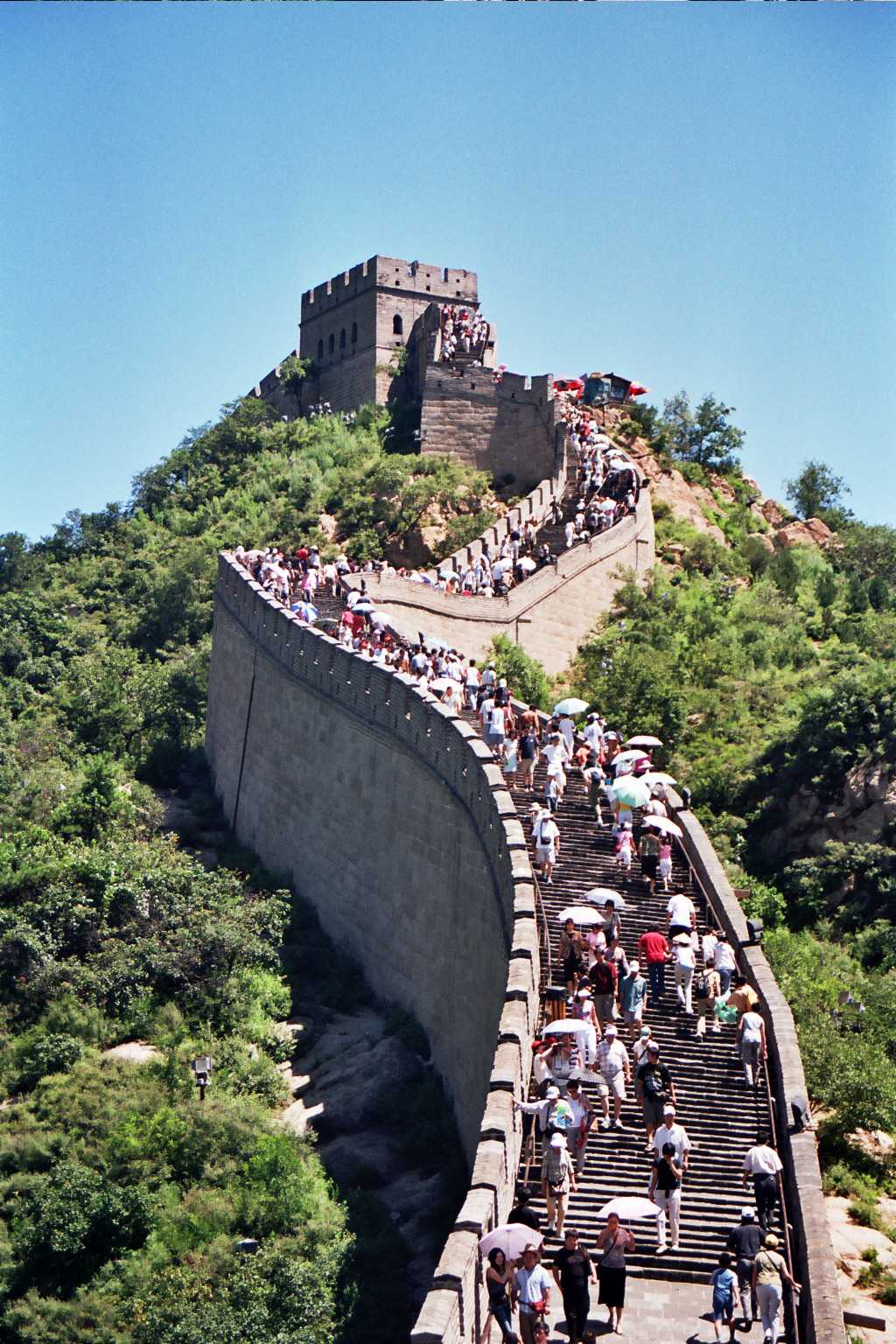
A construção da grande muralha da China ocorreu no século III a.C., durante a dinastia Tsing, para a defesa do império chinês contra os hunos invasores. Sua medida é de aproximadamente 2400 km de comprimento

A civilização chinesa é muito antiga. Ela foi desenvolvida no Período Neolítico, nas terras baixas do rio Amarelo. Pode ser reconstruída a história da antiga sociedade chinesa por meio dos inúmeros materiais arqueológicos que se encontraram. Já que as civilizações babilônica e egípcia voltaram-se para a agricultura, que se considerava a mais antiga das artes. Para que o exemplo seja dado ao povo, o arado do imperador ("o filho do céu") foi pegado e a terra era lavrada anualmente pela única vez.
Perto dos anos 1 500 a.C., era boa a organização política da monarquia chinesa, dominada pela dinastia Shang, reinante entre os séculos XII e III a.C.. Uma grande variedade de dinastias foi sucedida, com classes sociais divididas.
O período da dinastia Shu foi de movimentada atividade cultural. Nasceu uma grande variedade de correntes filosóficas vindas a ser chamadas de Centros Escolares, que se destinavam ao exercício filosófico e ao estudo da milenar história da China. Destas escolas, apareceram notáveis filósofos, como Confúcio e Lao-Tsé.

#### Filosofia chinesa
A filosofia chinesa destacava-se através da obra dos seguintes pensadores:
- Confúcio (Kung Fu-Tsé = o mestre; 551 - 479 a.C.). Foi um famoso filósofo chinês, passou a vida e percorreu em viagem pelas cortes reais, sendo oferecidos seus serviços e sua sabedoria para os soberanos e príncipes. Viveu na sua maior parte dando aulas. Não criou uma religião, mas considerou-se um mestre da vida. A base de seus ensinamentos exemplifica a virtude vinda das alturas. A sociedade adequada, na opinião dele, é um conjunto humano cujas atitudes respeitosas e ordeiras são demonstradas[34] entre o soberano e seus súditos, entre pais e filhos, entre marido e mulher, e entre amigos. Então, caso não respeitarem-se essas normas, a sociedade será desordeira e violenta.[34] Havia uma pequena quantidade de pessoas que seguiam Confúcio na época em que ele viveu. Depois que morreu, o sucesso de sua filosofia de vida foi muito bom, porque difundia o culto aos ancestrais, da bondade, do perdão e da amizade.[34]
- Lao-Tsé (século VI a.C.) fundou uma religião que denomina-se taoismo. O nome é derivado do seu livro Tao, pregador do caminho, da vida e dos hábitos corretos. Os taoistas condenavam das injustiças, como, exemplificando, pune-se um ladrão de menor idade à medida que um ladrão de maior idade vem a ser transformado em um ilustre fazendeiro. O pedido do taoismo é que o homem volte para o meio ambiente.[34]

#### Alfabeto chinês
Os chineses foram os inventores de um tipo de escrita de grande complicação. Era a forma de escrita que chama-se ideográfica, os sinais representativos dos objetos ou ideias. Eram possuidores de uma quantidade superior de 3 000 ideogramas, cuja boa escrita é necessária para não confundir um com outro. Por essa razão, era considerada importante a caligrafia chinesa. Ao longo de uma grande quantidade de séculos, a escrita e a cultura privilegiaram a elite que prestava serviços ao governo.

#### Economia chinesa

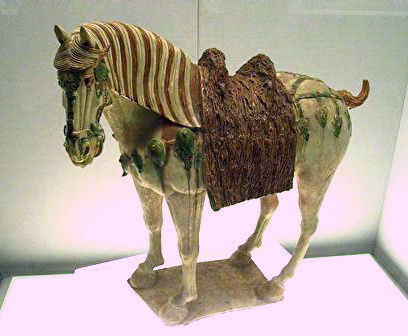
Cavalo sancai da Dinastia Tang. Museu de Xangai

A civilização chinesa foi desenvolvida nas planícies que dos imensos rios, por essa razão, dedicou-se bastante à agricultura. Contudo, nasceram diferentes atividades econômicas, como a indústria de tecelagem (com palha, cânhamo), em principal a seda fabricada, transformada em especiaria notável no mundo inteiro.
O artesanato feito de bambu, juncos, caniços, peles de animais e madeira era uma atividade econômica de grande desenvolvimento. A habilidade dos chineses era o artesanato em cerâmica, que possuía seu ponto mais alto na notória porcelana fabricada na China.

#### Cultura chinesa
Entre as obras dignas de atenção deixadas pelos chineses na área arquitetônica estão os palácios, templos e túmulos, casas com dois telhados, terraços e jardins muito delicados com cursos de água e pontes. Porém, a obra mais destacada foi a Grande Muralha. Na escultura, sendo utilizadores de mármore, calcário e alabastro, foram escultores de estátuas representativas de forças naturais, grandes batalhas e animais. Na pintura, foram fazedores de ornamentos muito delicados em porcelana e tecido, além de pintores de murais e decorações para a parte interna das casas. Eram empregadores de cores dotadas de vida e brilho.

### Civilização Hindu
A Índia, local de nascimento de uma imensa civilização, localiza-se no sul da Ásia. Por ali estar geograficamente situado, há muito tempo ela distanciou-se dos outros povos. Foi, da mesma forma que a China, a mais distante região onde intensificou-se o comércio das especiarias, na época da Idade Média e no início dos tempos modernos, sendo influenciadas, também, as Grandes Navegações. Os hindus foram os meritosos inventores dos algarismos, que posteriormente os árabes divulgaram.

#### Origens da civilização hindu
Dentre os povos habitantes da antiga Índia, destacaram-se os drávidas, em 2 000 a.C.. Praticavam muito bem a agricultura, já eram conhecedores de sistemas de irrigação e a habilidade dos hindus residia no comércio. Suas moradas eram cidades com estradas muito compridas, casas feitas de pedras com boa limpeza no interior de seus cômodos, preocupando-se com a higiene e a parte sanitária. Mas esse povo não soube resistir aos invasores e, por esse motivo, entre 1750 e 1 400 a.C. as tribos arianas oriundas do norte que dominaram a região de Panjabe (região dos cinco rios), perto do rio Indo, escravizaram os hindus.

#### Sociedade hindu

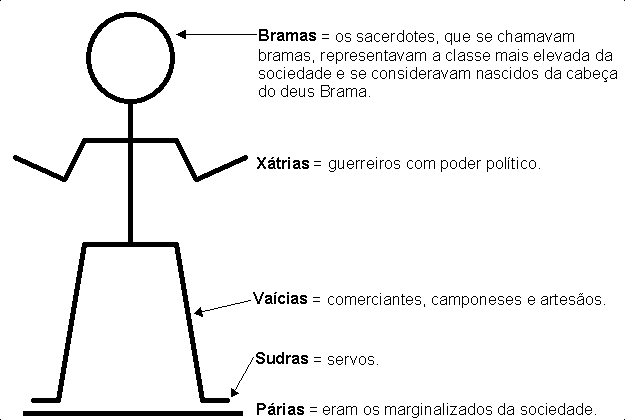
Sistema de castas da Índia

As terras dos drávidas, escravizados pelos invasores, foram tomadas pelos arianos, estes fixados como classe que dominava o poder, a religião e o domínio militar. Sob total dominação, sobrou aos drávidas somente o trabalho e a submissão. As tribos arianas encontravam-se sob o domínio de diminutos reis que chamavam-se rajás e, de vez em quando, de marajás, reis mais poderosos.
A sociedade foi organizada em base de castas (classes sociais imutáveis). Proibia-se, exemplificando, o casamento de uma pessoa de uma classe social com outra pessoa de uma classe diferenciada ou posição social. Quem era nascido numa classe social ficava nela até a sua morte. A classes (castas) ligavam-se à religião e às profissões diferenciadas. Eram crentes na saída das classes sociais através do corpo do deus Brama.
As classes fixavam-se, continuando socialmente posicionadas. Punia-se todo o desrespeito a uma casta superior, expulsando o indivíduo da sua casta ou rebaixando-o para a condição de pária. Devido à sua expulsão, a pessoa submetia-se aos trabalhos de maior humilhação e considerava-se um impuro ou pária. O costume dos hindus era o banho nas águas do rio Ganges (rio sagrado), no entanto, proibia-se aos párias o banho, a frequência aos templos e até a leitura dos ensinamentos sagrados.

#### Religião hindu
Os nativos do vale do rio Indo eram adoradores da mãe-terra, dona da vida. Em seguida, os arianos foram os introdutores do culto ao firmamento, ao Sol, à Lua, ao fogo, à chuva e às tempestades. Logo seguidamente foram afirmados no bramanismo, que difundia as castas e que foi transformada em credo oficial na Índia, em conformidade com a escritura nos livros Vedas (Saber Sagrado). O bramanismo baseia-se em três divindades: Brama (aquele que criou o mundo), Vixnu (aquele que conserva os mundos) e Shiva (aquele que destrói os mundos). Essas três divindades em conjunto chamam-se Trimúrti. De acordo com essa religião, o espírito nunca morre e qualquer ser humano ressuscita depois que morre, sendo reencarnado ora em homem, ora em animal. Dessa forma, por meio de reencarnações, as pessoas vão ganhando perfeição espiritual até a sua chegada ao Nirvana, um estado de perfeição pelo qual é identificado o homem com o deus Brama. Assim, a religião motivava as pessoas à aceitação passiva de sua condição social como um estado natural, porque depois que morriam, teriam a chance de renascimento numa casta superior se fossem benévolos quando vivos. Mas estavam expostos à perigosa descida para a condição de párias ou animais se fossem malévolos.

#### Budismo

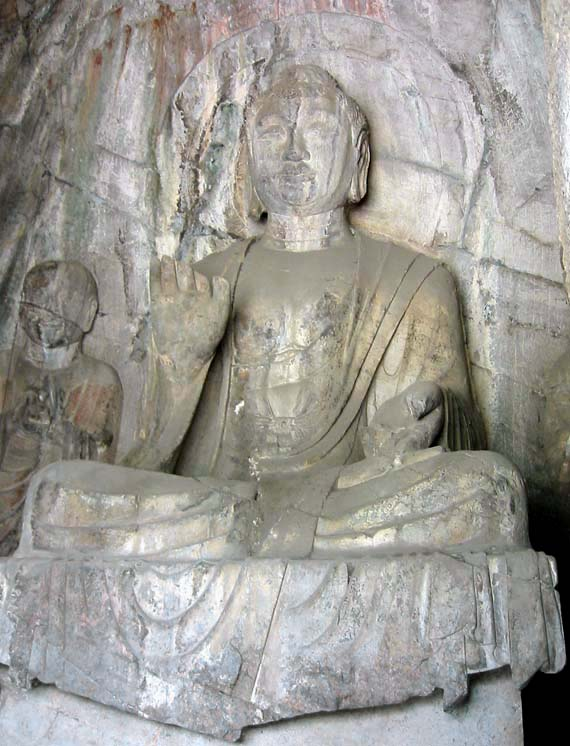
De suas raízes na Índia, os ensinamentos do Buda se espalharam pelo mundo, como essa escultura de Amitaba pertencente à Dinastia Tang, encontrada na Hidden Stream Temple Cave, Longmen Grottoes

No século VI a.C., a solução de Buda, um iluminado, um membro da nobreza do Nepal, que não contentava-se com os preceitos bramanistas, era a criação de uma religião reformada, como credo pregador das pessoas iguais a Deus, sem distinguir castas.
A casa e o conforto de Buda foram abandonados, para a mudança de vida e para a pregação de um novo tipo de religião. Penitenciou nos bosques, vestiu-se como um mendigo, sua barba e seu cabelo foram cortados e ele meditou profundamente.
Por seis anos passou sua vida distante de todos, jejuando e meditando, até que um dia, com sentimento e visão muito claras, percebeu a vida como condutora para a liberdade e para o fim do mundo. Voltando a conviver com os homens, iniciou a pregação sem distinguir casta, sendo ensinado que ódio não é vencido com o ódio mas com o amor e apenas quem descobrir que a riqueza e os grandes sucessos podem ser renunciados terá a chance de encontrar a tranquilidade e a paz na alma e penetrará no Nirvana. A quantidade de adeptos do budismo era grande, em principal nas classes de menor riqueza, porém, fortaleceu-se em grande quantidade depois que morreu Buda. A religião foi estendida pela Ásia inteira, na sua chegada até o Japão. Atualmente é a religião professada por 3 milhões de asiáticos.

### Civilização Cretense

Mapa da Civilização Minoica

Perto do III milênio a.C., contemporâneo às civilizações orientais e do Egito que desenvolveram-se na época, a ilha de Creta foi uma região receptora de certos povos, que provavelmente vieram da Ásia Menor. Creta localizava-se bem no Mediterrâneo Oriental, próximo à Grécia e à Ásia Menor. Os primeiros povos que habitavam essas terras originaram a civilização egeia, chamada assim porque desenvolveu-se ao redor do mar Egeu. Como a maior parte da população formava-se de pescadores e marinheiros, foram chamados de povo do mar.
Dentro da civilização cretense há três estágios: civilização egeia (inicial), civilização cretense e civilização minoica (período mais desenvolvido). A civilização cretense foi a de maior tranquilidade do que as civilizações do oriente. Inicialmente, os cretenses se preocupavam com a agricultura (vinha, oliva) e, depois eles foram dedicados ao comércio marítimo com as demais ilhas do mar Egeu, com a Ásia e com o Egito.
No século XIX, o arqueólogo inglês Evans foi o descobridor de traços e vestígios da grandiosidade dos palácios que datam de 1 900 a.C.. Esses traços e vestígios eram restantes das cidades de Cnossos e Festo. Esses palácios com decoração de quartos, além de oficinas, redes de água e esgoto, lugares para fins administrativos eram a demonstração de que os cretenses eram altamente civilizados e socialmente organizados.
Por volta de 1 750 a.C., talvez um terremoto, ou mesmo um vulcão explosivo, destruiu verdadeiramente Creta, de modo que os palácios reais de Faistos e Cnossos soterraram-se. Porém, acima dessas ruínas, por volta de 1 600 a.C., o Minos foi o rei construtor do esplendor dos demais palácios e Cnossos foi transformada na capital da ilha de Creta.

#### Civilização Minoica

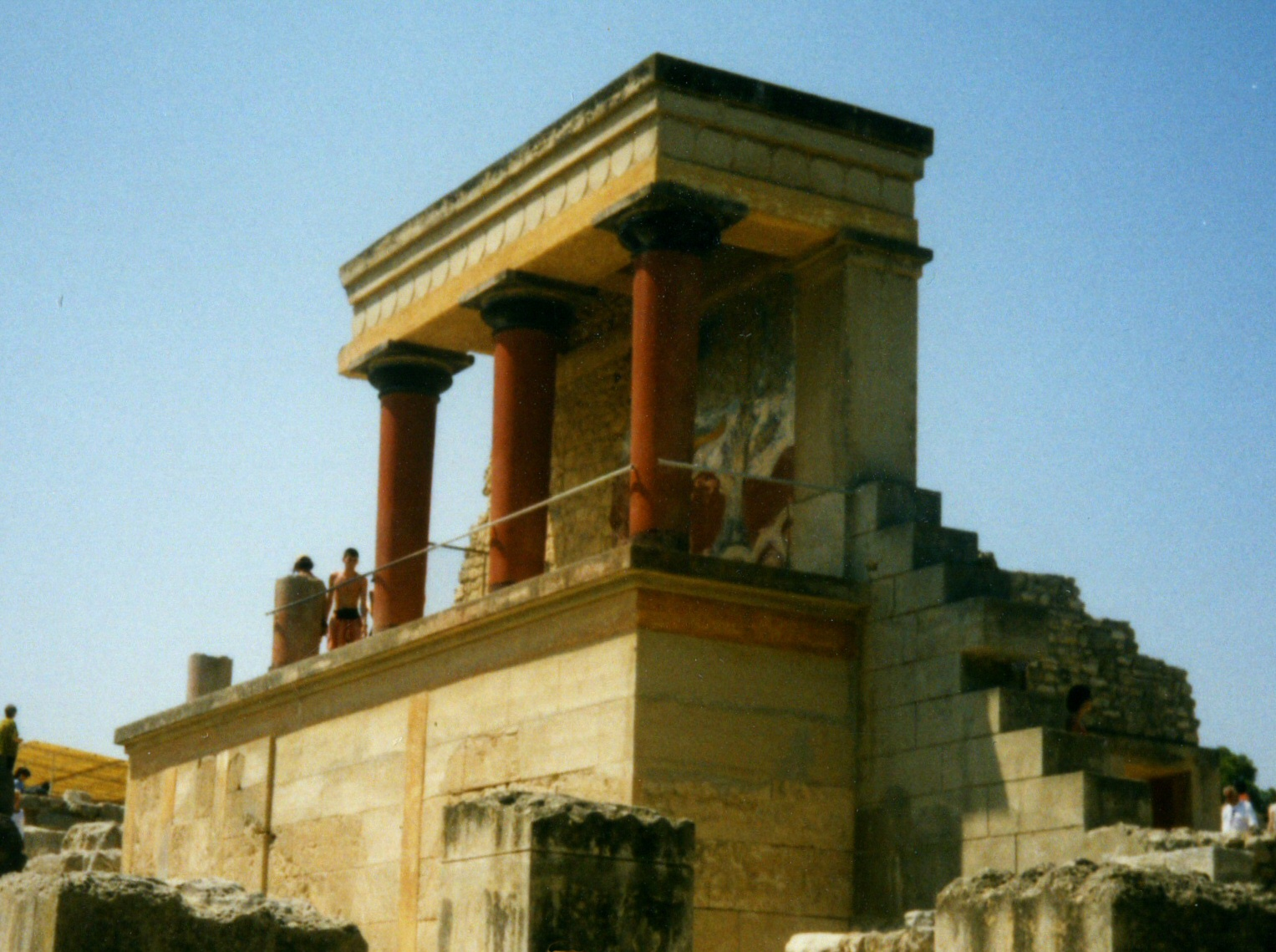
Palácio de Cnossos

O palácio de Cnossos, que o rei Minos construiu, era grande e seus cômodos compreendidos eram salas do trono, teatro para espetáculos, torneios e touradas. A construção, entre 4 e 5 andares, dispunha de 1 300 divisões para a maior diversidade de fins. Servia-se de um imenso pátio central com cerca de 10 000 m². Sua quantidade de habitantes era maior que cem pessoas, sendo compreendidas a família real, funcionários e servos.
Os reis-sacerdotes do palácio de Cnossos eram os soberanos daquele edifício governamental. O de maior importância entre eles foi o rei Minos, que, segundo a lenda, seu pai era Zeus, o deus que lhe inspirava para ser o governante do povo como sábio e justo.
O maior atrativo religioso era a Deusa-Mãe, que considerava-se a deusa que protegia a fecundidade, a maternidade, a terra e os homens. Era também a senhora que protegia os animais, e a ela consagravam-se os pássaros, leões e serpentes.
Homenageando a Deusa-Mãe, os cretenses eram os organizadores de um grande número de festas, jogos, torneios, touradas em que os rapazes eram habilmente exibidos em exercícios que ofereciam perigo, ginásticas. Os cretenses eram os toureadores de touros, mas sem a matança desse bovídeo ruminante da classe dos mamíferos, porque esses animais eram considerados como entes sagrados.
O período minoico teve papel de destaque no mais alto progresso da ilha de Creta. Eram comuns as relações de comércio com os demais povos que habitavam o mar Mediterrâneo. Os cretenses, naquele tempo, foram os utilizadores de um sistema de pesos e medidas sob inspiração dos egípcios e mesopotâmicos. Para os cretenses, as moedas de cobre eram de valores diferenciados para a sua utilização nas transações comerciais. As moedas, geralmente, mostravam um labirinto desenhado.
Houve parada brusca dessa civilização, em 1 400 a.C., provavelmente porque ela foi destruída. Naquele tempo, os aqueus, que vieram da Grécia, invadiram a ilha de Creta.

#### Cultura cretense
A vida levada pelo povo cretense era de muita alegria e festividade. Tanto os homens quanto as mulheres possuíam dedicação em grande parte do seu tempo para jogar, exercitar o corpo ao ar livre, bater com os punhos, lutar com os gladiadores, correr, realizar torneios, desfilar e tourear.
- A dança, que se acompanhava de cantos e sons, era um diferente passatempo predileto que os cretenses possuíam.[40]
- Frequentavam teatros ao ar livre, que ficavam nos pátios dos palácios em um grande número de vezes.[40]
- Os alimentos eram armazenados em grandes potes ou vasos que eram tão altos quanto um ser humano. Esses vasos, ao mesmo tempo que os cretenses armazenavam, eram também objetos que decoravam, porque possuíam uma rica decoração.[40]
- Foram os inventores de um sistema peculiar de escrita, com gravação em argila. A inspiração de parte dessa escrita veio dos hieróglifos egípcios.[40]
- Ganharam fama pelos labirintos que construíram, com um grande número de salas e corredores. Ganhou popularidade o labirinto de Cnossos, o qual quem construiu foi o arquiteto Dédalo, a pedido do rei Minos.[40]
- A arte cretense era muito fantástica, viva e delicada.[40] Os artistas possuíam talento de representação do momento em que um touro esteve furioso[40] ou em que um polvo se movimentava suavemente. Os artesãos eram trabalhadores na cerâmica, no ouro, na prata, no bronze, com os quais eram feitas belas peças e objetos de adorno.[40]
- Possuíam grande desenvolvimento na pintura. Os pintores procuravam se inspirar na natureza, nos pássaros, nas flores, na vida à beira-mar. Os gregos somente superavam os cretenses na arte.[41]

### Civilização grega

Localização da Grécia Antiga no mundo

A Grécia é uma península que os mares Jônico, Egeu e Mediterrâneo banham. Localiza-se a oeste da Ásia Menor (atual Turquia). O litoral grego tem grandes recortes, constituindo numerosos portos naturais. Os mares, pelos quais é circundada a Grécia, pontilham-se de ilhas e ilhotas conhecidas por serem naturalmente belas.
Era uma região com grande diferença daquelas que os povos orientais habitavam, os quais passavam a vida na fertilidade das planícies margeadas pela grandeza dos rios, ao passo que os gregos, ocupantes de uma área de grandes montanhas, precisavam dedicar-se ao trabalho árduo em um solo de pouca riqueza e muita pedregosidade para conseguir sua agricultura de subsistência.
Como a terra era empobrecida, nas diminutas áreas de cultivo eram formados agrupamentos humanos (diminutas comunidades) que uma grande variedade de acidentes geográficos, como montanhas e colinas separavam umas das outras.

#### Período Pré-Homérico (século XXaté oXII a.C.)

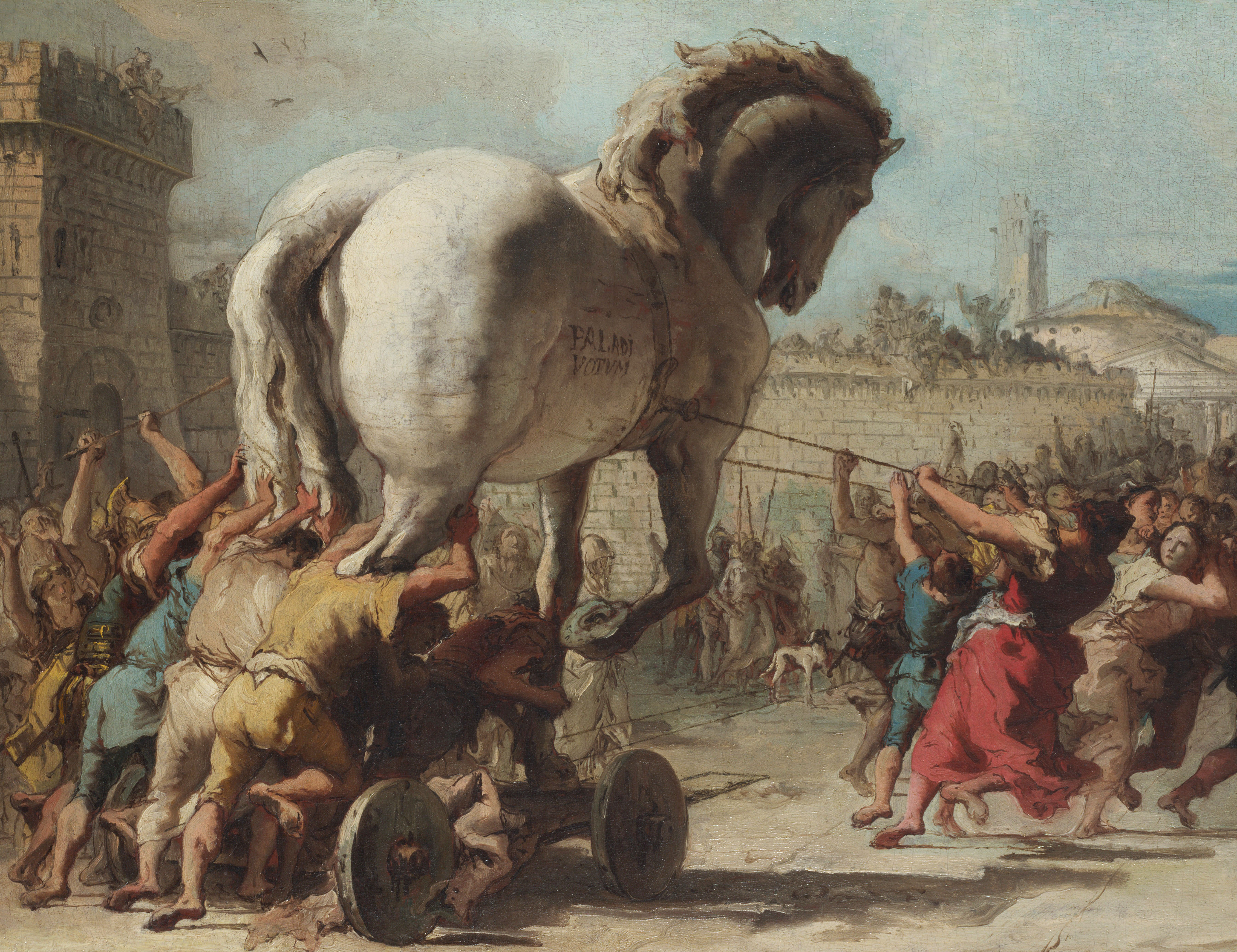
Cavalo de Troia em pintura de Giovanni Domenico Tiepolo

Uma série de povos arianos e indo-europeus foram os invasores da região grega e as sociedades dominadoras dos habitantes dos povos neolíticos. Os povos mais importantes que invadiram a Grécia Antiga foram os aqueus, os dórios, os jônios e os eólios.
Os aqueus invadiram uma grande variedade de cidades (Tirinto, Micenas, Troia). Como dividiam-se em tribos, eram organizados em pequenos reinos (cidades-estados). Por volta de 1 500 a.C., já eram fortemente organizados para a guerra, o que lhes possibilitou a dominação da ilha de Creta, e na região foi instalada uma base militar e marítima dos aqueus. Foram transformados em soldados da marinha e foram os fundadores de uma grande variedade de colônias nas ilhas do mar Egeu. De 1280 até 1 270 a.C., os aqueus declararam por uma dezena de anos uma guerra à cidade de Troia, alvo de destruição e incêndio, sendo então dominada. Até meados do século XIX, pensava-se que a Guerra de Troia era uma história fantasiosa de autoria do poeta grego Homero e que a cidade jamais tivesse que existir. Porém, em 1871, o alemão Heinrich Schliemann, em trabalhos arqueológicos, foi o descobridor de nove cidades que sofreram destruição, umas juntamente às demais, e entre elas foi encontrado o tesouro do rei Príamo (rei de Troia), daí a comprovação da verdadeira existência de Troia.

#### Período Homérico (século XIIaté oVIII a.C.)

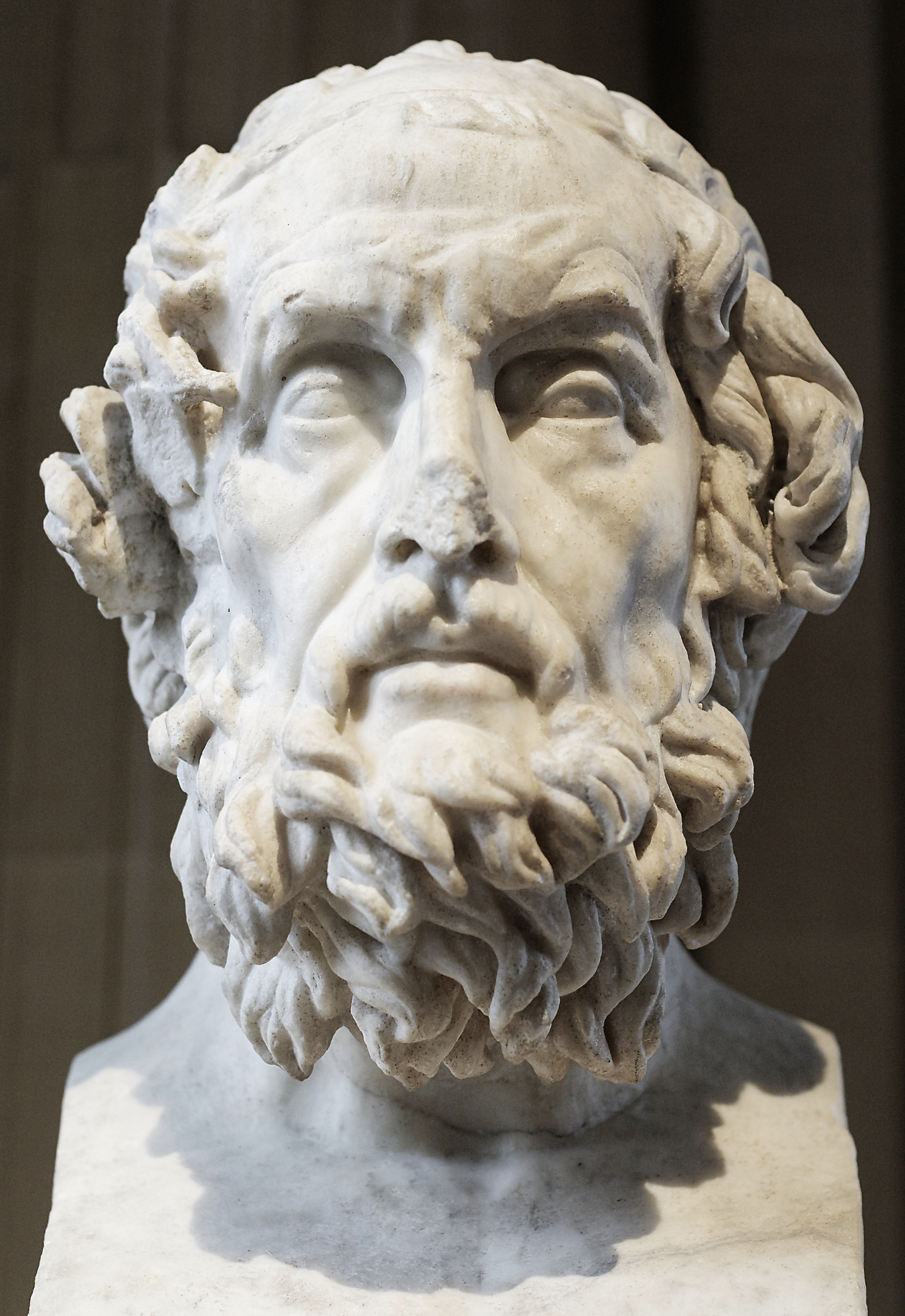
Busto de Homero

O poeta Homero foi o autor de ambos os célebres livros de poesias: a Ilíada e a Odisseia. Essas obras acabaram sendo transformadas em documentos de importância para se estudar a civilização grega daquela época, nos modus vivendi, costumes, usos da terra, organização social, política, cultura e educação.
A Ilíada é a narração da história da cidade de Troia e a guerra, com a totalidade de seus heróis (como Ulisses e Aquiles) e suas aventuras. Após ficarem duramente cercados por uma dezena de anos, os gregos conseguiram ser os vencedores da resistência troiana, sendo os inventores de um grande cavalo feito de madeira, com soldados que se esconderam dentro, julgando ser um presente dos deuses. Depois que os troianos festejaram e beberam, houve a saída dos gregos do cavalo e a cidade foi dominada. Daí a origem da expressão "presente de grego".
A Odisseia é a narração do aventureiro Ulisses, um dos heróis que lutaram na Guerra de Troia, quando voltou para a ilha de Ítaca, onde era rei. Quando retornou de viagem, passou por proezas, como sentir-se livre dos gigantes de um único olho na testa (os ciclopes), ser resistente às sereias encantadas (atrativo dos marinheiros para o fundo do mar) e sentir-se livre do terror da bruxa Circe, feiticeira dos seus marinheiros. A deusa Palas Atena foi a divindade protetora do herói viajante, sendo possível o retorno de Ulisses a seu reino, onde o viajante foi esperado pela esposa Penélope por muitos anos.
Essas obras foram transformadas em clássicos como fontes para se estudar a história e como base para educar os jovens gregos por séculos, porque eram publicações literárias realçadoras dos valores da bondade, da coragem, da justiça, do amor filial e da luta pelos direitos.

#### Genos
Na época em que viveu Homero, a sociedade era constituída de pequenas comunidades que nada mais eram que o grupo dos membros de uma família que eram obedientes a um chefe (o pater familias, família patriarcal). Eram agricultores e pecuaristas; os bens e a terra eram pertencentes à comunidade. (Não existia a propriedade privada.)

#### Período Arcaico (século VIIIaté oVI a.C.)

##### Pólis

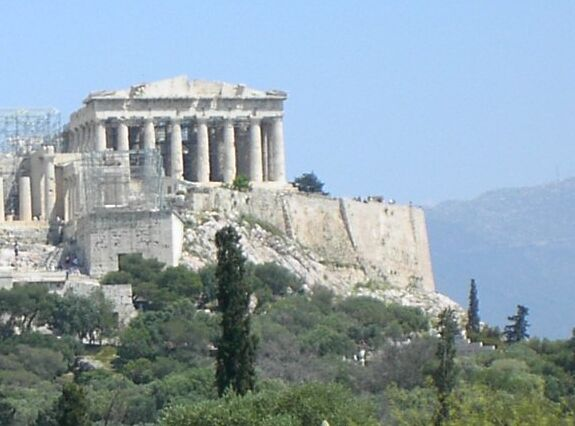
O Partenon, na acrópole de Atenas

Os genos progrediram, foram desunidos e apareceu uma forma diferente de comunidade de maior amplitude, que constituía uma unidade territorial, política, econômica e social. Chamava-se pólis, uma cidade-estado, livre das demais, com governo próprio e economicamente autossuficiente. A pólis se compunha de três partes essenciais:
- a acrópole: a porção de maior elevação,[42] funcionando-se como fortaleza e onde estavam situados os templos para cultuar os deuses e governar a cidade-estado.[42]
- a ágora: a praça mais importante, onde o povo encontrava-se reunido para a discussão dos problemas que preocupavam a comunidade e ao pequeno comércio.[42]
- a ásty: o mercado central.[42]
- os campos agrícolas ou de pastoreio.[42]

A Grécia era uma imensa região que um grande número de cidades-estados independentes constituíam, mas que, apesar disso, eram as unidades administrativas conservadoras de alguma unidade, porque eram unidades políticas falantes de uma mesma língua e eram crentes nos mesmos deuses. O sistema político era uma monarquia, onde o rei assumia as atribuições de chefe de guerra.

### Esparta e Atenas
Dentre as cidades-estados, destacaram-se Esparta e Atenas, com grande diferença de aspectos entre si.

#### Esparta

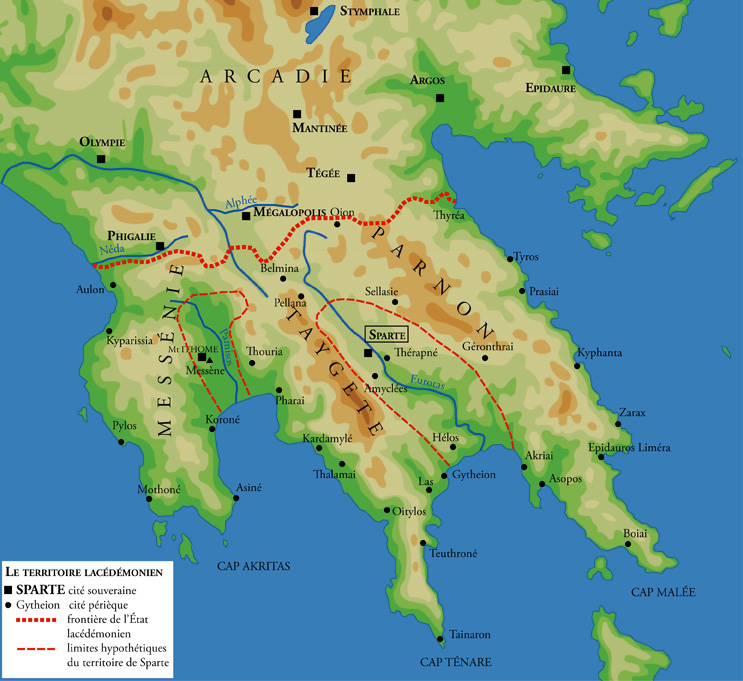
Território de Esparta

Uma imensa cidade-estado foi formada no sul do Peloponeso, entre as montanhas abertas para a fertilidade da planície da Lacônia, que o rio Eurotas percorre. Seus fundadores foram os dórios, cujas funções eram a violência e a guerra e a cidade era totalmente dedicada à guerra. Seu governo era aristocrático, i.e., uma elite era uma classe detentora do poder e suas ordens eram ditadas ao povo. Suas leis, de acordo com a tradição, são originárias das ideias de um lendário legislador que se chamava Licurgo.
O governo era constituído da seguinte forma:
- existiam dois reis (um chefe militar e outro religioso - diarquia).[42]
- um Conselho de Anciãos (a Gerúsia, formada por 28 elementos com idade superior a 60 anos de idade).[42]
- a Ápela (uma assembleia popular reunida a cada mês para a discussão e aprovação de leis que os anciãos propunham).[42]
- os éforos (que eram cinco magistrados que uma assembleia elegia por um ano e que se encarregavam da fiscalização do cumprimento das leis e da vigilância da educação dos jovens).[42]

O exército espartano, em grande número e com bom treinamento do seu contingente, defendia a pólis.

##### Sociedade espartana
Os esparciatas eram o grupo de domínio, proprietários das terras de melhor qualidade. Seu dever era a contribuição de despesas públicas e em caso de negação da contribuição, perdiam privilégios como punição.
Os periecos estavam numa situação de intermédio; suas possibilidades eram: ter terras e comercializar; possuíam direitos civis, porém, não gozavam de direitos políticos.
Os hilotas eram trabalhadores das terras na condição de pessoas sem liberdade, o governo era o seu proprietário, não gozavam de direitos nem civis nem políticos.

##### Exército espartano

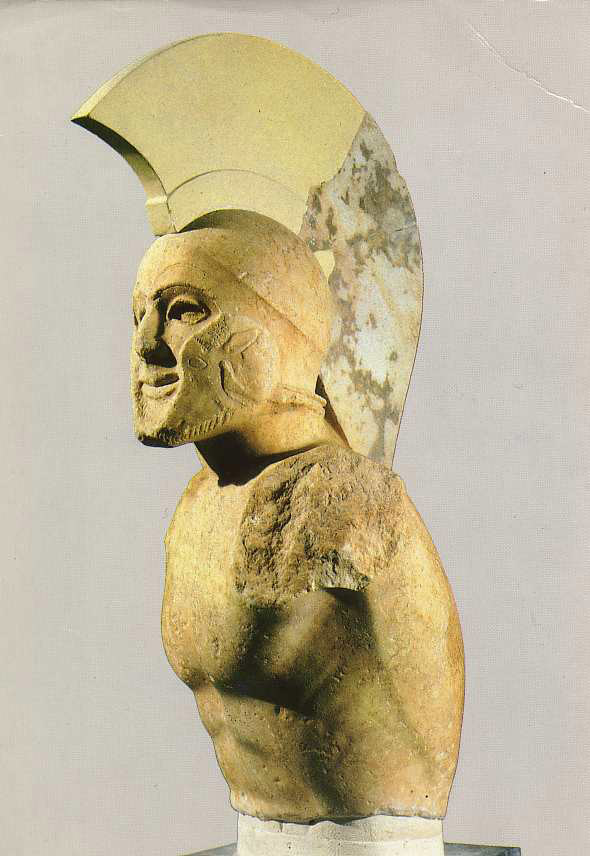
Estátua em mármore de um hoplita, talvez o rei Leónidas

Os espartanos viviam totalmente para as atividades militares e guerreiras. Já, na idade dos sete anos, entregava-se a criança ao governo. Esta era a autoridade política e social indicadora de instrutores para a educação da arte militar. Entre os sete e catorze anos treinava-se a criança para uma disciplina com rigidez, com pouca alimentação para a leveza, esperteza e resistência à fome. Submetia-se a provas físicas de dureza, ia aos campos, onde o seu dever era o aprendizado da caça, da luta, do roubo e da matança, ou seja, seu dever era o aprendizado de sua própria defesa.
Aos dezessete anos, era um jovem praticante de um exercício (Kriptia = gruta) em que o seu dever era a captura e matança de escravos que soltavam-se nas florestas.
Seus deveres eram pouca fala e sua expressão com pequeno número de palavras, fato pelo qual foi recebido nome de laconismo (da palavra Lacônia, região espartana). Na idade dos vinte e um anos, já era um hoplita (soldado) que possuía perfeição e capacidade de defesa da pátria.
De um modo geral, casava-se aos 30 anos, sendo que, antes dessa idade, somente permitia-se a coabitação. Aos sessenta anos recebia a aposentadoria do exército e era possível a sua participação no Conselho de Anciãos (Gerúsia).
Esse tipo de educação militar, o treino para viver com dureza e desconforto, era uma disciplina criadora de um ambiente social muito tenso, conflitante e desafeto.
Os esparciatas não se importavam com a acumulação de bens materiais, riquezas, metais preciosos e possuir coisas confortáveis e cômodas. Embora desprezavam a riqueza, estiveram à procura da produção do que necessitavam para a manutenção da sociedade. O tipo de vida desse povo era o fechamento da sociedade em si mesma, sem mudar e sem progredir, e os espartanos não aceitavam bem os estrangeiros.

##### Mulheres espartanas
O destino das mulheres era pior que o dos homens. Colocavam-se as mulheres numa posição inferior. Não era possível a continuidade da educação dos filhos depois dos sete anos, submetiam-se ao pai quando solteiras e aos maridos depois que casaram, não eram indivíduos participantes da vida política e suas atividades sociais eram poucas. Não eram confortadas pelos afetos familiares, como as mulheres de Atenas, e se obrigavam à prática de exercícios físicos e esportes para a manutenção de uma boa forma física a fim de serem um gênero humano gerador de bons soldados para a pátria. Não permitia-se o celibato para as mulheres, ou seja, possuíam o dever de casamento e de possuírem filhos fortalecidos.
Os espartanos acusavam as mulheres sem desejo de casamento de criminosas contra a pátria. Os espartanos, propriamente ditos, eliminavam as crianças nascidas com defeitos físicos que impedissem os mais jovens de serem bons soldados.

##### Expansão de Esparta
Do século VIII ao VII a.C., os esparciatas foram uma classe social adotante de uma política expansionista e conquistadora das cidades vizinhas, sendo reduzidos os vencidos à escravidão. Desse modo, foram a classe social dominadora de Messina, Arcádia, Hélade, Argólida. No fim do século VI a.C., a maioria do Peloponeso é transformada numa liga militar, comandada pelos espartanos. Estes ganharam fama como soldados de excelência, que guerreavam por um grande amor à pátria.

#### Atenas
Na região da Ática, a pólis de Atenas localizava-se bem perto do mar Egeu, razão pela qual lhe foram dados certos privilégios no comércio marítimo, tornando desenvolvidas suas características de cidade aberta ao mundo.
O solo empobrecido e a água em falta favoreceu o abandono da agricultura por seus numerosos habitantes e a dedicação ao artesanato e ao comércio. Os jônios, que conquistaram a região da Ática, foram misturados com os primitivos donos da terra e concederam a vida para a população de maior labor e genialidade da Grécia.
O porto de Pireu, que os gregos construíram há uma pequena distância de Atenas, foi transformado num dos maiores centros comerciais do mundo antigo e o de maior importância da Grécia. Tudo isso veio ser um fator multiplicador das riquezas, estimulador da inteligência, fortalecedor do espírito de independência e do amor pela liberdade.

##### Política ateniense

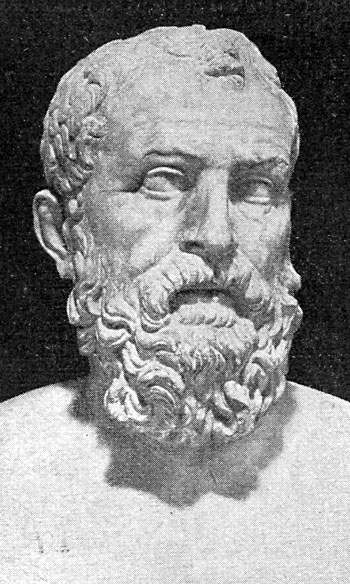
Busto de Sólon

Atenas ganhou fama como o berço da democracia. Mas, antes da sua chegada a esse ponto, passou por um grande número de fases na sua organização política e social.
Nos primeiros tempos, o chefe que governava as cidades-estados foi um rei (monarquia). Nos séculos VII e VI a.C., os grandes fazendeiros foram os destruidores do sistema monárquico e passaram a ser os implantadores de um sistema que germinou a futura democracia.
A classe econômica era numerosamente privilegiada, o que descontentou e revoltou os mercadores, pescadores, marinheiros, artesãos e pequenos proprietários. Esse povo batalhava pela existência de leis escritas e justas que protegessem os direitos de qualquer cidadão.
Então, a solução dos eupátridas foi o encarregamento do legislador Drácon (620 a.C.) da elaboração de leis escritas, que receberam a denominação de leis draconianas. Eram leis com rigidez, dureza, severidade e com punição mortal a quem fosse desobediente. Mas essas leis eram maiormente favorecedoras para os nobres do que para as camadas mais baixas da população, que continuaram preocupadas e foram as classes sociais exigentes em leis que defendessem seus direitos. Depois que as camadas populares protestaram e manifestaram por mais ou menos trinta anos, apareceu um novo legislador, no ano de 594 a.C., que a classe dominante também escolheu, para a elaboração de novas leis e uma reforma social. Esse legislador foi Sólon, que acabou ganhando confiança dos ricos por sua riqueza também e dos pobres por sua honestidade. Desse modo, as leis de Sólon conseguiram alguma estabilidade, paz e justiça social por uma série de anos. Sólon reformava a sociedade com equilíbrio.

##### Constituição de Sólon
Solón dividiu a sociedade em quatro classes sociais (pentacosiomediminus, cavaleiros, zeugitas, tetas). Essa divisão de classes baseava-se na renda (riqueza) de cada um dos quatro. E quanto mais as pessoas enriqueciam, gozavam de direitos e deveres.

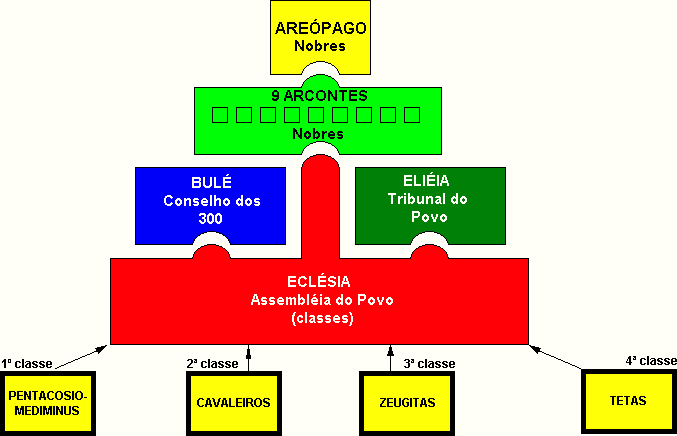
Constituição de Sólon

Um grande número de mudanças políticas e sociais foi trazido pelas reformas de Sólon. Ele concedeu abertura política para formar novos partidos políticos. Porém, uma parte da população (estrangeiros, pequenos camponeses, pobres e escravos) marginalizou-se da vida social, de modo que permaneceram as revoltas populares. Nesse clima agitado, um nobre com ambição, chamado Pisístrato, no ano 560 a.C., tirou proveito da situação e golpeou o governo, sendo estabelecido um novo regime político que se chamava tirania (tirano é aquele que eleva-se ao poder por meios que não constam na constituição).
Com Pisístrato, Atenas foi uma cidade pacífica e próspera. A cidade foi transformada num grande centro industrial e comercial. Depois que Pisístrato morreu. o governo foi passado a seus filhos, que deram continuidade à política exercida pelo pai.

##### Clístenes, o pai da democracia

Constituição de Clístenes

No ano de 508 a.C., um nobre que se chamava Clístenes elegeu-se arconte e foi o governante de Atenas, em atenção à vontade popular e em consolidação da democracia.
Uma reforma social foi feita por Clístenes, sendo dada maior participação política às pessoas de baixa renda, foi dividida a população em dez tribos e as terras em dez partes igualmente para elas. Cada tribo possuía 50 representantes na Bulé, sendo totalizados os 500 membros formadores do mais importante órgão do governo.
Discutiam-se os problemas em assembleias (eclésias) populares. Clístenes foi o estabelecedor da lei do ostracismo, que exilava por dez anos o cidadão, pelo qual fossem cometidos erros de gravidade ou fosse ameaçada a democracia. Clístenes deu maior abertura política e participação popular nas decisões do governo. Daí o apelido de Clístenes: "Pai da Democracia".

##### Família e educação em Atenas
O ateniense possuía uma grande ligação à família. A casa era reinada pela mulher, enquanto o homem era dedicado às tarefas fora do lar. Unia-se a família pela força dos laços religiosos e por cultuar os familiares que morreram. Veneravam-se estes em altares no interior das residências.
Depois de casada, a mulher passou a ser o cônjuge adotante da religião do marido. Sepultavam-se os mortos e, certas vezes, queimavam-se. Em um grande número de vezes, protegiam-se os túmulos com esculturas feitas de pedras ou monumentos. Quanto à educação, era dada mais atenção à educação dos rapazes.
Quase a totalidade dos elementos do sexo masculino eram seres humanos aprendizes da leitura e da escrita, porque estas eram julgadas qualidades preciosas para a formação de um bom cidadão. Não existiam escolas públicas, mas eram de escolha dos pais as escolas particulares e os professores que lhe agradavam.
As crianças aos sete anos eram matriculadas na escola e elas eram seres humanos aprendizes da música, considerada de importância para elevar o espírito. Até os quatorze anos, eram indivíduos aprendizes da escrita, da literatura (principalmente os poemas de Homero) e do cálculo. Após os quatorze anos, se desejassem permanecer estudando, eram dedicados à ginástica. Nos ginásios, eram os indivíduos praticantes de quaisquer dos esportes e participavam dos Jogos Olímpicos, como lançamento de disco, luta, pugilismo, corrida e salto. Essa educação esportiva objetivava, inclusive, a preparação do jovem para o serviço militar.
Os jovens não eram pessoas livres para a escolha de seus pares, porque as famílias arrumavam os casamentos. O tipo de família era patriarcal, na qual a mulher submetia-se ao homem. Os homens vestiam uma túnica de grande comprimento, que se parece com aquela que os árabes ainda usam atualmente. O vestuário feminino consistia numa roupa de grande comprimento, tipo camisolão.

### Período clássico da Grécia
Durante o período clássico grego aconteceram guerras dentro e fora da península e a cultura grega se desenvolveu e se resplandeceu. Os gregos realizavam guerras externas contra os persas. As guerras internas devem-se à disputa entre Esparta e Atenas naquela época, que lutavam para hegemonizar (dominar) as outras pólis.

#### Guerras Greco-Persas

O Império Ateniense em

Os gregos e persas guerreavam entre si devido às concorrências comerciais e porque ambos os povos desejavam a expansão de seu domínio acima dos povos vizinhos. Os povos eram uma ameaça ao comércio e à vida política de uma grande variedade de cidades gregas. Primeiro, dominaram a cidade de Mileto, que se revoltou e com ajuda solicitada à Atenas. As tropas de Atenas foram movimentadas contra os persas, originando assim a guerra.

##### Primeira guerra

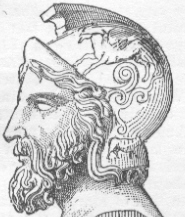
Milcíades

Em 490 a.C., a grande armada persa, sob o comando de Dario I, desceu de sua embarcação na Ática, na planície de Maratona. Conduzidos por Milcíades, os atenienses foram os combatentes dos adversários nos seus pontos fracos, num ataque relâmpago.
Os persas não chegaram nem mesmo a usar suas mãos e seus braços com a intenção de pegar em armas, porque os atenienses já dominaram os inimigos.

##### Segunda guerra

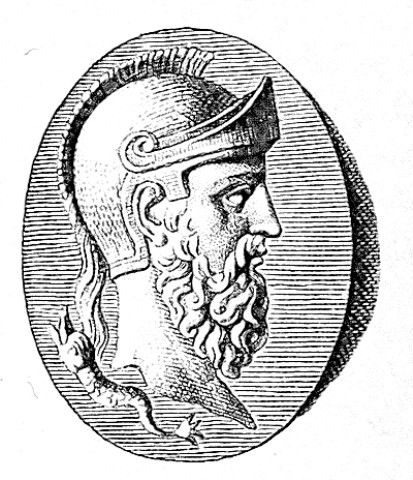
Temístocles

Em 485 a.C., no estreito de Salamina, os gregos derrotaram novamente os persas, sob o comando de Xerxes I, cujo pai foi Dario I. O ataque dos persas, com melhor preparação, se deu por terra e por mar. Os gregos, desta vez, dispunham de melhor exército, por fazerem uma coligação de cidades contra o inimigo, incluindo Esparta. Os persas chegaram a atacar pelo norte, invadiram os valentes espartanos sob a liderança de Leônidas e dirigiram-se ao sul, no local do incêndio de Atenas. Parecia que a Grécia foi derrotada, mas os gregos foram reorganizados e a esquadra persa foi atraída para o estreito de Salamina, local de favorecimento dos pequenos barcos gregos e da dificultação dos grandes navios persas.
Os persas de Xerxes possuíam ainda contra si, as grandes armaduras dos soldados que brigavam por questões monetárias, enquanto o imenso patriotismo movia os gregos. Sob a liderança de Temístocles, os gregos exterminaram os persas, que deixaram seus navios.

##### Causas do enfraquecimento da Grécia
Com o fim das guerras entre gregos e persas, as cidades gregas voltaram para seus interesses políticos, sociais e econômicos locais. Com a vitória de Atenas nos conflitos militares, os atenienses consideravam-se a salvação de toda a Grécia. Diante da possibilidade de novos ataques, Atenas propôs uma aliança das cidades, para se defenderem. Assim, foi criada a Liga de Delos, com a participação de mais de 300 cidades (com exceção de Esparta, que ficou de fora), tendo como sede a ilha de Delos, que centralizariam os tesouros e outros bens.
Diante dessa união, os espartanos, invejosos, reagiram criando a Liga do Peloponeso, reunindo várias cidades. Isso acabou causando um conflito bélico entre as duas confederações com duração de 27 anos - e trégua de seis anos nominada Paz de Nícias. O conflito terminou com a derrota de Atenas. Então, cidades gregas aliaram-se à cidade de Tebas, dominando os espartanos e sobressaindo-se no comando político sobre os gregos por algum tempo. Com isso, a Grécia acabou enfraquecida e no ano 338 a.C. acabou sendo dominada pelo rei Filipe II da Macedônia.

#### O século de Péricles

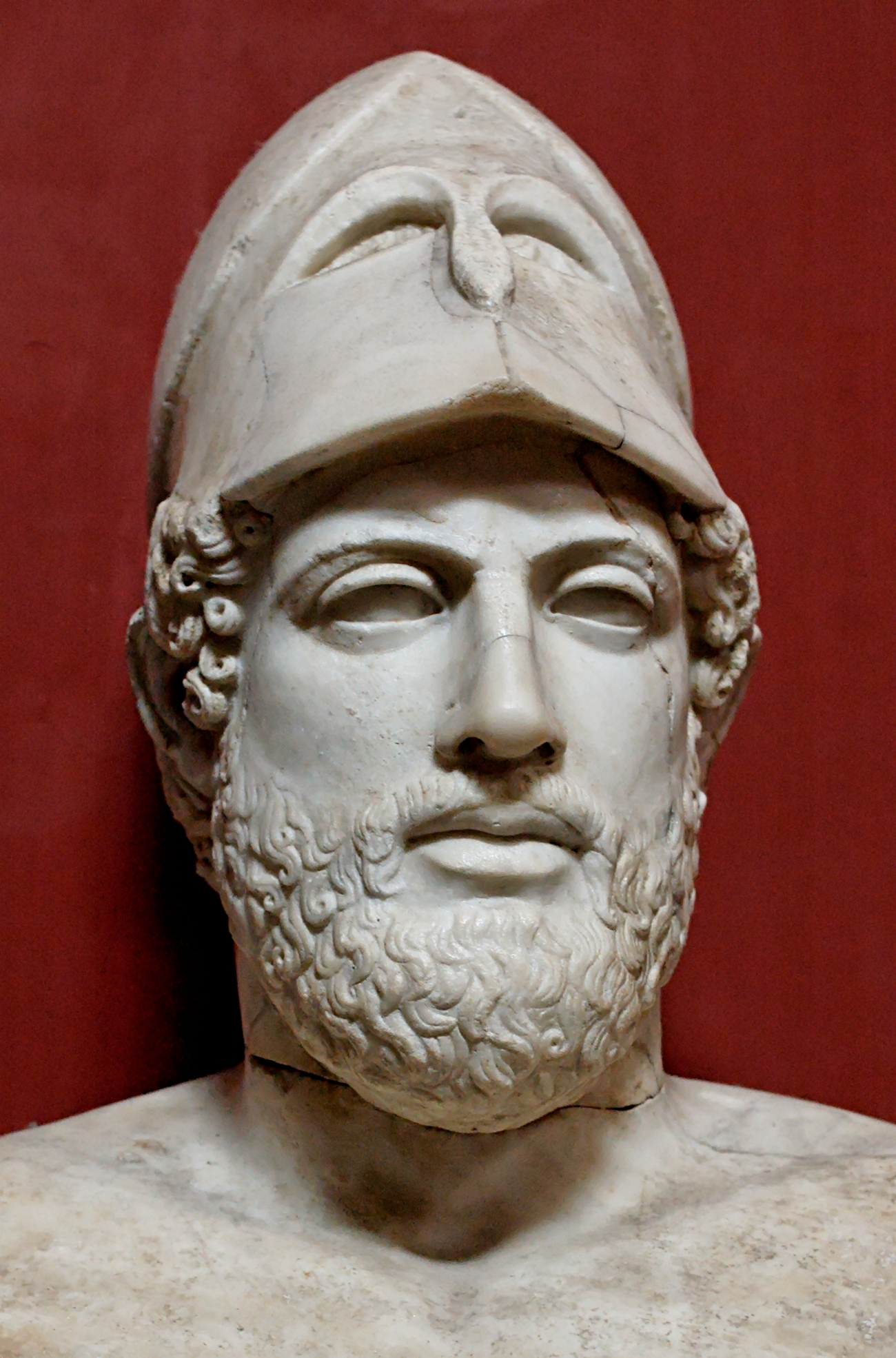
Péricles

Péricles discursava muito bem. Era grande entendedor de arte militar. Como político, era habilidoso e prudente. Era governante de Atenas entre 461 a 429 a.C. (aproximadamente trinta anos). Como governante era um príncipe, sempre concordando com o povo, muito respeitoso com o político.
Péricles frequentava assiduamente o teatro e possuía grande amor às artes. Estava em busca da transformação de Atenas na capital cultural do mundo antigo. Seu período de governo foi esplendoroso. Esse período passou a chamar-se Idade de Ouro da Grécia.

##### Governo democrático de Péricles
A democracia ficou cada vez mais forte e as classes de baixa renda ganharam o direito de participação ativa na política. No parágrafo abaixo, é recomendável uma leitura de um trecho de um discurso proferido por Péricles a respeito do seu governo:
Temos uma forma de governo que causa inveja aos povos vizinhos. Não imitamos os outros e servimos de exemplo aos outros. Quanto ao nome, este governo é chamado de 'democracia' porque não é uma administração para o bem de algumas pessoas e sim para servir toda a comunidade. Diante das leis, todos gozam de igual tratamento. E a consideração de cada um vem não do partido, mas dos méritos demonstrados no serviço da comunidade. Temos medo de conseguir cargos públicos por meios ilegais. Amamos o belo, mas na justa medida, e amamos a cultura do espírito, mas sem desprezar outros valores.

##### O Século de Ouro
Péricles contribuiu para o desenvolvimento maravilhoso das artes, das letras e da filosofia. O projeto de Péricles destinado ao desenvolvimento das artes e da cultura era audacioso. As pólis vizinhas enciumaram-se, mas com elas não havia nenhum impedimento para que crescessem.
Péricles foi o primeiro a incentivar quaisquer das modalidades de expressão artística. Ornamentaram-se as acrópoles e construíram-se vastos monumentos.
Foi nessa época que em Atenas apareceu um grande número de talentos nos setores de arte e cultura, fazendo com que a cidade destacasse e assentasse sua hegemonia.

#### Cultura grega
A arte grega era muito vistosa por ter proporções harmoniosas, por ser equilibrada e serena. Mistura totalmente a inspiração da fantasia e a realidade. Os gregos consideravam esse tipo de arte que inspirou os artistas ao longo dos tempos.

##### Arquitetura grega

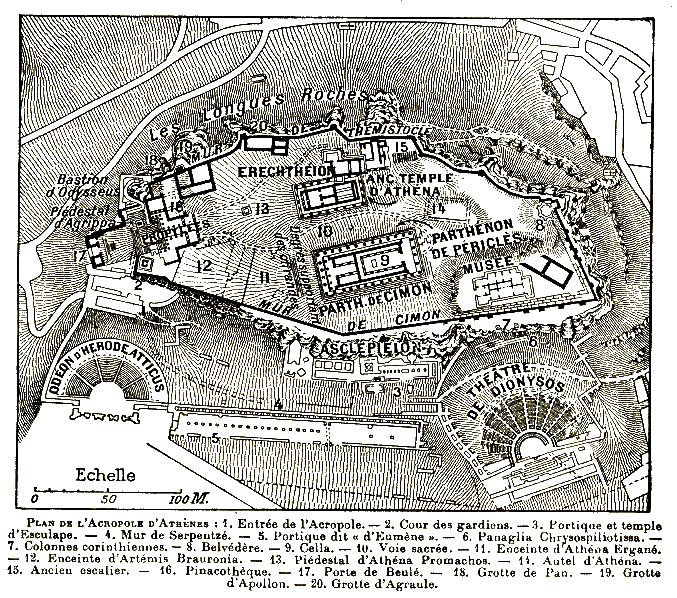
Planta da Acrópole de Atenas

Os gregos eram construtores de palácios, tribunais, teatros e templos que ganharam fama. O monumento de maior fama que os gregos construíram na Acrópole de Atenas foi o Partenon. Define-se o Partenon como um templo que homenageia a deusa Palas Atena, padroeira da cidade.
O Partenon é o templo grego de maior fama. Causa admiração por ter proporções imensas, elegantes e harmoniosas. Não foi obra de um único autor, mas de uma grande variedade de artistas. Entre os artistas merece destaque Fídias. Há numerosas esculturas de Fídias como decoração do templo.
O Partenon se transformou em igreja cristã no século VI e em mesquita turca em 1450 d.C. A permanência desse templo colossal durou até o século XVII, sem que quase ninguém tivesse posto o dedo. Naquela época, um desastre foi sofrido pelo prédio: os armamentos provocaram a explosão do templo. Isso porque os turcos que exerceram o domínio de Atenas eram guardiães de seus armamentos que ficavam armazenados no templo, o que representava um perigo para a sua segurança. Passou por restaurações, porém, em 1812, os ingleses levaram a beleza de suas esculturas que são encontradas no British Museum, em Londres.
A arquitetura grega ganhou fama também pela tipologia das colunas que se usavam nas construções. Havia colunas com lavor artístico em estilo dórico, jônico e coríntio.

##### Escultura grega

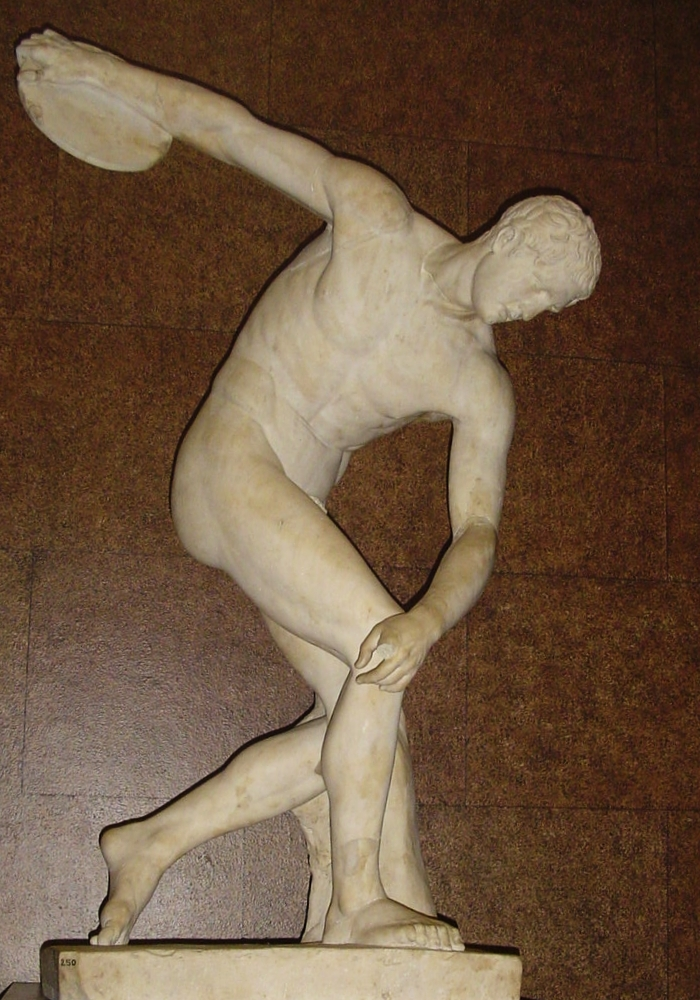
Discóbulo, obra de Miron

As obras que os gregos esculpiam deixam à amostra formas e expressão naturais, idealismo, alegria e companheirismo. Os escultores que os antigos mais conheciam foram Fídias, Miron e Praxísteles.
São também conhecidas as Cariátides. As Cariátides são colunas que formam mulheres. São seis esculturas de jovens bonitas de mármore que vieram de Cária, Ásia Menor, onde havia lindas mulheres. Elas são encontradas no templo Erechthion, em Atenas.

##### Pintura grega
As pinturas dos gregos eram harmoniosas, elegantes e vivas. Infelizmente, há poucos vestígios da pintura grega e o que nos chegou foram principalmente vasos com decoração muito boa e outras peças feitas por ceramistas. As pinturas apareciam na superfície de tecidos, pedras e madeira. Seu costume era a reprodução feita de cerâmica com cenas que ocorriam no cotidiano.

##### Teatro grego

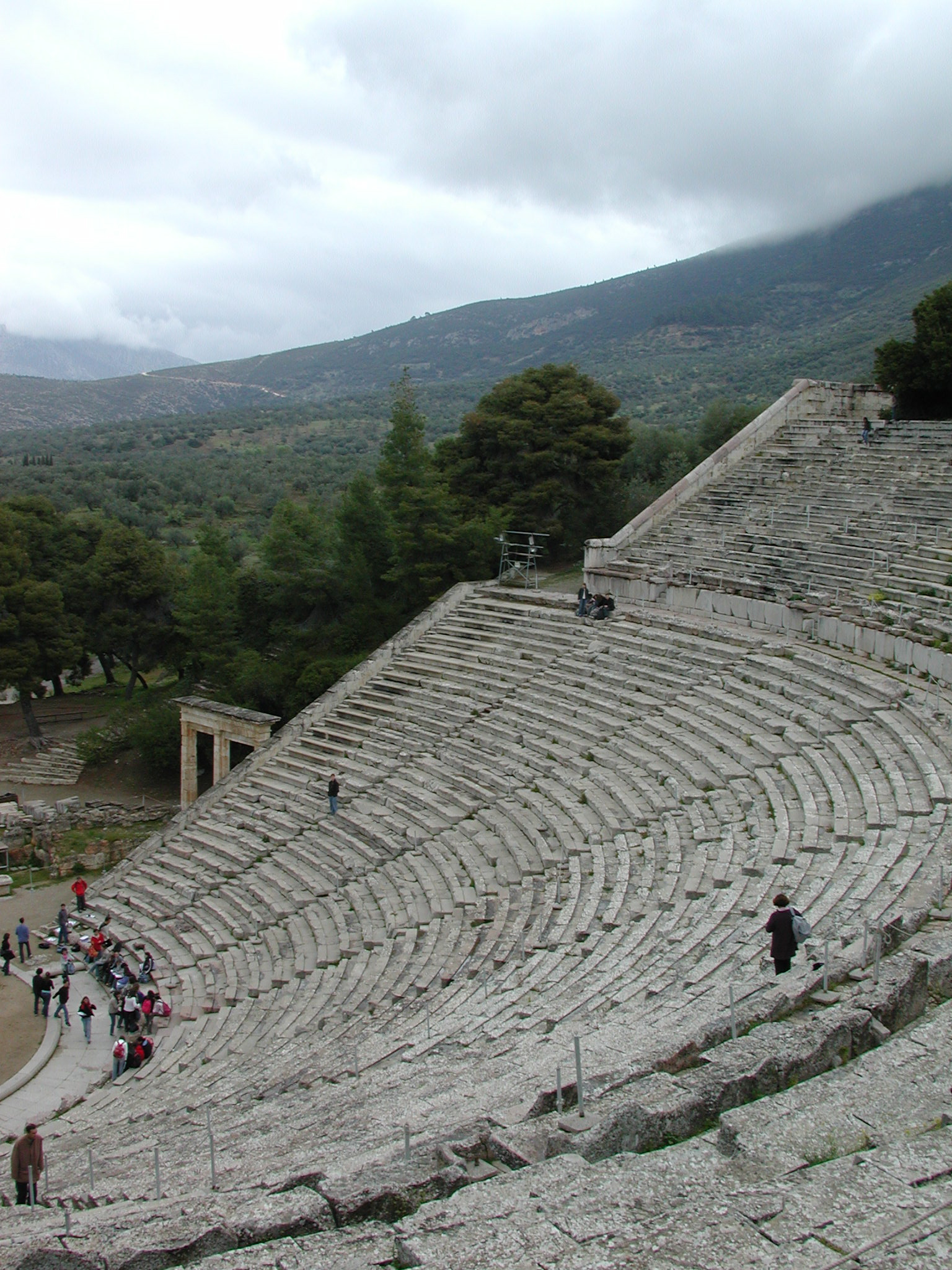
Anfiteatro de Epidauro

Os teatros gregos eram grandes construções que serviam de atrações para muitas pessoas por ocasião de festas religiosas e populares, principalmente as festas que homenageavam a deusa Atena e Dionísio (deus do vinho). Nessas ocasiões, os gregos compareciam a imensos espetáculos (que representavam comédias e tragédias).
As representações dos gregos eram peças com os elementos de essência que o teatro tem atualmente: atores, diálogo e cenário.
Os maiores autores de peças teatrais foram: Ésquilo, Sófocles, Eurípedes. Destaque na comédia Aristófanes, cuja sátira preconceituosa referia-se aos costumes da época. Os temas favoritos ligavam-se às cenas da cidade, à religião e à mitologia.
A acústica dos teatros era muito boa. Havia riqueza e grande variedade dos trajes. O coro acompanhava os atores. O coro era composto de um grupo de cantores e dançarinos, além de uma orquestra. Esses cantores e dançarinos eram utilizadores de máscaras que se chamavam de personas. Essas máscaras representavam o caráter dos personagens com aumento do volume de voz. Por essa razão, aqueles que participam das narrações que ocorrem no teatro, na literatura e no cinema dos dias de hoje, receberam o nome de "personagens". A possibilidade das mulheres era de assistir aos espetáculos, mas de não trabalhar como atrizes. A representação dos personagens era somente dos homens.
Péricles se convenceu de que era importante a franquia de ingressos do teatro a qualquer pessoa.

#### Religião e mitologia grega
A religião grega, foi, na antiguidade, a de maior aproximação entre os deuses e os homens. Era uma religião antropomórfica, ou seja, os deuses eram semelhantes aos homens, com suas qualidades e defeitos. Com uma característica diferente: seu poder e sua imortalidade. Cultuavam-se as divindades nos lares, nos templos e nas festividades religiosas.
O culto era uma tradição. Como se fazia no interior das casas, o fogo sagrado era acendido, os gregos ofereciam e sacrificavam os animais. A religião vinculava com união as pólis entre si. Os oráculos representavam os deuses (eram porta-vozes dos deuses). Ganhavam fama nos oráculos de Delfos, Olímpia, Epidauro e Delos. Populares e também políticos iam fazer uma consulta aos oráculos nos templos.
Uma forma de costume grego de homenagem aos deuses eram os jogos e as competições esportivas. Os de maior fama foram os Jogos Olímpicos, que realizavam-se no Monte Olimpo homenageando Zeus, que de acordo com a crença, era habitante desse monte, acompanhando outros deuses. Realizaram-se as primeiras Olimpíadas em 776 a.C. e, desde então, a cada quatro anos.
Na religião grega havia um grande número de mitos e lendas que servem como explicação de como o mundo, os próprios deuses e os homens originaram-se. Não existia um livro sagrado, uma vez que os poetas e artistas alteravam com frequência a religião, que passava por tradição oral de geração em geração.
Para os gregos, o mundo começaria com Nix (a noite) e Érebo (seu irmão), que via-se como o inferno, ou seja, a segunda parte das trevas, com sua existência no Caos (que era o grande vazio inicial). Pouco a pouco Nix e Érebo foram separados, foram afastados cada vez mais, até que Nix foi transformado numa esfera, encurvado e, como um ovo, foi partido e fez nascer Eros (o amor). As duas partes da casca do ovo inicial foram afastadas, e uma foi transformada na abóbada celeste e a segunda num achatamento de disco que é a Terra. O céu passou a se chamar Urano e a terra Gaia. Depois que o céu e a terra se casaram, iniciaram-se as novas gerações divinas.

##### Deuses do Olimpo

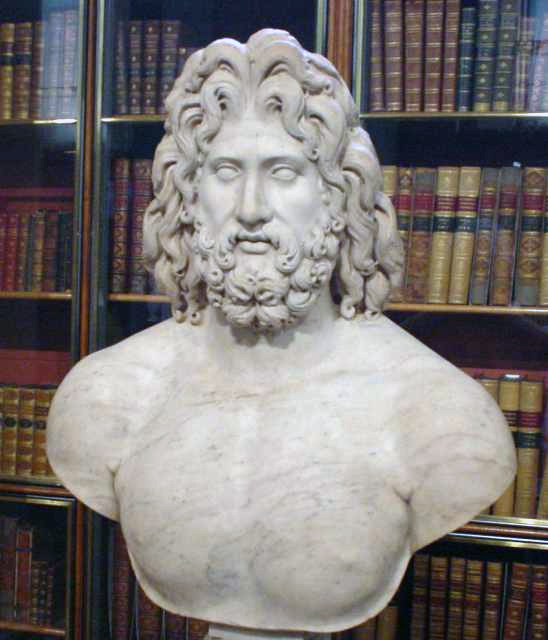
Busto de Zeus

1. Zeus: Deus soberano, cujos elementos que o simbolizam são a água e o fogo.[51]
2. Hera: Esposa de Zeus, cujos seres vivos que a simbolizam são o pavão e a romã.
3. Atena: Filha de Zeus, cujos seres vivos que o simbolizam são a coruja e a oliveira. Deusa que protegia a sabedoria e a estratégia de batalha.
4. Hermes: Trazendo mensagem aos deuses, representava-se com asas nos pés e no capacete.
5. Pan: Deus que protegia os bosques, possui chifres, orelhas e patas de bode. Inventou a flauta.
6. Posidão: Deus que protegia os mares, representava-se com um tridente na mão.
7. Dionísio: Deus que protegia o vinho, representava-se com uma taça e uva nas mãos.
8. Hefesto: Deus que protegia a forja e a metalurgia. Seus símbolos era o martelo e a tenaz.
9. Afrodite: Deusa que protegia o amor e a beleza, cujo elemento que a simboliza é a pomba.
10. Deméter: Deusa que protegia a terra fértil e a agricultura.
11. Apolo: Deus que protegia a harmonia, a luz, a música e a poesia. Seus símbolos eram a lira e o louro.
12. Ártemis: Deusa que protegia a caça e as virgens, seus símbolos eram o veado e o arco.
13. Héstia: Deusa que guardava os lares e o fogo sagrado.
14. Hades: Deus que protegia os mortos e os infernos, em cuja porta estava o cão Cérbero, com três cabeças.[51]

##### Os grandes deuses
- Zeus: considerava-se chefe dos deuses. Sua morada era o monte Olimpo. Ele provocava chuvas, e era o senhor dos ventos e dos trovões. Se casava com Hera, que os gregos cultuavam como a padroeira dos casamentos e das futuras mães.[51]
- Apolo: Seu pai era Zeus, cujo filho era o deus que protegia a beleza, a arte, a música, as curas e as adivinhações.
- Afrodite: Irmã de Apolo, seu pai era Zeus. Deusa que protegia a beleza e o amor. Era nascida das espumas marinhas.
- Hermes: Seu pai era Zeus, cujo filho trazia mensagem aos deuses. Protegia os viajantes, os comerciantes e os oradores.
- Dionísio: Seu pai era Zeus, cujo filho habitualmente acompanha-se de um cortejo de demônios masculinos e femininos (são As Bacantes).
- Posidão: Irmão de Zeus (seus pais eram Cronos e Reia), sua esposa era Afrodite. É o deus que protegia os mares. Seus filhos eram monstros.[51]

##### Heróis da mitologia grega

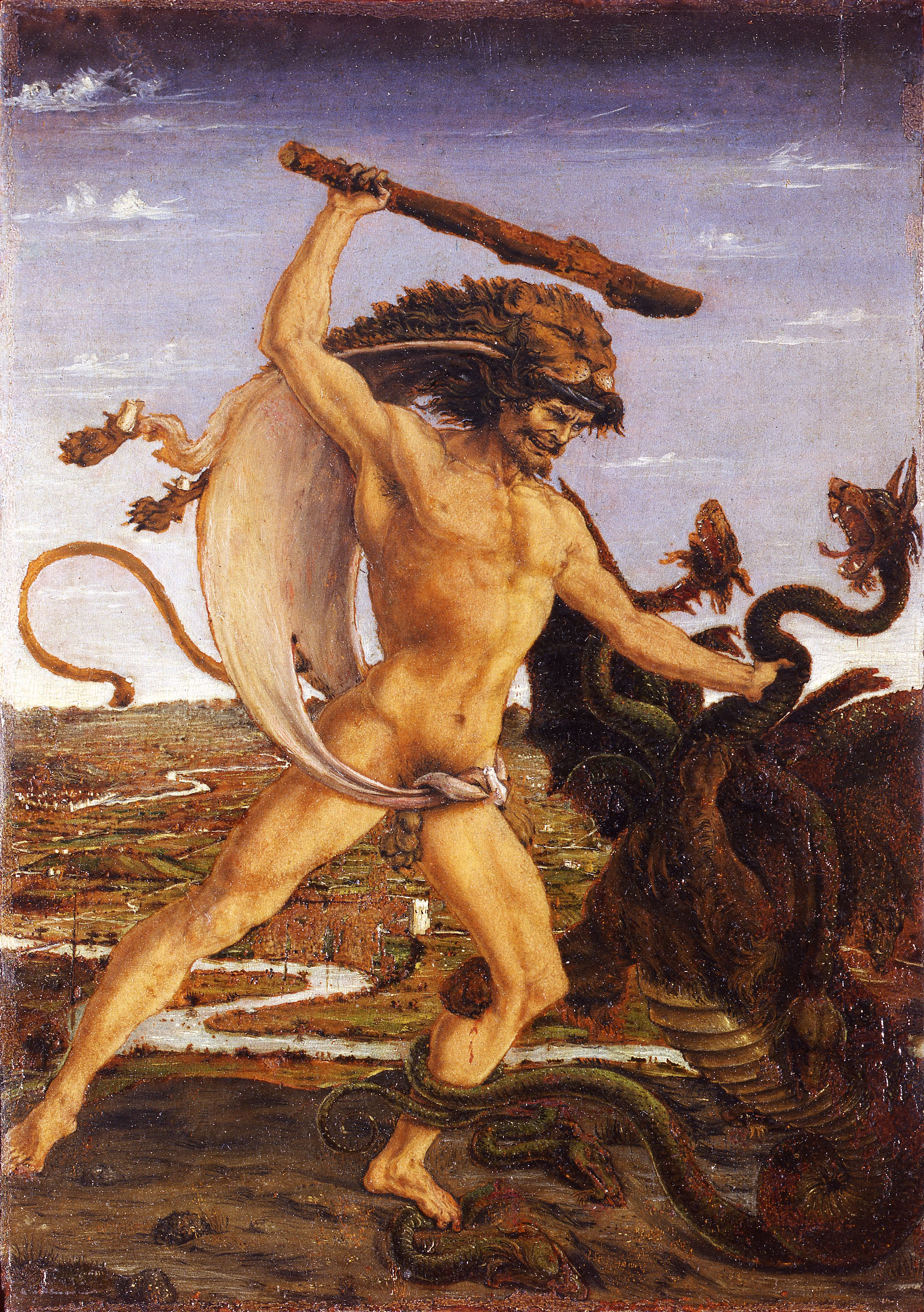
Hércules e a Hidra de Lerna de Antonio Pollaiuolo

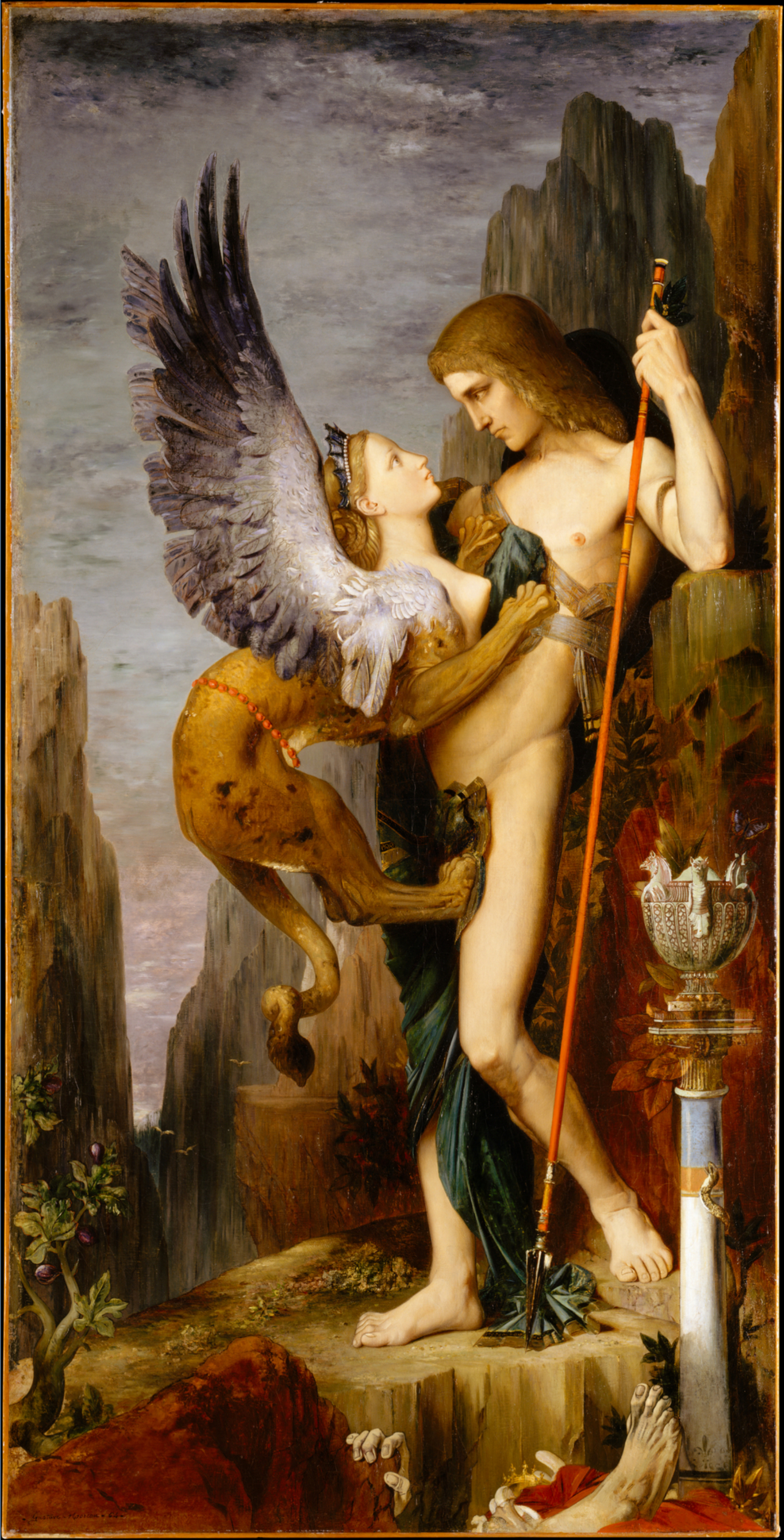
Édipo e a Esfinge (pintura de Gustave Moreau)

Os gregos foram veneradores de alguns semideuses (ou heróis). Os de maior importância foram Hércules, Édipo, Teseu, Jasão e Perseu. Hércules ganhou fama por ser forte. Foram submetidos pelos deuses a uma grande variedade de provas: foram, por ele, todas superadas. Hércules batalhou apenas com um arco e uma clava. As provas ficaram de conhecimento como os Doze Trabalhos de Hércules, entre os quais: o estrangulamento de Leão da Nemeia, a morte da Hidra de Lerna, a captura em vida do Javali de Erimanto, a libertação de Teseu dos infernos, etc.
Édipo era filho de Laio, rei de Tebas, e de Jocasta. De acordo com o oráculo de Delfos, seus destinos eram o assassinato de seu pai e o casamento com sua mãe. Para não ocorrer a tragédia, Laio deixou o filho no ponto mais alto do monte Citéreo, furando os pés e amarrando-o de cabeça para baixo. Depois que os pastores acharam, eles o criaram e, já adulto, de acordo com o destino, seu pai foi assassinado (sem tomar conhecimento). Como recompensa do decifrador do enigma da esfinge atormentadora de Tebas, foi casado com a rainha (que era sua mãe). Chegaram desgraças sobre a cidade e foi revelado pelo oráculo a Édipo que tudo era culpa dele, pois era casado com a própria mãe. Depois que Édipo descobriu a verdade, sua mãe foi suicidada e os próprios olhos dele foram furados e vagou pelo mundo.

### Império Macedônio
{{ver artigos principais|Império Macedônico, Filipe II da Macedônia, Alexandre Magno, Falange (infantaria) e [[Helenismo}}

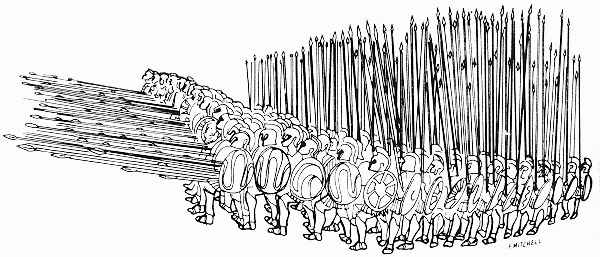
Uma falange macedônia: uma tropa de soldados a pé, armados com lanças, andando na formação apertada

A Macedônia foi organizada militarmente pelo rei Filipe II, ganhando poder. Este rei, quando era jovem, esteve como prisioneiro na cidade grega de Tebas, onde foi aprendiz de alguma coisa da arte militar de Esparta.
Na sua volta à Macedônia, a percepção de Filipe II era de que as cidades gregas estavam se enfraquecendo, sendo de fácil conquista. E, com esta finalidade, o rei macedônio foi o reformador do exército, sendo o introdutor da ilustre falange macedônia, que formou uma grande inovação nos campos de batalhas (que os romanos limitaram futuramente).
Filipe II foi o conquistador da Grécia no ano 338 a.C. Foi morto dois anos depois e seu filho Alexandre Magno tomou posse aos vinte anos de idade. Alexandre, jovem conquistador e glorioso, unificou gregos e macedônios lutando comumente contra os persas. Em sangrentas batalhas invadiram os persas e alargaram o Império Macedônio até a Índia. Os soldados, cansados, não queriam continuar e Alexandre volta, mas, doente com febre, é morto na Babilônia. Então, dividiu-se o seu grande império entre seus três mais importantes generais.
O maior merecimento de Alexandre Magno foi fundir as culturas dos povos vencidos, à procura do estímulo de casamentos entre vencedores e vencidos, e foi o promotor da igualdade de tratamento entre todos os povos que dominou. Essa combinação da cultura grega com a cultura dos povos orientais foi chamada de helenismo.

#### Cultura helenística
Alexandre e seus sucessores foram os fundadores de numerosas cidades para a difusão da cultura grega. Construíram-se à maneira das cidades gregas, com as condições de necessidade para o desenvolvimento da cultura. Entre estas cidades, foram de importância Alexandria (no Egito), Antioquia (na Turquia) e Pérgamo (na Ásia Menor). Alexandria, além de seu farol, que se considera uma das sete maravilhas do mundo antigo, possuía uma enorme biblioteca com uma quantidade superior de 700 mil livros onde sábios de qualquer parte vinham para o aumento de seus conhecimentos.

##### Filosofia grega
A filosofia grega era vista como um meio de compreensão do mundo e do homem e uma tentativa de explicação da razão de ser de todas as coisas. Largaram as explicações mitológicas e religiosas e recorreram à razão e à ciência para a explicação dos mistérios de existência do mundo, do ser humano, os valores morais, a alma e a felicidade.
Os principais filósofos gregos são:

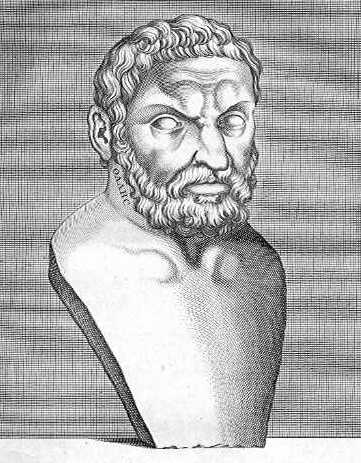
Tales de Mileto, filósofo e astrônomo grego.
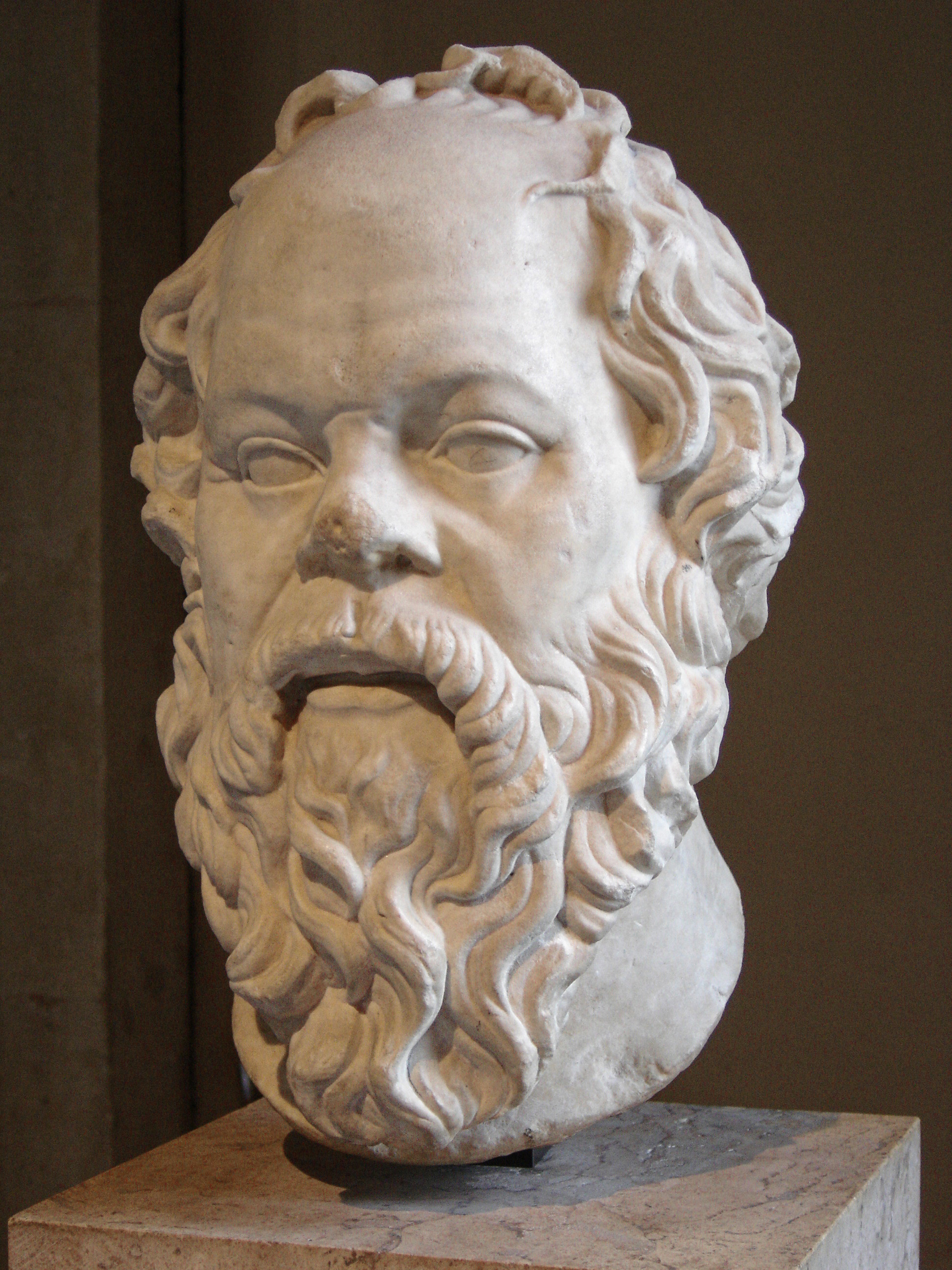
Sócrates, grande filósofo grego.
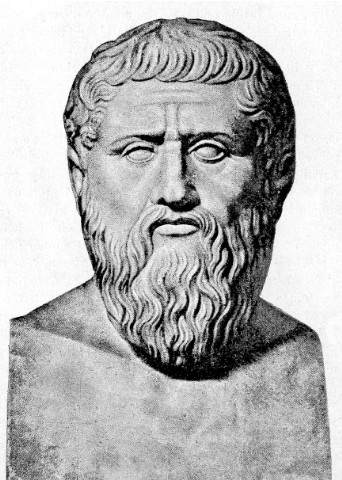
Platão, filósofo grego.
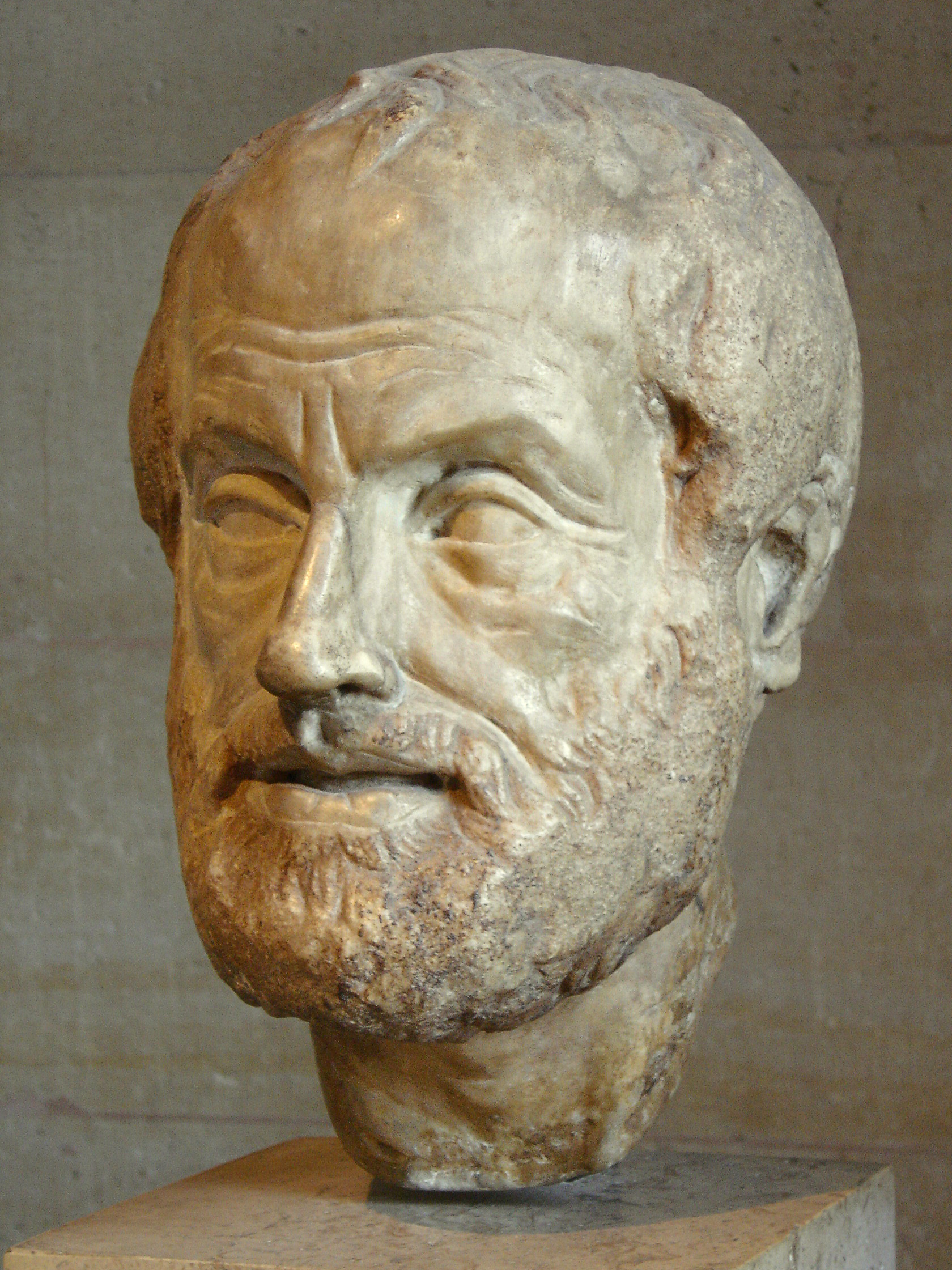
Aristóteles, filósofo grego.

- Tales de Mileto: Foi o mais antigo filósofo grego. Também foi especialista em matemática e astronomia.[54]
- Sócrates: Considerado o fundador da filosofia moral ocidental, não deixou nenhum texto escrito, tendo sua vida e seus pensamentos registrados principalmente por Platão e Xenofonte. Foi condenado à morte acusado de impiedade (descrença nos deuses) e corrupção da juventude, evento detalhado na Apologia e no final de Fédon.
- Platão: Um dos mais importantes filósofos da humanidade, seu professor foi Sócrates e seu aluno foi Aristóteles. Sua grande obra foi o livro A República. Foi o fundador de uma famosa escola nominada Academia (nome que derivou de Academo, que era seu amigo e dono do terreno).[54]
- Aristóteles: Teve grande influência de Platão e um de seus grandes alunos foi Alexandre Magno da Macedônia. Era um espírito pesquisador dedicado a uma grande variedade de assuntos: biologia, política, moral, lógica, psicologia, religião. Foi o fundador de uma escola com o nome de Liceu, chamado assim por ser vizinho do templo de Apolo Lício. [54]

Houve demais filósofos participantes de demais correntes filosóficas, como os sofistas, que consideravam que a verdade não pode ser conhecida, portanto, tudo tem validade; cínicos, que desprendiam-se dos bens materiais e apegavam-se aos valores espirituais; os epicuristas, que consideravam que o objetivo da vida é a busca dos prazeres; os estoicos que a felicidade está na aceitação das coisas como elas ocorrem, resignando e mesmo sendo obrigado a sofrer.

### Civilização Romana
A Itália é uma península ao sul da Europa, que invade o mar Mediterrâneo em direção à África. É cercada pelos mares Jônico, Tirreno e Adriático. A Itália é montanhosa, tendo os Alpes ao norte e sendo percorrida de norte a sul pela cadeia dos montes Apeninos. O litoral costeiro italiano não é favorável à navegação. Esse fator geográfico fez com que os primitivos povos da Itália se dedicassem ao pastoreio e à agricultura.

Itália Romana

A Itália foi invadida por vários povos, como a denominação geral de italiotas, que se subdividiam em sabinos, latinos, samnitas e úmbrios. Habitavam inicialmente a Itália central.
Os gregos, localizados próximo da Itália, ocuparam muitas regiões do sul da Itália e aí fundaram prósperas colônias, como Siracusa, Agrigento, Síbaris, Taranto e Nápolis. Os italiotas aproveitaram muito da cultura grega, como o uso do alfabeto, técnicas agrícolas, noções científicas, o gosto pela arte e adotaram a religião grega, com muitos de seus deuses.
Também os cartagineses, vindos do norte da África (Cartago), fundaram suas colônias ao sul da Itália (na Sicília, na Sardenha e na Córsega) e mantiveram relacionamento comercial e cultural com os italiotas.

#### Fundação de Roma

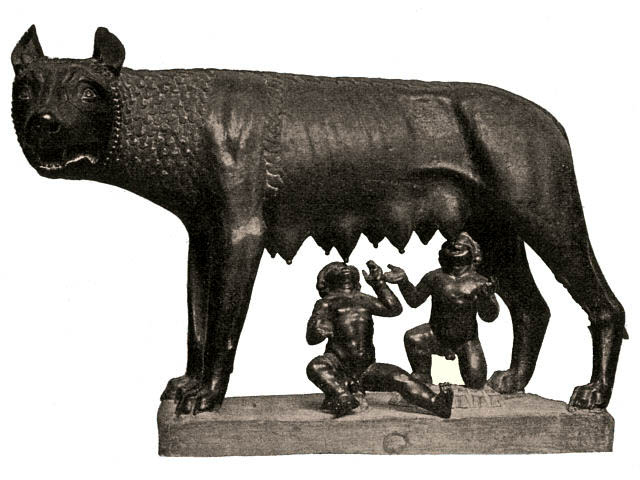
De acordo com a lenda, Roma foi fundada em por Rômulo, que foi criado por uma loba junto de seu irmão Remo

De acordo com a lenda, a cidade de Roma foi fundada em 753 a.C. por Rômulo, na região do Lácio.
O poeta romano Virgílio, em seu livro Eneida, narra que um bravo combatente da guerra de Troia, chamado Eneias, fugiu para a região do Lácio, e entre seus colocados num cesto nas águas correntes do rio Tibre. O cesto parou numa das margens e as crianças foram recolhidas pelos pastores e amamentadas por uma loba. Quando grandes, fundaram Roma, que teve Rômulo como primeiro rei. Na realidade, as escavações arqueológicas demonstraram que já tinha existido no local uma aldeia de pastores há uns milênios antes de Cristo.
Fundada ou não pelos gêmeos, o certo é que esta cidade (Roma) dominou povos vizinhos e se tornou a principal cidade do Lácio. Conta-se que logo no início a cidade precisava de mais habitantes, e os romanos de Rômulo resolveram raptar numa festa muitas filhas dos sabinos (rapto das sabinas). Assim, os sabinos foram o primeiro povo a se unir aos romanos.
Latinos e sabinos tiveram quatro reis que se alternaram, sendo dois romanos e dois sabinos. Depois desses reis, os romanos foram dominados, no século VII a.C., por um povo mais adiantado, os etruscos, que estavam conquistando povos vizinhos. Três reis etruscos governaram Roma.

##### Etruscos
Os etruscos, de origem desconhecida, ocuparam grande parte da Itália. Eram um povo de civilização adiantada, mas, infelizmente, pouco conhecemos de sua cultura, por falta de documentação e porque a sua escrita ainda não foi decifrada.
Eram hábeis marinheiros, desenvolveram técnicas de trabalho com metais, como bronze, ferro, ouro e prata. Formaram cidades-estados e chegaram a formar uma forte confederação. Tiveram bom relacionamento comercial e cultural com fenícios e cartagineses. Mas encontraram forte resistência de sólidas colônias gregas da Magna Grécia.

#### Períodos históricos
A História da Roma Antiga pode ser dividida em três períodos:
- Monarquia (de 753 até 509 a.C.);
- República (de 509 até 27 a.C.);
- Império (27 a.C. até 476 d.C.).

##### Monarquia(753–509a.C.)
Durante a monarquia, Roma foi governada por sete reis, sendo dois romanos, dois sabinos e três etruscos. Havia duas classes principais, em constante rivalidade, que eram os patrícios e os plebeus. Havia também os clientes e os escravizados.
Os patrícios eram os proprietários das terras, do gado, tinham muitos direitos e participavam ativamente do governo.
Os plebeus formavam aquela parte da população que não tinha origem nobre, com pouca participação política, que se dedicava aos mais variados afazeres no campo, no artesanato e no comércio. Com o decorrer do tempo, os plebeus lutaram por melhores condições sociais e conseguiram dos patrícios maior participação na política e mais direitos como cidadãos.
Os clientes formavam uma camada intermediária entre os patrícios e os plebeus. Eles viviam na dependência dos patrícios. A maioria dessa classe era formada por trabalhadores agrícolas, que dependiam dos grandes proprietários rurais. Havia também nesta classe os estrangeiros, os filhos ilegítimos, os libertos. O cliente recebia a terra para cultivar e algumas cabeças de gado, tinha proteção contra violências e defesa nos tribunais. Em troca desses favores, os clientes deviam prestar o serviço militar, ajudar os patrícios na vida política e seguir suas ordens.
Os escravizados, inicialmente em número pequeno, foram empregados nos serviços mais pesados. O patrão tinha sobre os escravizados direito de vida e morte, podendo vendê-lo ou libertá-lo. Tornavam-se escravizados os prisioneiros de guerra, os que não podiam pagar suas dívidas ou os que desertavam do exército.
Os reis na monarquia tinham vários poderes: o poder religioso (como pontífice máximo), o poder militar (comandante do exército) e o poder de juiz supremo do povo. Faziam as leis (poder legislativo) e as aplicavam (poder executivo).
O rei exercia o governo com auxílio do senado e das assembleias romanas. O senado era um conselho de anciãos (senes = anciãos) que o rei consultava sobre os mais importantes problemas a serem resolvidos. As assembleias eram formados de patrícios, que se reuniam em 30 cúrias, cada uma com seu representante. A assembleia curiata podia declarar guerra, aprovar ou vetar as leis propostas.
A monarquia teve fim no reinado de Tarquínio, o Soberbo, por causa de uma revolta popular. Roma havia se tornado, por volta de 500 a.C., a cidade mais importante do Lácio. A população aumentava, os problemas sociais e políticos se tornavam difíceis e o rei se mostrava autoritário (tirania).
Os patrícios resolveram dar um golpe de Estado, tomaram o poder e proclamaram a república, que era uma forma de governo democrático. República vem de res publica, que significa "coisa do povo").

##### República(509–27a.C.)
Inicialmente, na República Romana havia muita aristocracia (os poderes políticos eram de exclusividade dos nobres). Depois, seu caráter era mais democrático, no qual participava a plebe no poder.
Foi feita pelos republicanos a divisão de poderes. Anteriormente, os poderes tiveram maior concentração nas mãos do chefe de Estado da monarquia, ou seja, o rei. O caráter dos cargos passou a ser temporário.
O poder era dividido em três órgãos legislativos:
- Senado;
- Magistraturas;
- Assembleias populares.

O senado era um conselho de anciãos (no começo 300, posteriormente 600), que os patrícios escolhiam. Tinham como função o recebimento de embaixadas de outros países, o tratamento com países do exterior, a nomeação de governadores provinciais, o controle da administração pública e a criação do decretos-leis (os senatus consultus = decisões tomadas).
Devido aos elementos que muito experientes e autoritários, o Senado romano foi por muito tempo o principal órgão governamental da República Romana. Um magistrado exercia a presidência do senado. O magistrado podia ser um cônsul, um pretor ou mesmo um tribuno.
As magistraturas eram cargos de importância que os patrícios exerciam. Para a evitar abusos no poder, os patrícios exerciam as magistraturas apenas por um ano. Havia dois ou mais magistrados para cada cargo.

##### Política romana

Afresco Cícero denuncia Catilina que representa o senado romano reunido na Cúria Hostília. Palazzo Madama, Roma

A seguir é listado a política romana:
- O senado aconselha os magistrados, controle e administração pública. Cargo vitalício.
- Os cônsules, eleitos em número de 2, presidiam o Senado e os comícios em tempo de paz, propunham leis, comandavam o exército e indicavam um ditador em tempos de guerra.
- Os pretores cuidavam da justiça, com funções parecidas com a de nossos ministros de hoje. Cuidavam do governo dos territórios.
- Os censores faziam o censo dos cidadãos para as listas eleitores ou para a cobrança de impostos, de acordo com a riqueza de cada um. Controlavam a moral (os costumes) dos cidadãos (entregavam ao Senado as listas com os nomes dos cidadãos de maus costumes ou indignos). Escolhiam os senadores entre os chefes das melhores famílias patrícias.
- Os edis cuidavam da conservação da cidade (abastecimento, policiamento, espetáculos públicos, manutenção dos templos, das estradas).
- Os questores, encarregados das finanças, cuidavam do tesouro público, dos impostos, dos pagamentos.
- A assembleia da plebe e os Tribunos da Plebe eram os defensores da plebe. Podiam propor leis e vetar leis que fossem contra os direitos do povo. Não podiam se ausentar de Roma e as portas de suas casas deviam estar sempre abertas ao povo.

O ditador era um magistrado especial, eleito por 6 meses apenas nos momentos de crise e de guerra. Nessa temporada, reunia poderes absolutos.
As assembleias populares, também chamadas comícios, eram três:
- Comícios Curiatos;
- Comícios Tributos;
- Comícios Centuriatos.

Essas assembleias populares tinham grande força de decisão política sobre assuntos importantes, como a guerra e a pena de morte. Elegiam os representantes que iriam ocupar os cargos da magistratura.

#### Lutas sociais

##### Patrícios e plebeus
Os patrícios eram a classe dominante, tinham as melhores terras, privilégios e direitos políticos. Eram grandes as diferenças sociais entre a classe dos patrícios e plebeus. Os plebeus, pequenos agricultores, artesãos e comerciantes, eram eleitores, mas não podiam ser eleitos. Eram obrigados ao serviço militar, mas no caso de vitória não tinham direito de receber do governo as partilhas de terras (ager publicus) e não podiam casar com pessoas da classe patrícia.
Além do mais, como pequenos proprietários, tinham de abandonar por longo tempo suas propriedades para servir ao exército e quando voltavam não recebiam apoio do Estado para se refazerem dos prejuízos, sendo muitas vezes obrigados a contrair dívidas com os patrícios. Muitos se arruinavam de vez, passando à condição de escravos.
Por esses e outros motivos, durante dois séculos houve rivalidades e lutas entre patrícios e plebeus, até que os patrícios reconheceram vários direitos para a plebe.

##### Conquistas da plebe
No início das lutas, pelo ano 494 a.C., os plebeus chegaram a formar um exército e se retiraram para o monte Sagrado (perto de Roma), onde pretendiam fundar uma cidade independente. Recusaram-se a defender Roma nas guerras contra outros povos que a estavam ameaçando.
O forte do exército romano era formado por soldados plebeus e, assim, os patrícios foram obrigados a negociar com eles para que voltassem a Roma. Concederam a eles o direito de terem seus tribunos (os tribunos da plebe) para defenderem seus direitos e terem voz ativa nas decisões políticas.
Os tribunos da plebe eram invioláveis, isto é, não podiam ser presos pelo senado. Mas os direitos de patrícios e plebeus ainda não eram iguais, pois as leis romanas não eram escritas (eram orais) e os patrícios é que interpretavam as leis nos tribunais, geralmente a seu favor. Os plebeus exigiram leis escritas, ameaçando de novo se retirar para o Monte Sagrado. Os patrícios enviaram à Grécia legisladores para estudar as leis gregas. O resultado foi que as leis romanas foram escritas em doze tábuas de bronze (Lei das Doze Tábuas).
Mas os plebeus perceberam que quase nada mudou, pois as leis escritas eram as mesmas de antes, que os colocavam numa posição de inferioridade diante dos patrícios (o poder nas mãos dos patrícios, escravidão por dívida e proibição de casamento entre as duas classes).
Diante de novas pressões da plebe, foi criada a lei Canuleia, em 445 a.C., permitindo os casamentos mistos entre patrícios e plebeus. A próxima conquista da plebe foi a Lei Licínia Sextia. Essa lei proibia a escravidão por dívida e determinava a distribuição das terras com mais critério. Dava também aos plebeus o direito de serem eleitos para o consulado.
Daí por diante, os plebeus foram conseguindo o direito de participação política em vários cargos, mas isso fez com que a plebe se dividisse em plebe rica e plebe pobre, pois as campanhas políticas eram caras e os cargos não eram remunerados. Com o tempo, uma parte dos plebeus adquiriu condições elevadas e se misturou com os patrícios, enquanto a camada mais pobre continuou simplesmente a plebe romana.

#### Lutas por melhorias sociais

##### Irmãos Graco
- Tibério Graco: Eleito tribuno da plebe no 133 a.C., propôs uma reforma agrária. Cada proprietário de terra estatal (ager publicus) não podia receber mais de 500 jeiras de terra e o restante devia ser dividido entre os camponeses pobres. Em torno de suas ideias formou-se um partido que podemos chamar de democrático. Essa tentativa de redistribuição de terras era uma ideia corajosa, mas difícil de se realizar, porque logo encontrou oposição dos grandes proprietários de terras, que dominavam o senado. Os inimigos de Tibério provocaram um tumulto e aproveitaram a ocasião para assassina-lo juntamente com mais de trezentos senadores que o apoiavam. Seus corpos foram jogados no rio Tibre.[61]
- Caio Graco: Alguns anos depois, o programa de Tibério foi seguido por seu irmão Caio Graco, eleito tribuno em 123 a.C. Caio era orador convincente e apaixonado e um dos grandes políticos de Roma. Fez a '"lei dos grãos de trigo"', para qual deveriam ser vendidos a preço bem baixo dos grãos de trigo, de modo a favorecer os pobres, para que o alimento não lhes faltasse. Logo após, exigiu a aplicação da lei agrária, que já havia sido aprovada por seu irmão Tibério. Fundou colônias, onde os camponeses podiam obter a distribuição de terras para trabalhar e sobreviver. Como seu irmão, foi assassinado num tumulto provocado por seus inimigos.[61]
- Espártaco: No ano 73 a.C., um grupo de gladiadores da cidade de Cápua se rebelou. À frente deles estava um valoroso escravo de nome Espártaco. Sob sua liderança, milhares de escravos se revoltaram.[61] Nessa época, havia mais escravos na Itália que homens livres. Eram comuns as revoltas de protesto e muitos plebeus arruinados migravam para Roma, onde recebiam do governo pão e circo para controlar a situação.[61] Espártaco desafiou o exército romano e pretendia atravessar os Alpes, levando seus seguidores fora da Itália e libertá-los. Entre eles, porém, houve discórdia e foram facilmente abatidos pelo exército romano. Ao fim de desesperada batalha na Apúlia, caiu valorosamente à frente de 60 mil companheiros que lutavam pela liberdade. Outros 6 000 escravos foram capturados e sacrificados, alguns sacrificados ao longo da estrada de Cápua e Roma (Via Ápia - 71 a.C.).[61]

### Expansão romana

Mapa das Guerras Púnicas

Concluída a unificação da Itália, os romanos se voltaram para as conquistas do Mediterrâneo, como Cartago, Grécia e suas colônias, Egito, Síria e Judeia. Os romanos chamavam os cartagineses de "punis", palavra grega que significa fenícios, daí o nome de "guerras púnicas". De fato, segundo a tradição, Cartago foi fundada por mercadores fenícios vindos da cidade de Tiro por volta de 814 a.C.. A posição geográfica de Cartago era formidável. Na encruzilhada das rotas ocidentais e orientais do Mar Mediterrâneo, os seus portos movimentavam intenso comércio. Cartago expandiu-se tornando-se uma colônia que fundou várias outras colônias em seu redor, mais além no Gibraltar e na Espanha, como Sagunto, onde se exploravam minas de prata. A expansão e o progresso de Cartago causaram inveja aos romanos, que começaram a bloquear o comércio cartaginês no Mediterrâneo. Houve três guerras entre Roma e Cartago.

#### Primeira Guerra Púnica
Foram 23 anos de lutas, e tudo começou quando os romanos tomaram uma boa parte da Sicília, que era de domínio cartaginês. O Senado romano mandou uma potente frota com mais de 100 navios. O exército romano não estava habilitado a combater no mar, mas tinha espírito prático e firmeza.
Os cartagineses, sob o comando do general Amílcar Barca, após anos de lutas, deixaram a Sicília para os romanos. Perderam a guerra e foram obrigados a pagar alta quantia em dinheiro. Nos anos seguintes, os romanos dominaram as ilhas Sardenha e Córsega, que passaram a fazer parte do mundo romano. Depois dessas vitórias no mar, os romanos resolveram invadir o território africano para invadir Cartago.

#### Segunda Guerra Púnica

Segunda Guerra Púnica

Foram 16 anos de lutas. Morto Amílcar, assumiu o comando seu filho Aníbal Barca, que planejou atacar os romanos não mais por mar e sim, desta vez, por terra. O plano de Aníbal era atacar a Itália vindo pela Espanha e atravessando os Alpes. Organizou poderoso exército com trinta mil soldados e dezenas de elefantes adestrados. Chegando à Itália, teve uma primeira vitória em Trébia e daí marchou para Roma. O Senado nomeou Cipião para organizar a defesa contra o invasor. Cipião atacou Cartago, obrigando Aníbal deixar a Itália e defender seu povo. Mas foi vencido em Zama, perto de Cartago, no ano 202 a.C..

#### Terceira Guerra Púnica
Foram quatro anos de lutas, que terminaram com a destruição de Cartago. Sem domínio marítimo nem comercial, os cartagineses, mesmo assim, continuavam a preocupar os romanos. No Senado romano, o censor Catão insistia em seus discursos que "Cartago devia ser destruída", pois sempre representava uma ameaça. Por fim, os romanos se decidem a destruir totalmente Cartago e proibir qualquer tentativa de reconstruir a cidade. Isso ocorreu no ano de 146 a.C., quando Cartago passou a ser uma simples província romana na África.
Vencida Cartago, os romanos se lançaram à conquista do Mediterrâneo oriental, dominando a Grécia, o Egito, a Síria e a Judeia. E se tornaram senhores absolutos do Mediterrâneo, que passaram a chamar de Mare Nostrum (Nosso Mar).

#### Consequências das Guerras Púnicas
Após as Guerras Púnicas e as outras conquistas, grandes dificuldades se abateram sobre Roma:
- considerável aumento do número de escravos;
- lutas internas pelo poder;
- dificuldades administrativas;
- altos impostos pelo governo.

Com as conquistas, Roma se tornou uma potência mundial e a sociedade romana sofreu profundas transformações. De um lado, os nobres, os cavaleiros, latifundiários e novos ricos criaram novas formas de riqueza, fundadas na especulação comercial, financeira e nas conquistas e posses de terras. De outro lado, os pequenos camponeses, clientes e parasitas se tornaram ainda mais pobres.
As classes sociais se distanciavam cada vez mais. Os ricos tinham em mãos o poder e a maioria das terras. Os pequenos camponeses perdiam suas terras, que eram doadas aos oficiais que voltavam vitoriosos das conquistas. Outros se endividavam e perdiam tudo. Desse modo, Roma começou a receber uma enorme população de desempregados e falidos que reclamavam do governo moradia e comida. As autoridades romanas passaram a controlar os ânimos e a situação distribuindo gratuitamente alimentação e preenchendo o tempo vazio dos desocupados oferecendo muita diversão (pão e circo).
Os escravos, considerados coisas e provenientes de guerras e dívidas, em número maior do que o dos homens livres, eram quem executava todos os tipos de serviços e sustentava o restante da população. Em número superior, tentaram até várias rebeliões, sendo a mais importante liderada por Espártaco.
Essas diferenças sociais, as dificuldades administrativas e as lutas internas pelo poder vão levar a República romana a um enfraquecimento e decadência, finalizando com a volta ao sistema do Império.

#### Lutas pelo poder

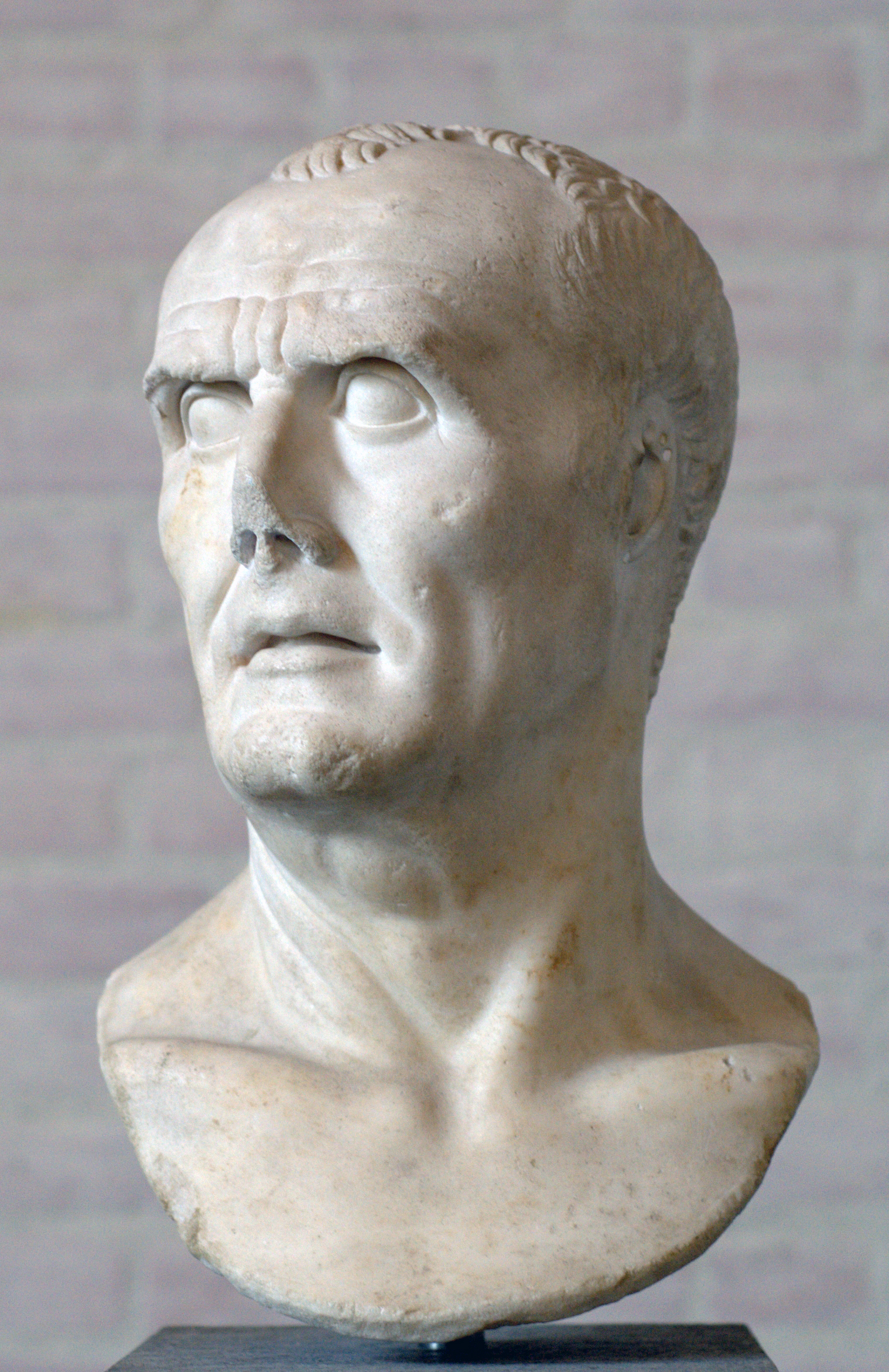
Busto de Mário

Além das lutas dos irmãos Graco (Tibério e Caio) por reformas agrárias e melhorias sociais, a República romana foi agitada por lutas internas pelo poder e lutas entre classes sociais.
Em 106 a.C., Caio Mário, um general vitorioso nas conquistas militares, tornou-se cônsul por seis vezes consecutivas e reuniu em torno de si um forte partido democrático. Mário e o seu partido apoiavam as reformas populares e promoviam leis que eram contrárias aos interesses da aristocracia.
A aristocracia, sentindo-se prejudicada, procurou organizar-se e reforçar o partido dos nobres. No ano 88 a.C., um general bem-sucedido, foi eleito cônsul. Sila, um aristocrata, toma a liderança do seu partido. Em 83 a.C., estoura uma guerra social entre os partidários de Mário e Sila. Várias cidades em volta de Roma apoiaram as reformas sociais de Mário, mas foram dominadas pelas tropas de Sila em violentos combates. Por fim, Sila domina a situação e se proclama ditador perpétuo. Entre as suas reformas estão: aumento do número de senadores, diminuição do poder dos tribunos da plebe, premiação de muitos soldados com terras confiscadas e organização de uma lista de adversários políticos ou pessoais que deveriam ser assassinados ou desterrados.
No ano 79 a.C. Sila se retira da política e o poder passa a ser disputado pelos partidos durante vários anos. Nessa época, a República Romana não teve paz. Além das lutas por conquistas externas, surgiram problemas de fome, carestia e desemprego. Entre os políticos que disputavam o poder, três fizeram uma aliança para governar o mundo romano.

#### Triunviratos

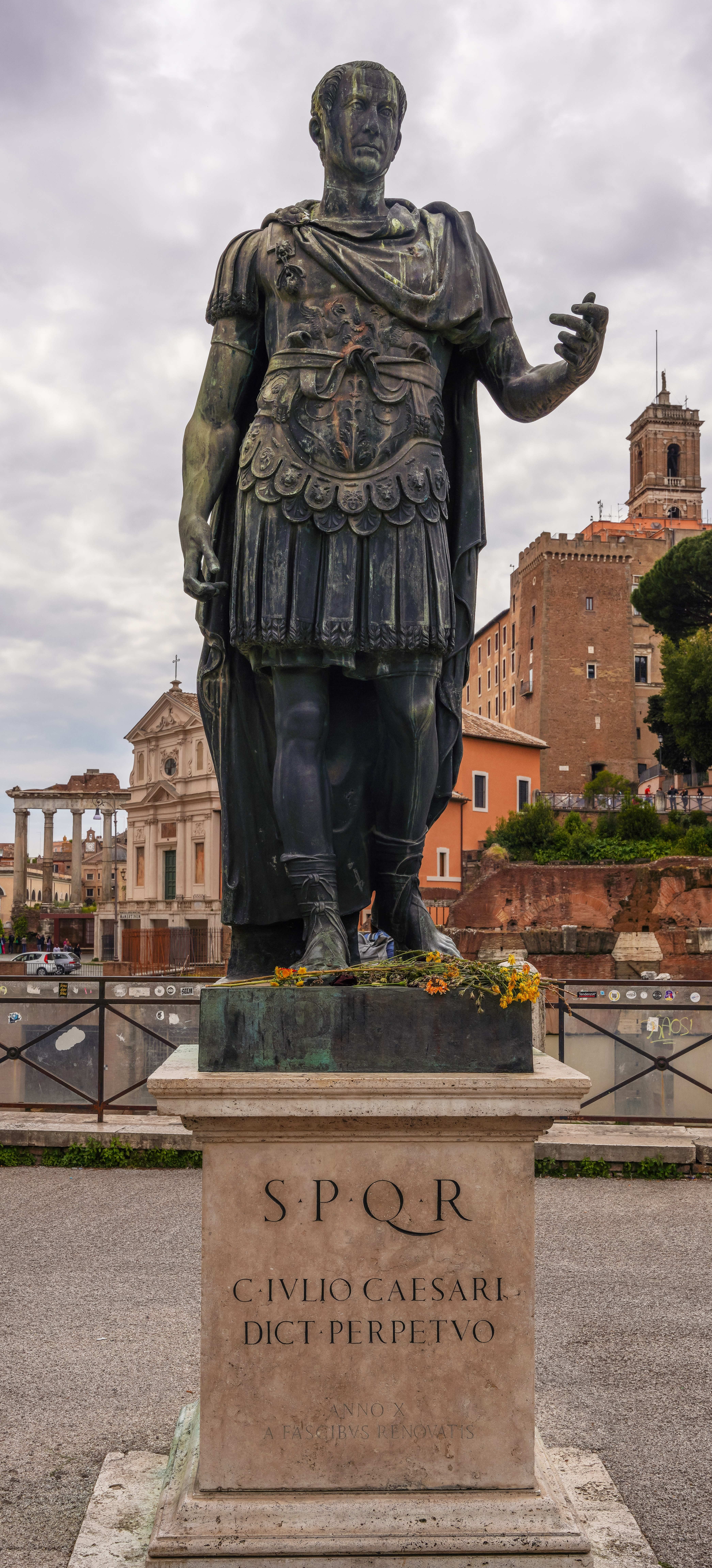
Estátua de Júlio César no Fórum Imperial, Roma, Itália. Trata-se de uma obra moderna, em bronze

Formou-se o que se chamou de primeiro triunvirato (três no poder), formado por Pompeu, Crasso e Júlio César. Cada um passou a administrar uma parte do grande domínio romano: Pompeu ficou em Roma, Crasso foi para o Oriente e César ficou com o governo das Gálias. Crasso morreu em combate no Oriente (53 a.C.). Júlio César, ambicioso e já com grande popularidade em Roma, ganhou a desconfiança do Senado romano, que passou a apoiar Pompeu. Mas César marchou sobre Roma e dominou as tropas de Pompeu, que fugiu para o Egito, onde foi assassinado. César tornou-se então senhor absoluto do poder, ditador vitalício e aspirava também ao título de rei.
No curto espaço de tempo do seu governo, César realizou um grande programa de reforma:
- pôs ordem na cidade;
- reduziu o número de pessoas que recebiam gratuitamente do governo alimentação e diversão (pão e circo);[67]
- fez com que os agricultores voltassem aos campos;
- cada cidadão romano só podia ter 1 a 2 escravos;
- aumentou o número de funcionários;
- deu início a grandes obras públicas;
- diminuiu o poder do Senado e reuniu os poderes nas próprias mãos.[67]

O Senado Romano, sentindo-se muito diminuído nos seus poderes e temendo que César voltasse ao sistema de realeza, conspirou contra a sua vida. No dia 15 de março de 44 a.C., em pleno Senado, conspiradores cercaram o ditador e o apunhalaram. Entre os assassinos estava Bruto, filho adotivo de César.
Mas as coisas não aconteceram como o senado esperava, isto é, mais poder para os senadores e para a aristocracia. De fato, um grupo de políticos assumiu o poder, formando o segundo triunvirato, com Marco Antônio, Otaviano e Lépido, no ano 43 a.C..
Como no primeiro triunvirato, os líderes dividiram o domínio romano: Otávio ficou com o Ocidente, Marco Antônio com o Oriente e Lépido com a África.
Lépido acabou sendo afastado da política e os dois outros entraram em choque. Marco Antônio, apaixonado por Cleópatra (rainha do Egito), prometeu-lhe territórios da República romana. O Senado romano autorizou Otávio a declarar guerra a Marco Antônio e Cleópatra. Marco Antônio, vencido, suicidou-se e Otávio assumiu como senhor absoluto de Roma. Terminava a República romana e tinha início o Império, no ano 27 a.C..

### Império Romano

#### Augusto(27 a.C.–14 d.C.)

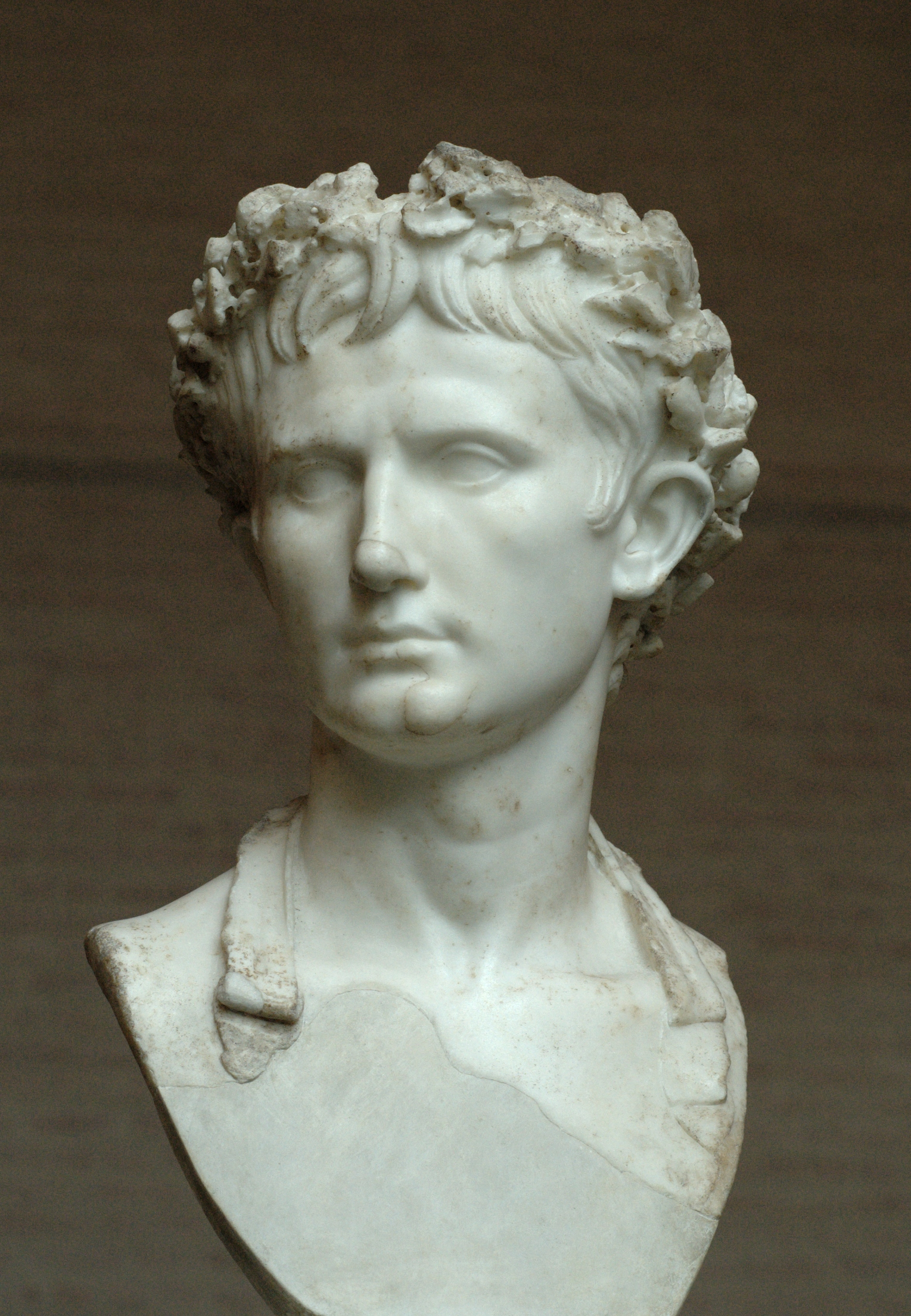
Busto de Augusto, na Gliptoteca de Munique

Com ele teve fim a república e iniciou-se o Império Romano, em 27 a.C.. Augusto governou até o ano 14 d.C.. O período do seu governo foi considerado um ponto alto do Império Romano. Foi nessa época que nasceu Jesus Cristo, personagem de extrema importância para a tradição cristã, e cujo nascimento serviu de base para nova contagem de tempo na História.
Seu governo foi marcado pela paz, pela ordem, pela prosperidade econômica e intelectual. Augusto e Caio Cílnio Mecenas, um rico cidadão romano, auxiliaram financeiramente muitos artistas, como os poetas Virgílio, Horácio, Ovídio e o historiador Tito Lívio. Augusto ampliou as fronteiras do império e embelezou a cidade de Roma.
O senado lhe deu o título de augusto, que quer dizer "divino". Com a morte de Augusto, assumiu seu filho adotivo Tibério.

#### Imperadores romanos
Desde Augusto até o ano 395 d.C., vários imperadores administraram o Império Romano. Inicialmente houve quatro famílias (dinastias) de imperadores: a dinastia júlio-claudiana (14-69), a dinastia flaviana (69-96), a dinastia antonina (96-192), a dinastia severa (192-235). De 235 a 284, houve um período de anarquia militar, em que se sucederam 26 imperadores. Daí até 395 d.C., governaram Diocleciano, Constantino, Juliano e Teodósio I. Este, no ano 395, dividiu o Império Romano entre seus dois filhos, ficando Honório com o Ocidente (capital Roma) e Acádio com o Oriente (capital Constantinopla). O último imperador do Ocidente foi Rômulo Augusto, deposto pelos bárbaros de Odoacro no ano 476. Tal evento significou a queda do Império Romano do Ocidente e marca o fim da Idade Antiga e começo da Idade Média. O Império Romano do Oriente ainda durou mil anos, terminando no ano de 1453, quando os turcos otomanos dominaram a cidade de Constantinopla, acabando definitivamente o Império Romano e tendo início a Idade Moderna.
Alguns imperadores e fatos de seus governos:

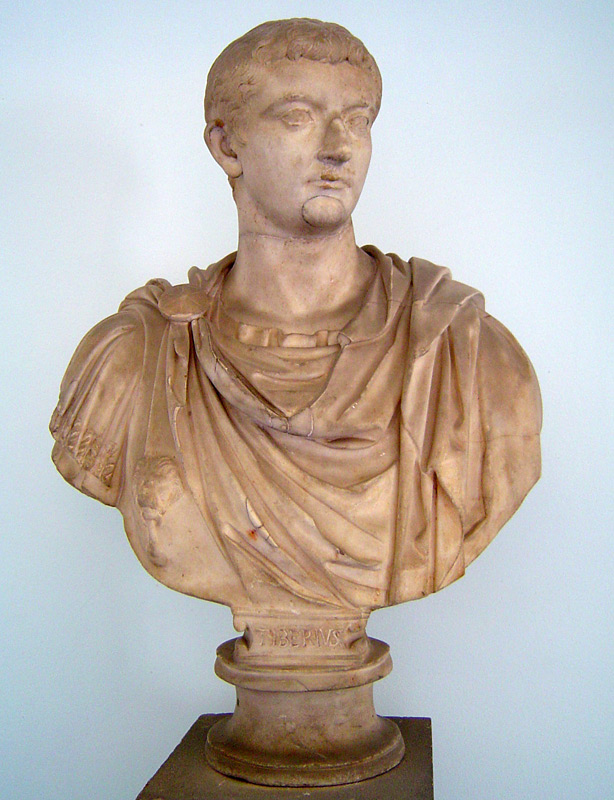
Tibério
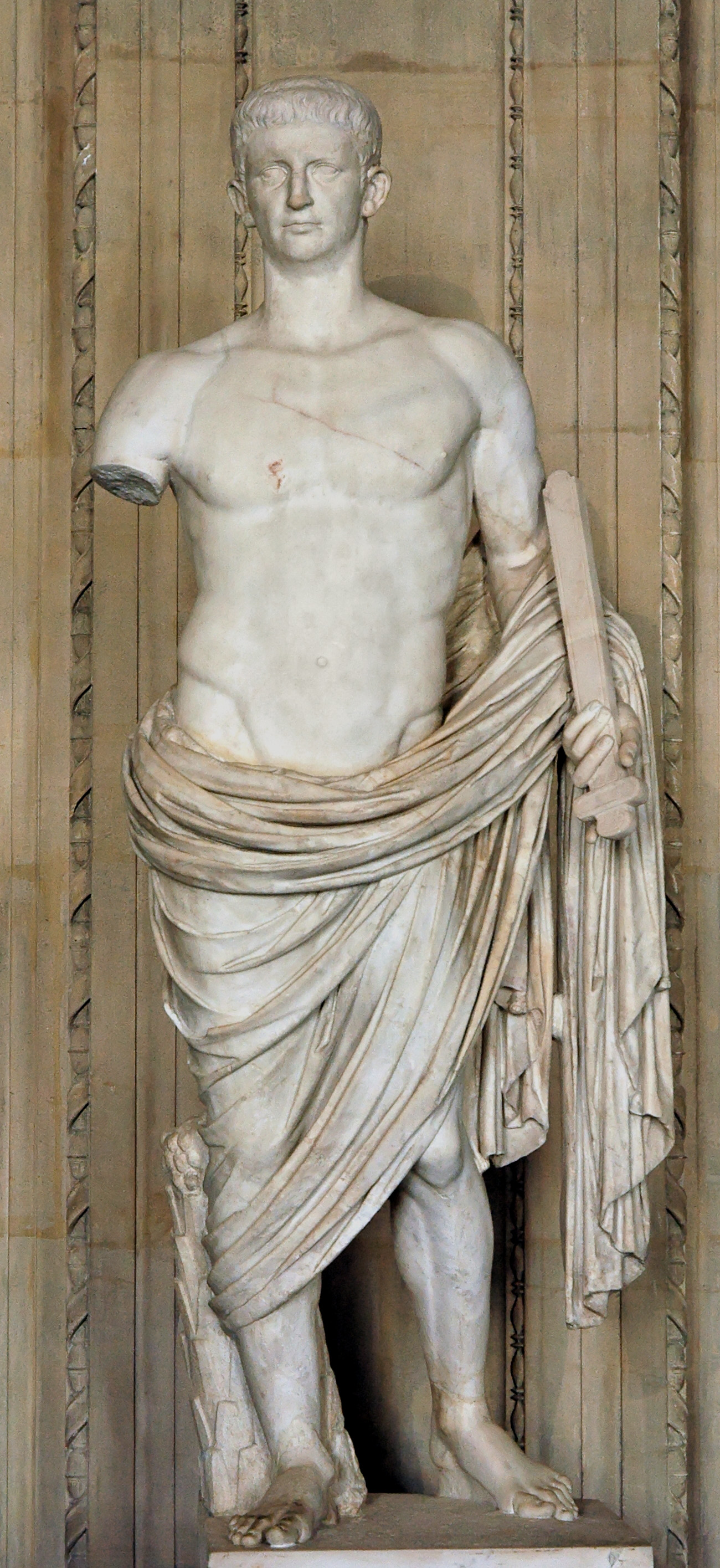
Cláudio
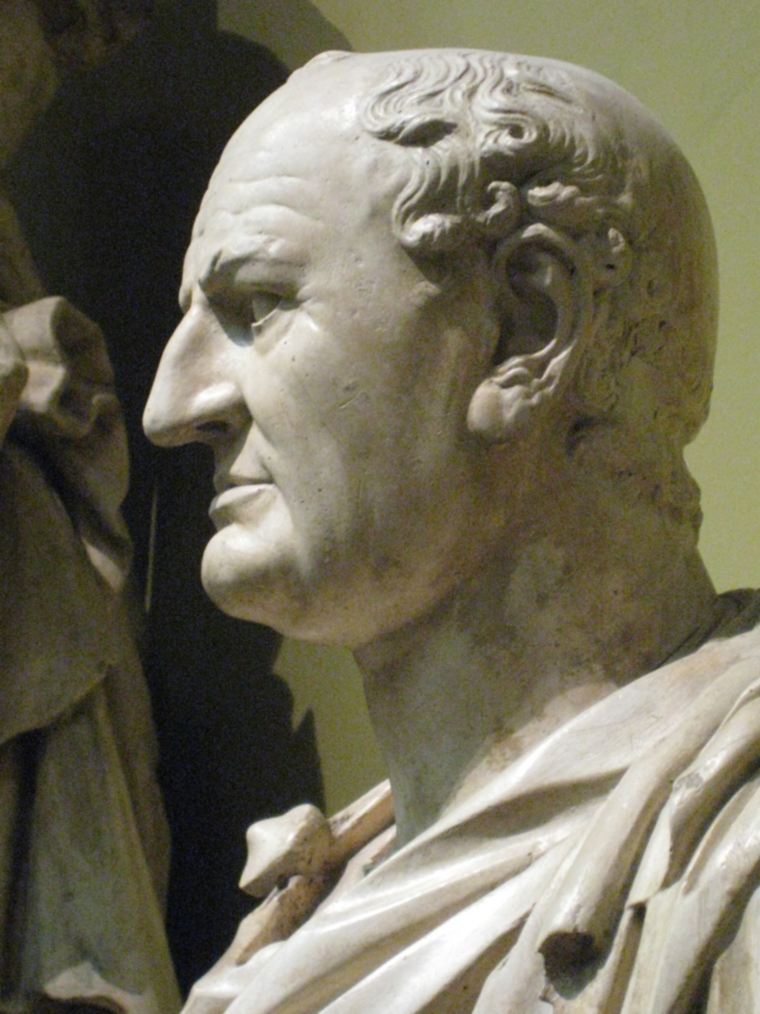
Vespasiano
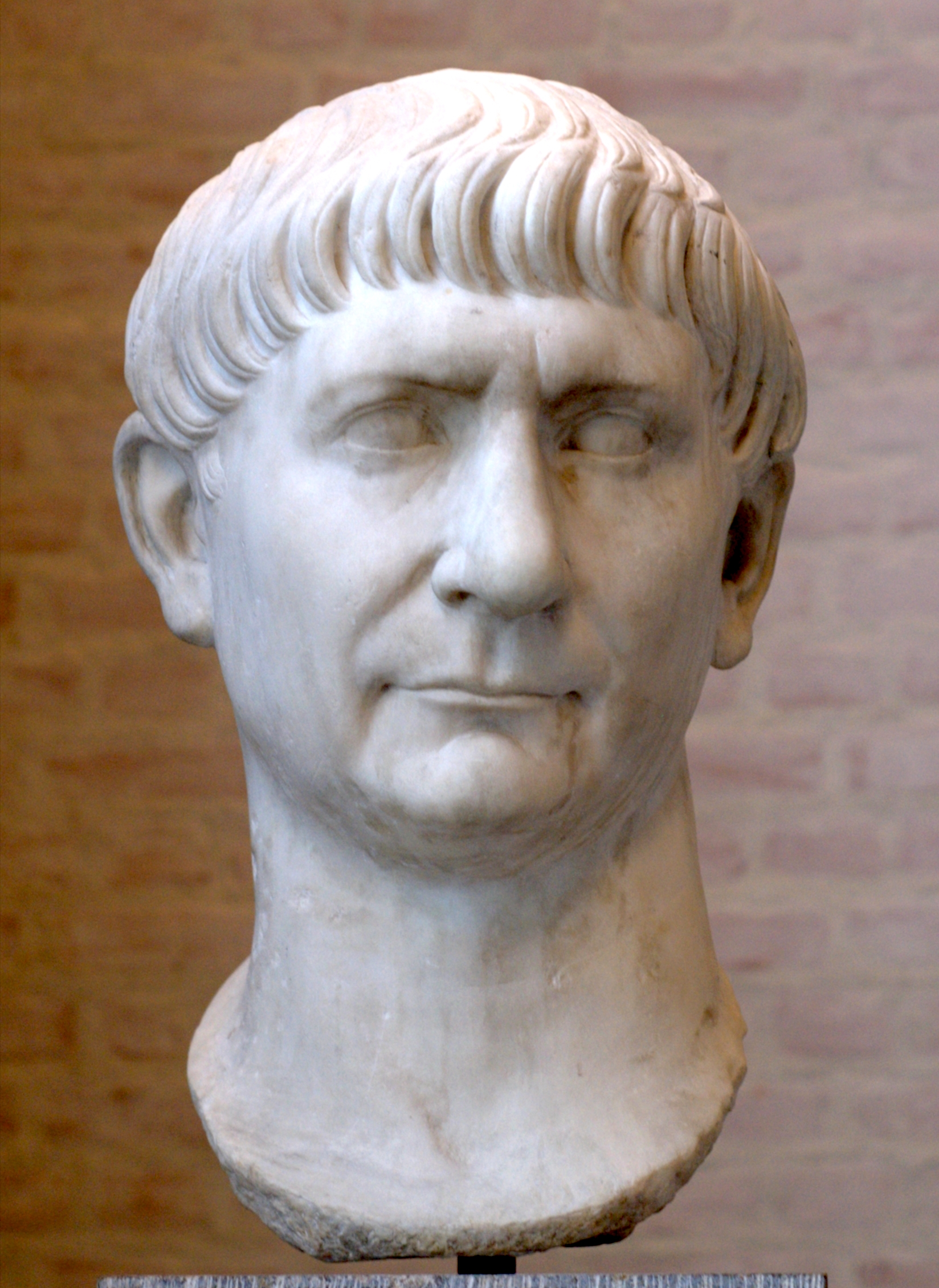
Trajano
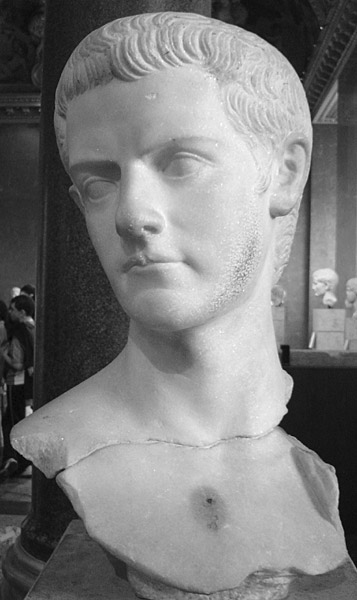
Calígula
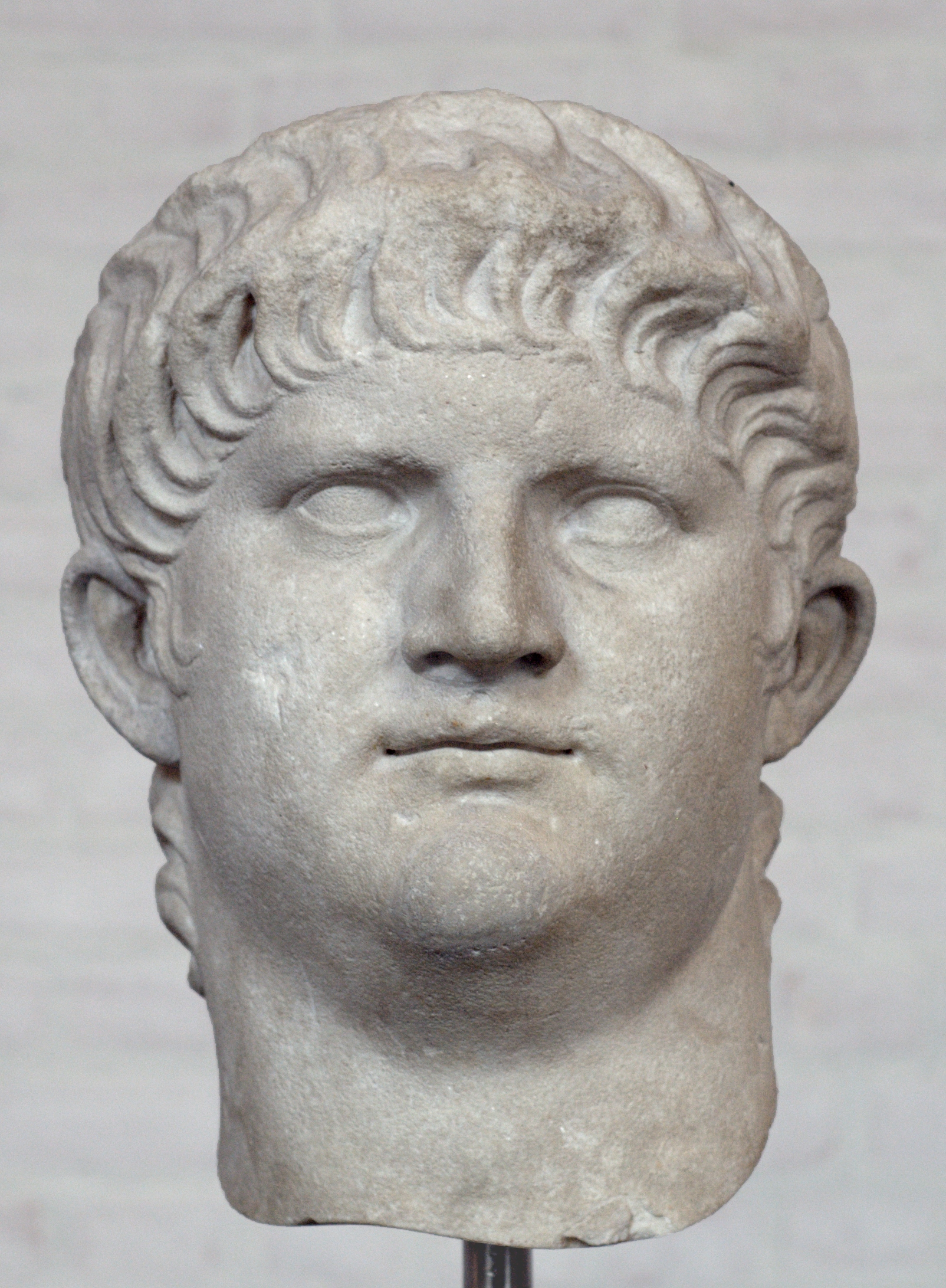
Nero
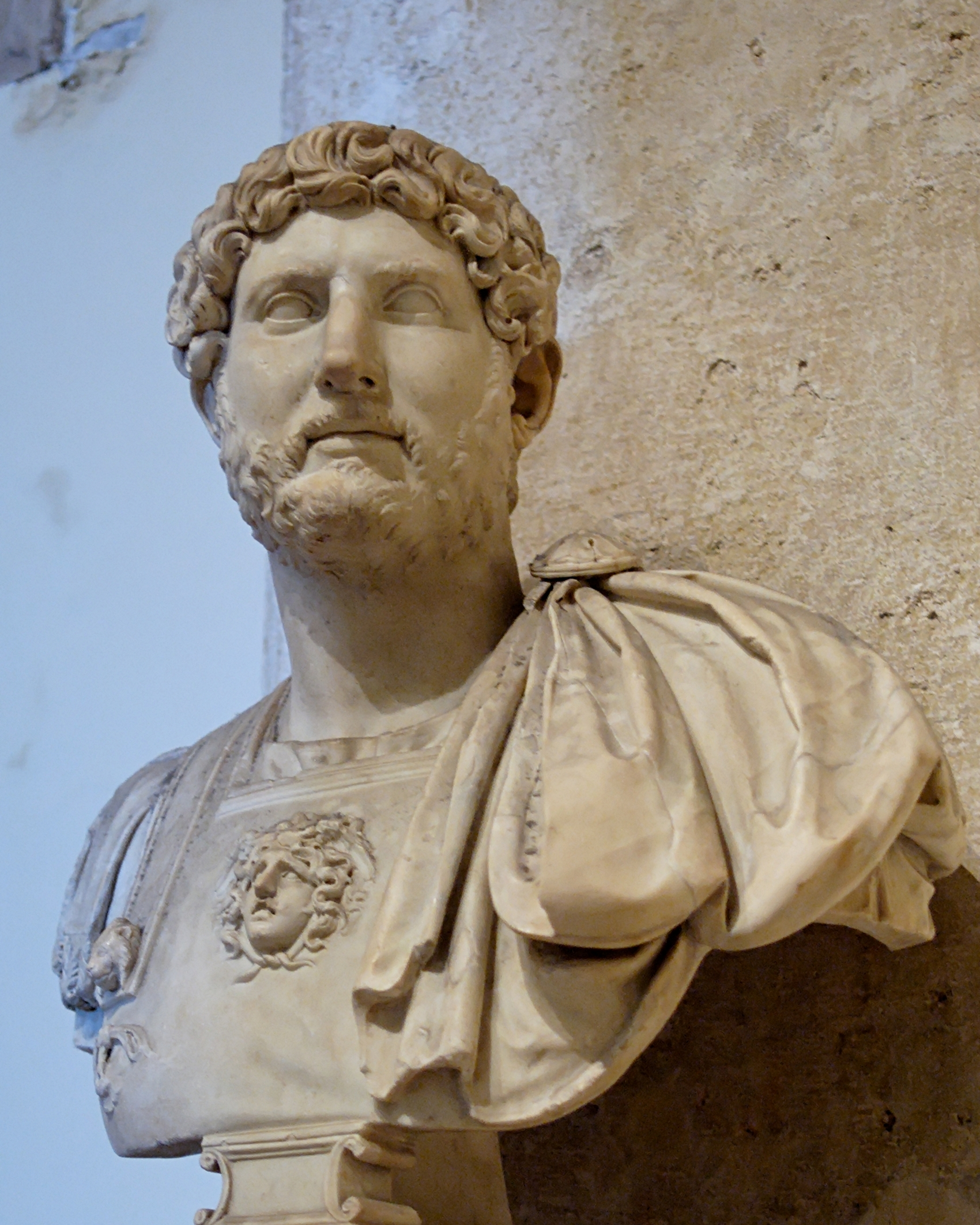
Adriano
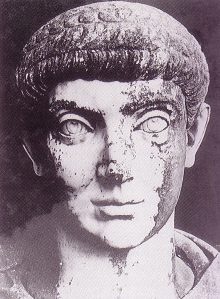
Constantino.

- Tibério (14-37): Sucedeu Augusto. Foi bom administrador, melhorou as finanças e deu continuidade às obras de Augusto. Perseguiu os inimigos e tornou-se antipático ao povo, que gritava nas ruas: "Vamos jogar Tibério no Tibre". Acabou assassinado.[70]
- Cláudio (41-54): Colocado no poder pela poderosa guarda pretoriana. Homem culto, deixou obras escritas. Fez bom governo. Mandou matar sua mulher Messalina e casou com Agripina, que o envenenou para pôr no trono seu filho Nero.[70]
- Vespasiano (69-79): Era honesto, trabalhador, inteligente e autoritário. Com ele iniciou-se um longo período de paz e prosperidade no Império. Deu emprego a grande número de proletários aproveitados nas grandes construções e estradas. Mandou construir o famoso Coliseu, em Roma.[70]
- Trajano (98-117): De família romanizada da Hispânia, Trajano fez ótima administração, diminuindo os impostos e mesmo assim aumentando os rendimentos do governo. Estabeleceu o crédito agrícola, deu assistência aos pobres. Embelezou a cidade com obras públicas, como o Fórum de Trajano, uma das mais belas construções do mundo romano.[70]
- Calígula (37-41): Assumiu apoiado pelo povo e pelo Senado. Sofria de desequilíbrio mental, chegando mesmo a levar seu cavalo Incitatus ao Senado e nomeá-Io senador. Obrigou os judeus a adorarem sua imagem. Acabou assassinado.[70]
- Nero (54-68): Filho de Agripina. Muito jovem no poder, fez inicialmente boa administração. Muito cedo deu vazão a seus instintos perversos. Mandou matar a mãe Agripina, o irmão e todos aqueles que criticassem suas loucuras. Em 64, houve um incêndio em Roma atribuído a Nero. Mas ele acusou os cristãos pelo fato, mandando matar grande número deles. Acabou abandonado por todos, fazendo-se matar por um escravo.[71]
- Tito (79-81): Filho de Vespasiano, combateu uma revolta dos judeus ainda no governo do pai. Pacífico e generoso, foi apelidado de "Delícias do Gênero Humano". Teve seu curto governo marcado por desgraças: incêndio em Roma, uma peste e a erupção do Vesúvio, que soterrou de lava as cidades de Pompeia e Herculano.[71]
- Adriano (117-138): Imperador pacífico e culto. Amante da cultura helenística, ele sabia escrever, era poeta e cantor. Costumava viajar e resolver pessoalmente os problemas das províncias. Manteve a unidade do império e construiu uma muralha de 100 km para dificultar a penetração de povos bárbaros vindos do Norte.[71]
- Constantino (312-337): Um dos mais importantes imperadores romanos, Constantino fez ótima administração e reconstruiu Bizâncio como Constantinopla para ser a nova capital do império. Em 313, com o Édito de Milão, deu liberdade de culto religioso aos cristãos.[71]

#### Religião romana
Os romanos, como a maioria dos povos antigos, eram politeístas. Eles eram originariamente um povo de pastores e camponeses e, portanto, voltados ao culto e adoração das forças da natureza. Entre as divindades ligadas à agricultura, estavam Saturno (protetor dos plantios), Flora (protetora das flores), Pamona (protetora dos frutos e colheitas) e Ceres (deusa da fecundidade dos campos). Dentro das casas, os romanos tinham um altar próprio para o culto aos familiares e antepassados, chamados deuses lares. Os cultos eram familiares ou públicos. O culto doméstico era celebrado pelo pater familias e o culto público pelo pontífice máximo, pelos sacerdotes e sacerdotisas. Em Roma, ficaram famosas as sacerdotisas chamadas vestais, virgens que dedicavam parte de sua vida ao culto da deusa Vesta, protetora de Roma.
Em contato com outras culturas, os romanos importaram vários deuses, principalmente da Grécia, que receberam nomes latinos. Veja, a seguir, um quadro de correspondência entre as divindades gregas e romanas.
| Deuses gregos | Deuses romanos |
| ------------- | -------------- |
| Zeus          | Júpiter        |
| Hera          | Juno           |
| Afrodite      | Vênus          |
| Apolo         | Febo           |
| Ares          | Marte          |
| Hermes        | Mercúrio       |
| Posidão       | Netuno         |
| Atena         | Minerva        |
| Dionísio      | Baco           |
| Hades         | Plutão         |
| Héstia        | Vesta          |
| Deméter       | Ceres          |
| Ártemis       | Diana          |
| Hefaístos     | Vulcano        |

Os romanos eram supersticiosos, procuravam ver o futuro e o destino através da análise do voo dos pássaros, de suas vísceras e das forças da natureza. O Estado dava grande importância aos deuses e atos religiosos, que recebiam proteção do próprio senado.

### Cristianismo no Império Romano

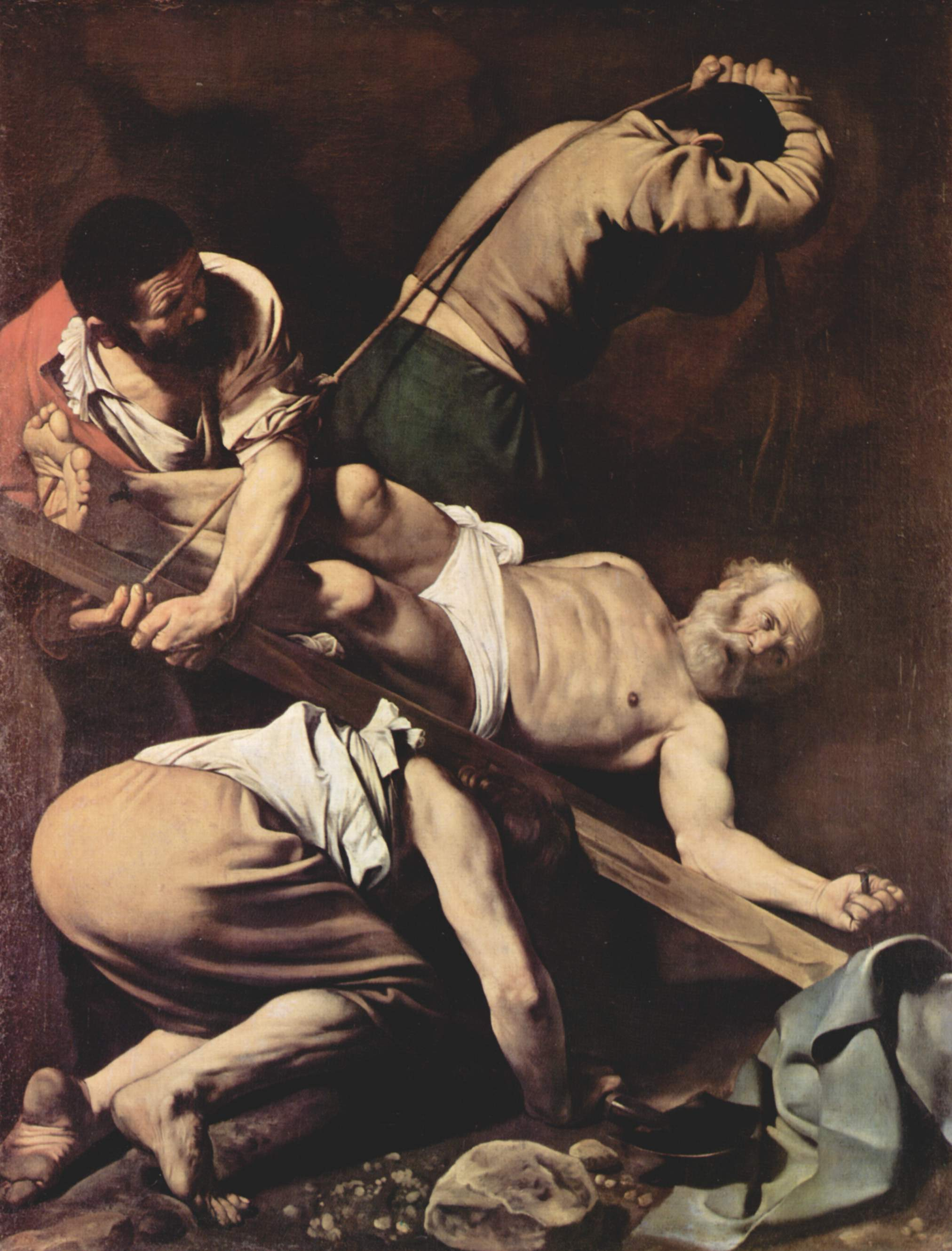
Martírio de São Pedro, por Caravaggio

No governo do imperador Augusto, nasceu Jesus Cristo, que fundou o cristianismo, uma religião que em pouco tempo atraiu milhares de seguidores fervorosos. A nova religião trazia novos valores morais, como o amor e o respeito ao próximo de qualquer condição social, e prometia aos bons uma recompensa numa vida após a morte, pois a alma era imortal. Os imperadores viram o culto aos seus deuses enfraquecer e notaram na nova religião uma ameaça ao próprio império (porque para os cristãos os deuses não tinham valor e o imperador era simplesmente um mortal, não uma pessoa divina). Assim, desencadearam uma violenta perseguição aos cristãos, que preferiam morrer estraçalhados nos circos e arenas a renunciar à fé em Jesus Cristo. No Coliseu, enorme praça de espetáculos, os pagãos se divertiam lançando centenas de homens, mulheres e crianças para serem devorados vivos pelas feras. Foi a chamada "época dos mártires", entre eles São Pedro e São Paulo, que foram mortos por crucificação e decapitação, respectivamente.
Os cristãos formaram comunidades locais, denominadas Igrejas, sob a autoridade pastoral de um bispo. O bispo de Roma, sucessor do apóstolo Pedro, exercia o primado sobre todas as Igrejas. A vida cristã estava centralizada em torno da Eucaristia e o repúdio do gnosticismo foi a grande vitória doutrinal da primitiva Igreja.
Durante três séculos o Império Romano perseguiu os cristãos, porque a sua religião era vista como uma ofensa ao Estado, pois representava outro universalismo e proibia os fiéis de prestarem culto religioso ao soberano imperial. Durante a perseguição, e apesar dela, o cristianismo propagou-se pelo império. Neste período os únicos lugares relativamente seguros em que se podiam reunir eram as catacumbas, cemitérios subterrâneos. O cristianismo teve de se converter numa espécie de sociedade secreta, com os seus sinais convencionais de reconhecimento. Para saber se outra pessoa era cristã, por exemplo, desenhava-se um peixe, pois a palavra grega ichtys (peixe) era o anagrama da frase Iesos Christos Theou Hyios Soter (Jesus Cristo, Filho de Deus, Salvador).
As principais e maiores perseguições foram as de Nero, no século I, a de Décio no ano 250, a de Valeriano (r  253–260) e a maior, mais violenta e última a de Diocleciano entre 303 e 304, que tinha por objetivo declarado acabar com o cristianismo e a Igreja. O balanço final desta última perseguição constituiu-se num rotundo fracasso. Diocleciano, após ter renunciado, ainda viveu o bastante para ver os cristãos viverem em liberdade graças ao Édito de Milão, iniciando-se a Paz na Igreja. A perseguição de Diocleciano ou "grande perseguição" foi a última e talvez a mais sangrenta perseguição aos cristãos no Império Romano.
Em 303, o imperador Diocleciano e seus colegas Maximiano, Galério e Constâncio Cloro emitiram uma série de éditos em que revogavam os direitos legais dos cristãos e exigiam que estes cumprissem as práticas religiosas tradicionais. Decretos posteriores dirigidos ao clero exigiam o sacrifício universal, ordenando a realização de sacrifícios às divindades romanas. A perseguição variou em intensidade nas várias regiões do império: as repressões menos violentas ocorreram na Gália e Britânia, onde se aplicou apenas o primeiro édito; enquanto as mais violentas se deram nas províncias orientais. Embora as leis persecutórias tenham indo sendo anuladas por diversos imperadores nas épocas subsequentes, tradicionalmente o fim das perseguições aos cristãos foi marcado pelo Édito de Milão de Valério Licínio e Constantino, o Grande.
A grande perseguição não logrou controlar o crescimento da Igreja. Em 324, Constantino era o único governante do império e o cristianismo era agora a religião por ele mais favorecida. Embora a perseguição tenha resultado nas mortes de 3 000 cristãos — de acordo com estimativas recentes.

### Cultura romana

##### Direito romano
O mais importante legado que os romanos deixaram para a humanidade foram suas conquistas no campo do direito. No direito romano encontram-se as raízes do direito e da legislação dos países modernos. Assim como os gregos deixaram ao mundo a filosofia e a arte de organizar o pensamento, os romanos deixaram para a humanidade a ciência do direito. O direito é fundamental para garantir a ordem, o relacionamento social, a liberdade e os bens.

##### Literatura e filosofia romanas
Na poesia, distinguiram-se os poetas Virgílio (autor de Eneida, que narra a vinda de Eneias de Troia para a península Itálica), Ovídio (autor de Arte de amar e de Metamorfoses), Horácio (autor de Odes). Entre os historiadores destacaram-se Júlio César (autor de A Guerra das Gálias), Tito Lívio (autor de História de Roma, em 142 livros), Suetônio (autor de Vida dos Doze Césares), Tácito (autor de Histórias e Anais). Outros nomes das letras romanas: Paluto e Terêncio foram teatrólogos; Cícero, grande orador romano, autor de Catilinárias: contra Catilina, traidor da república; Sêneca e o imperador Marco Aurélio foram filósofos; Plutarco escreveu Vidas paralelas e Petrônio escreveu Satiricon.

##### Arte romana
Os romanos tinham espírito prático e não desenvolveram as artes à maneira dos gregos, espíritos mais sensíveis. Sobressaíram-se na arquitetura. Grandes estádios, circos e anfiteatros, como o Coliseu, que era uma construção circular, com uma arena no centro e alojamentos para atores, gladiadores e feras, com condições até de acumular água para batalhas navais. Nos circos havia competições de carros puxados por cavalos, como as bigas e quadrigas. Construíram aquedutos, para levar água potável a longas distâncias. O aqueduto Aqua Claudia, por exemplo, levava água para Roma numa distância de 69 km. Construíram-se grandes e belíssimas termas para banhos públicos ou particulares. Edifícios públicos como o fórum, palácios, templos e casas artisticamente construídas. Famosas também foram as enormes colunas, como a de Trajano, em Roma. A engenharia e a arquitetura romanas deixaram obras de alto valor arquitetônico, como pontes, arcos e pórticos.

##### Um romano fala dos romanos
| “ | Acredito que os outros povos são mais hábeis que nós para dar ao bronze o sopro da vida e fazer sair do mármore figuras vivas. Outros, ainda, saberão melhor investigar e medir com o compasso os movimentos do céu e o curso dos astros. Mas tu, romano, sabes como impôr aos povos o teu império. Tuas verdadeiras artes são ditar leis e administrar as nações, poupar os vencidos e dominar os soberbos | ” |

## Antiguidade na América

### Civilização Maia
A civilização maia foi uma cultura mesoamericana pré-colombiana, notável por sua língua escrita (único sistema de escrita do novo mundo pré-colombiano que podia representar completamente o idioma falado no mesmo grau de eficiência que o idioma escrito no Velho Mundo), pela sua arte, arquitetura, matemática e sistemas astronômicos. Inicialmente estabelecidas durante o período pré-clássico (1 000 a.C. a 250 d.C.), muitas cidades maias atingiram o seu mais elevado estado de desenvolvimento durante o período clássico (250 d.C. a 900 d.C.), continuando a se desenvolver durante todo o período pós-clássico, até a chegada dos espanhóis. No seu auge, era uma das mais densamente povoadas e culturalmente dinâmicas sociedades do mundo. A civilização maia divide muitas características com outras civilizações da Mesoamérica, devido ao alto grau de interação e difusão cultural que caracteriza a região. Avanços como a escrita, epigrafia e o calendário não se originaram com os maias; no entanto, sua civilização se desenvolveu plenamente. A influência dos maias pode ser detectada em países como Honduras, Guatemala, El Salvador e na região central do México, a mais de 1 000 km da área maia. Muitas influências externas são encontrados na arte e arquitetura Maia, o que acredita-se ser resultado do intercâmbio comercial e cultural, em vez de conquista externa direta. Os povos maias nunca desapareceram, nem na época do declínio no período clássico, nem com a chegada dos conquistadores espanhóis e a subsequente colonização espanhola das Américas. Hoje, os maias e seus descendentes formam populações consideráveis em toda a área antiga maia e mantêm um conjunto distinto de tradições e crenças que são o resultado da fusão das ideologias pré-colombianas e pós-conquista (e estruturado pela aprovação quase total ao catolicismo romano). Muitas línguas maias continuam a ser faladas como línguas primárias ainda hoje; o Rabinal Achí, uma obra literária na língua achi, foi declarada uma obra-prima do Patrimônio Oral e Imaterial da Humanidade pela Organização das Nações Unidas para a Educação, a Ciência e a Cultura em 2005.

#### Decadência

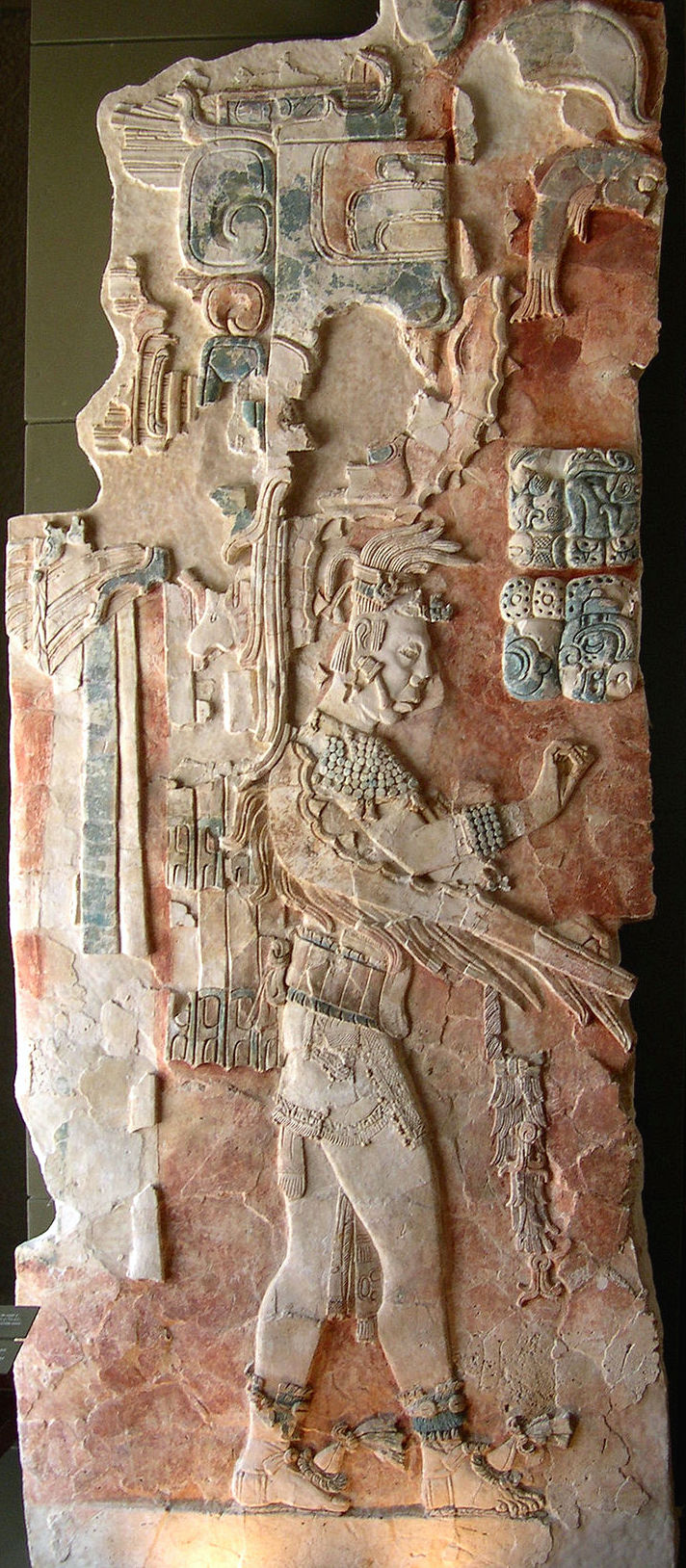
Um relevo de estuque de Palenque retratando Upakal K'inich

Nos séculos VIII e IX, a cultura maia clássica entrou em decadência, abandonando a maioria das grandes cidades e as terras baixas centrais. A guerra, doenças, inundações e longas secas, ou ainda a combinação destes fatores, são frequentemente sugeridos como os motivos da decadência.[carece de fontes?]
Existem evidências de uma era final em que a violência se expandia: cidades amplas e abertas foram então fortemente guarnecidas por muradas, às vezes visivelmente construídas às pressas. Teoriza-se também com revoltas sociais em que classes campesinas acabaram se revoltando contra a elite urbana nas terras baixas centrais.
Os estados maias pós-clássicos também continuaram prosperando nos altiplanos do sul. Um dos reinos maias desta área, Quiché, é o responsável pelo mais amplo e famoso trabalho de historiografia e mitologia maias, o "Popol Vuh".

#### Ciência e tecnologia

##### Urbanismo
Ainda que as cidades maias estivessem dispersas na diversidade da geografia da Mesoamérica, o efeito do planejamento parecia ser mínimo; suas cidades foram construídas de uma maneira um pouco descuidada, como ditava a topografia e declive particular. A arquitetura maia tendia a integrar um alto grau de características naturais. Por exemplo, algumas cidades existentes nas planícies de pedra calcária no norte do Iucatã se converteram em municipalidades muito extensas enquanto outras, construídas nas colinas das margens do rio Usumacinta, utilizaram os declives e montes naturais de sua topografia para elevar suas torres e templos a alturas impressionantes. Ainda assim prevalece algum sentido de ordem, como é requerido por qualquer grande cidade.
No começo da construção em grande escala, geralmente se estabelecia um alinhamento com as direções cardinais e, dependendo do declive e das disponibilidades de recursos naturais como água fresca (poços ou cenotes), a cidade crescia conectando grandes praças com as numerosas plataformas que formavam os fundamentos de quase todos os edifícios maias, por meio de calçadas chamadas sacbeob (singular sacbe).

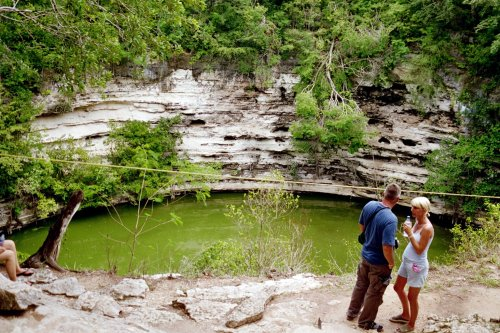
Cenote Sagrado de Chichén Itzá

No coração das cidades maias existiam grandes praças rodeadas por edifícios governamentais e religiosos, como a acrópole real, grandes templos de pirâmides e ocasionalmente campos de jogo de bola. Imediatamente para fora destes centros rituais estavam as estruturas das pessoas menos nobres, templos menores e santuários individuais. Entretanto, quanto menos sagrada e importante era a estrutura, maior era o grau de privacidade. Uma vez estabelecidas, as estruturas não eram desviadas de suas funções nem outras eram construídas, mas as existentes eram frequentemente reconstruídas ou remodeladas.
As grandes cidades maias pareciam tomar uma identidade quase aleatória, que contrasta profundamente com outras cidades da Mesoamérica como Teotihuacán em sua construção rígida e quadriculada.
Ainda que a cidade se dispusesse no terreno na forma em que a natureza ditara, se punha cuidadosa atenção à orientação dos templos e observatórios para que fossem construídos de acordo com a interpretação maia das órbitas das estrelas. Afora os centros urbanos constantemente em evolução, existiam os lugares menos permanentes e mais modestos do povo comum.
O desenho urbano maia pode descrever-se singelamente como a divisão do espaço em grandes monumentos e calçadas. Neste caso, as praças públicas ao ar livre eram os lugares de reunião para as pessoas. Por esta razão, o enfoque no desenho urbano tornava o espaço interior das construções completamente secundário. Somente no período pós-clássico tardio, as grandes cidades maias se converteram em fortalezas que já não possuíam, a maioria das vezes, as grandes e numerosas praças do período clássico.

##### A economia dos maias
A base econômica dos maias era a agricultura, principalmente do milho, praticada com a ajuda da irrigação, utilizando técnicas rudimentares e itinerantes, o que contribuiu para a destruição de florestas tropicas nas regiões onde habitavam, desenvolveram também atividades comerciais cuja classe dos comerciantes gozavam de grandes privilégios.
Como unidade de troca, utilizavam sementes de cacau e sinetas de cobre, material que empregavam também para trabalhos ornamentais, ao lado do ouro, da prata, do jade, das conchas do mar e das plumas coloridas. Entretanto, desconheciam as ferramentas metálicas.

###### Atividades agrícolas e comerciais
Os maias cultivavam o milho (três espécies), algodão, tomate, cacau, batata e frutas. Domesticaram o peru e a abelha que serviam para enriquecer sua dieta, à qual somavam também a caça e a pesca.
É importante observar que por serem os recursos naturais escassos não lhes garantindo o excedente que necessitavam a tendência foi desenvolverem técnicas agrícolas, como terraços, por exemplo, para vencer a erosão. Os pântanos foram drenados para se obter condições adequadas ao plantio. Ao lado desses progressos técnicos, observamos que o cultivo de milho se prendia ao uso das queimadas. Durante os meses da seca, limpavam o terreno, deixando apenas as árvores mais frondosas. Em seguida, ateavam fogo para limpá-lo deixando o campo em condições de ser semeado. Com um bastão faziam buracos onde se colocavam as sementes.
Dada a forma com que era realizado o cultivo a produção se mantinha por apenas dois ou três anos consecutivos. Com o desgaste certo do solo, o agricultor era obrigado a procurar novas terras. Ainda hoje a técnica da queimada, apesar de prejudicar o solo, é utilizada em diversas regiões do continente americano.
As Terras Baixas concentraram uma população densa em áreas pouco férteis. Com produção pequena para as necessidades da população, foi necessário não apenas inovar em termos de técnicas agrícolas, como também importar de outras regiões produtos como o milho, por exemplo.
O comércio era dinamizado com produtos como o jade, plumas, tecidos, cerâmicas, mel, cacau e escravos, através das estradas ou de canoas.

##### Escrita maia
O sistema de escrita maia (geralmente chamada hieroglífica por uma vaga semelhança com a escrita do antigo Egito, com o qual não se relaciona) era uma combinação de símbolos fonéticos e ideogramas. É o único sistema de escrita do novo mundo pré-colombiano que podia representar completamente o idioma falado no mesmo grau de eficiência que o idioma escrito no velho mundo.
As decifrações da escrita maia têm sido um longo e trabalhoso processo. Algumas partes foram decifradas no final do século XIX e início do XX (em sua maioria, partes relacionadas com números, calendário e astronomia), mas os maiores avanços se fizeram nas décadas de 1960 e 1970 e se aceleraram daí em diante de maneira que atualmente a maioria dos textos maias podem ser lidos quase completamente em seus idiomas originais. Lamentavelmente, os sacerdotes espanhóis, em sua luta pela conversão religiosa, ordenaram a queima de todos os códices maias logo após a conquista.
Assim, a maioria das inscrições que sobreviveram são as que foram gravadas em pedra e isto porque a grande maioria estava situada em cidades já abandonadas quando os espanhóis chegaram.

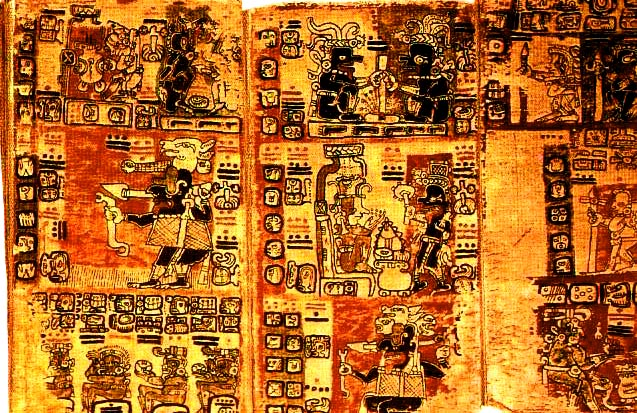
Página do chamado códice de Madrid

Os livros maias, normalmente tinham páginas semelhantes a um cartão, feitas de um tecido sobre o qual aplicavam uma película de cal branca sobre a qual eram pintados os caracteres e desenhadas ilustrações. Os cartões ou páginas eram atadas entre si pelas laterais de maneira a formar uma longa fita que era dobrada em zigue-zague para guardar e desdobrada para a leitura.[carece de fontes?]
Atualmente, restam apenas três destes livros e algumas outras páginas de um quarto, de todas as grandes bibliotecas então existentes. Frequentemente, são encontrados, nas escavações arqueológicas, torrões retangulares de gesso que parecem ser restos do que fora um livro depois da decomposição do material orgânico.
Relativamente aos poucos escritos maias existentes, Michael D. Coe, um proeminente arqueólogo da Universidade de Yale, disse:
| “ | Nosso conhecimento do pensamento maia antigo representa só uma minúscula fração do panorama completo, pois dos milhares de livros nos quais toda a extensão dos seus rituais e conhecimentos foram registrados, só quatro sobreviveram até os tempos modernos (como se toda a posteridade soubesse de nós, baseados apenas em três livros de orações e "El Progreso del Peregrino) | ” |

###### Livros maias
- "Chilam Balam"
- "Popol Vuh" (que significa "livro da reunião ou comunidade", considerado a "Bíblia Maia")
- "Rabinal Achí"
- "Anais dos Caqchiqueles"
- Códices maias

##### Matemática maia

Grafia dos números maias

Os maias (ou seus predecessores olmecas) desenvolveram independentemente o conceito de zero (de fato, parece que estiveram usando o conceito muitos séculos antes do velho mundo), e usavam um sistema de numeração de base.
As inscrições nos mostram, em certas ocasiões, que trabalhavam com somas de até centenas de milhões. Produziram observações astronômicas extremamente precisas; seus diagramas dos movimentos da Lua e dos planetas se não são iguais, são superiores aos de qualquer outra civilização que tenha trabalhado sem instrumentos óticos. Ao encontro desta civilização com os conquistadores espanhóis, o sistema de calendários dos maias já era estável e preciso, notavelmente superior ao calendário gregoriano.

#### Cultura maia

##### Arte maia

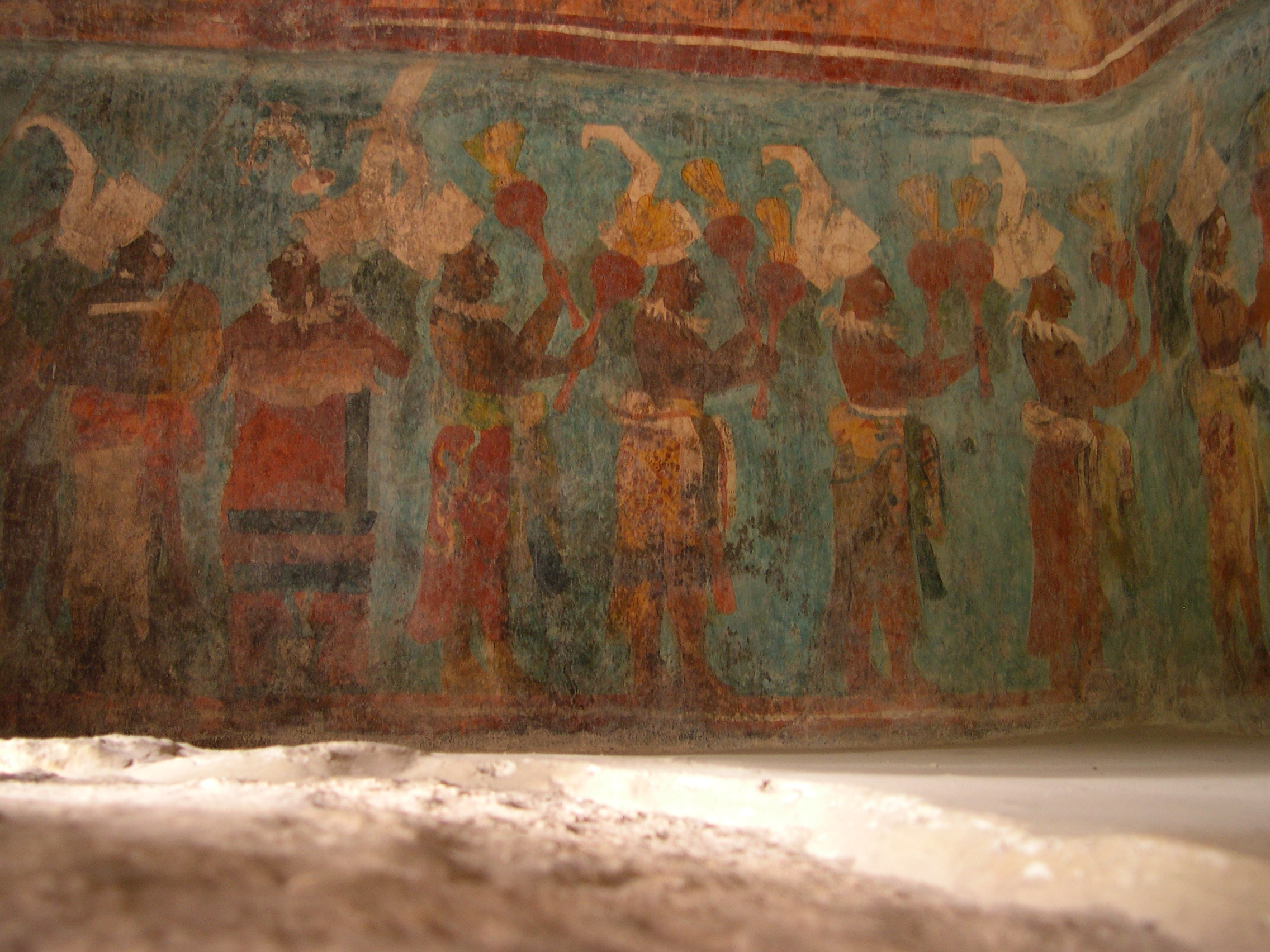
Mural com afresco em Bonampak

Muitos consideram a arte maia da Era Clássica (200 a 900 d.C.) como a mais sofisticada e bela do Novo Mundo antigo. Os entalhes e relevos em estuque de Palenque e a estatuária de Copán são especialmente refinados, mostrando uma graça e observação precisa da forma humana, que recordaram aos primeiros arqueólogos da civilização do Velho Mundo, daí o nome dado à era.
Somente existem fragmentos da pintura avançada dos maias clássicos, a maioria sobrevivente em artefatos funerários e outras cerâmicas. Também existe uma construção em Bonampak que tem murais antigos e que, afortunadamente, sobreviveram a um acidente desconhecido até hoje.
Com as decifrações da escrita maia se descobriu que essa civilização foi uma das poucas nas quais os artistas escreviam seu nome em seus trabalhos.

##### Religião maia
Pouco se sabe a respeito das tradições religiosas dos maias: a sua religião ainda não é completamente entendida por estudiosos. Assim como os astecas e os incas, os maias acreditavam na contagem cíclica natural do tempo. Os rituais e cerimônias eram associados a ciclos terrestres e celestiais que eram observados e registrados em calendários separados. Os sacerdotes maias tinham a tarefa de interpretar esses ciclos e fazer um panorama profético sobre o futuro ou passado com base no número de relações de todos os calendários. A purificação incluía jejum, abstenção sexual e confissão. A purificação era normalmente praticada antes de grandes eventos religiosos. Os maias acreditavam na existência de três planos principais no cosmo: a Terra, o céu e o submundo.
Os maias sacrificavam humanos e animais como forma de renovar ou estabelecer relações com o mundo dos deuses. Esses rituais obedeciam a diversas regras. Normalmente, eram sacrificados pequenos animais, como perus e codornas, mas nas ocasiões muito excepcionais (tais como adesão ao trono, falecimento do monarca, enterro de algum membro da família real ou períodos de seca) aconteciam sacrifícios de humanos. Acredita-se que crianças eram muitas vezes oferecidas como vítimas sacrificiais porque os maias acreditavam que essas eram mais puras.
Os deuses maias não eram entidades separadas como os deuses gregos. Também não existia a separação entre o bem e o mal e nem a adoração de somente um deus regular, mas sim a adoração de vários deuses conforme a época e situação que melhor se aplicava para aquele deus

##### Arquitetura maia
A arquitetura maia abarca vários milênios; ainda assim, mais dramática e facilmente reconhecíveis como maias são as fantásticas pirâmides escalonadas do final do período pré-clássico em diante. Durante este período da cultura maia, os centros de poder religioso, comercial e burocrático cresceram para se tornarem incríveis cidades como Chichén Itzá, Tikal e Uxmal. Devido às suas muitas semelhanças assim como diferenças estilísticas, os restos da arquitetura maia são uma chave importante para o entendimento da evolução de sua antiga civilização

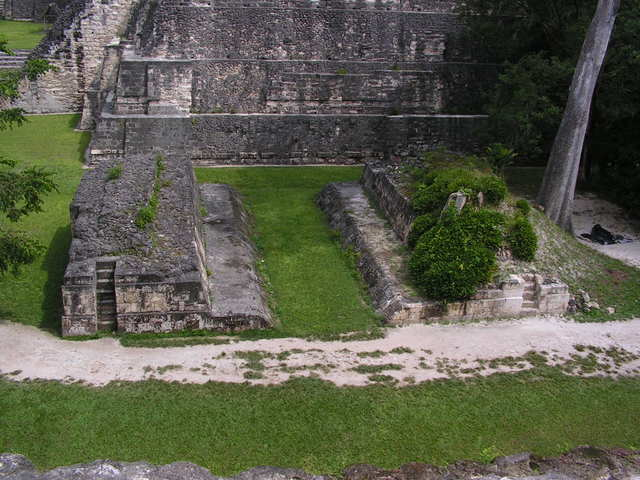
Campo de jogo de bola em Tikal, na Guatemala

###### Materiais de construção

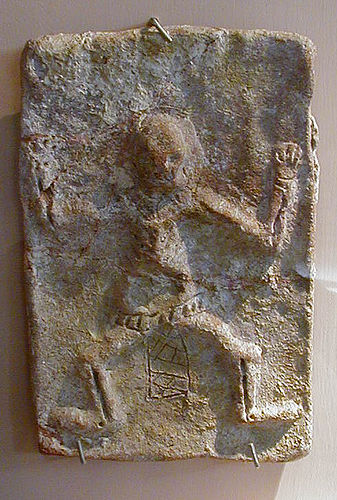
Tijolo de Comalcalco

Um aspecto surpreendente das grandes estruturas maias é a carência de muitas das tecnologias avançadas que poderiam parecer necessárias a tais construções. Não há notícia do uso de ferramentas de metal, polias ou veículos com rodas. A construção maia requeria um elemento com abundância, muita força humana, embora contasse com abundância dos materiais restantes, facilmente disponíveis.
Toda a pedra usada nas construções maias parece ter sido extraída de pedreiras locais; com maior frequência era usada pedra calcária, que, ainda que extraída e exposta, permanecia adequada para ser trabalhada e polida com ferramentas de pedra, só endurecendo muito tempo depois.[carece de fontes?]
Além do uso estrutural de pedra calcária, esta era usada em argamassas feitas do calcário queimado e moído, com propriedades muito semelhantes às do atual cimento, geralmente usada para revestimentos, tetos e acabamentos e para unir as pedras apesar de, com o passar do tempo e da melhoria do acabamento das pedras, reduzirem esta última técnica, já que as pedras passaram a se encaixar quase perfeitamente. Ainda assim o uso da argamassa permaneceu crucial em alguns tetos de postes e vergas sobre portas e janelas (dintel).
Quando se tratava das casas comuns, os materiais mais usados eram as estruturas de madeira, adobe nas paredes e cobertura de palha, embora tenham sido descobertas casas comuns feitas de pedra calcária, senão total mas parcialmente. Embora não muito comum, na cidade de Comalcalco, foram encontrados ladrilhos de barro cozido, possivelmente solução encontrada para o acabamento em virtude da falta de depósitos substanciais de boa pedra.

###### Processo de construção

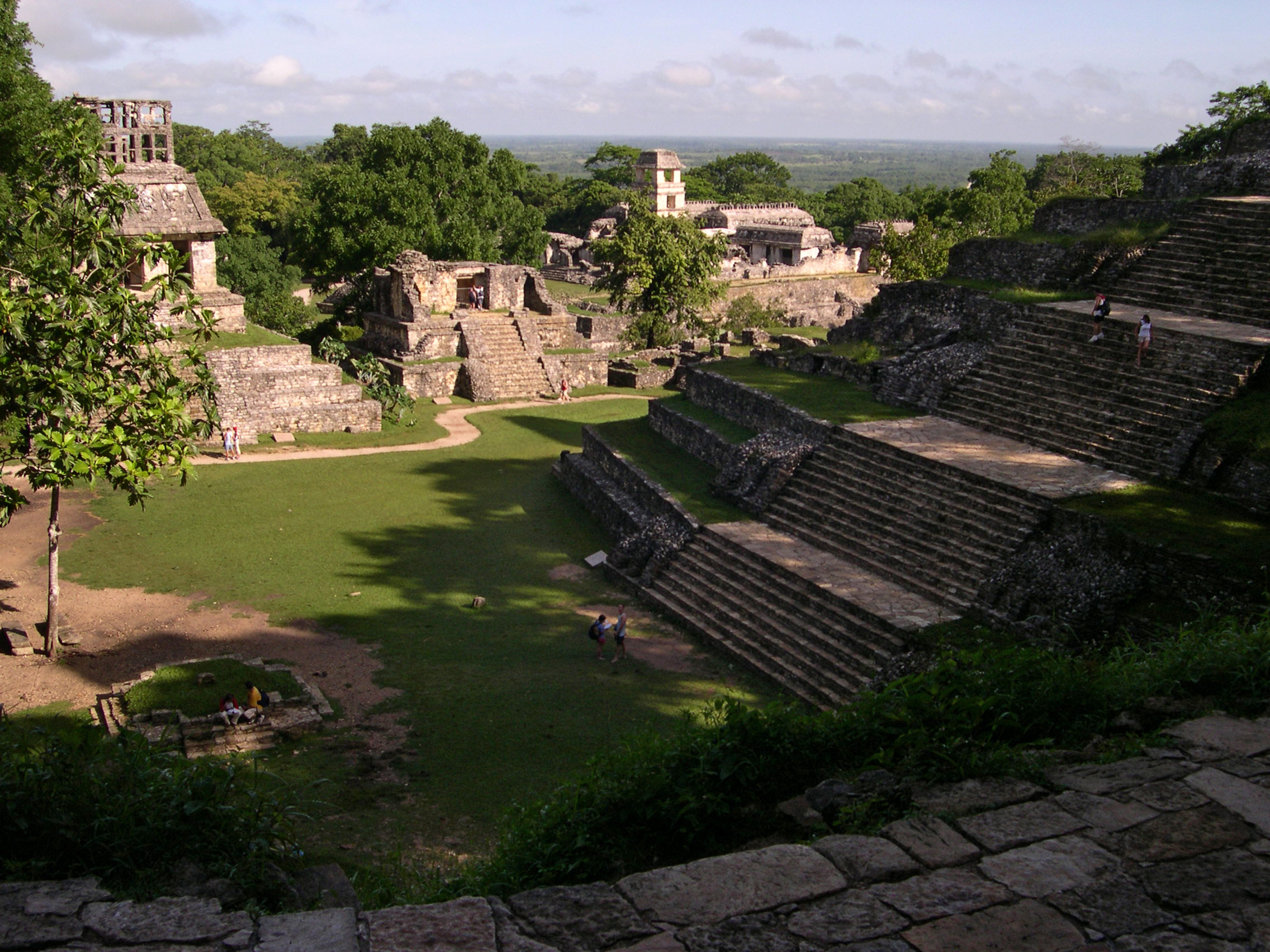
Ruínas de Palenque

Todas as evidências parecem sugerir que a maioria dos edifícios foi construída sobre plataformas aterradas cuja altura variava de menos de um metro, no caso de terraços e estruturas menores, a até quarenta e cinco metros, no caso de grandes templos e pirâmides. Uma trama inclinada de pedras partia das plataformas em pelo menos um dos lados, contribuindo para a aparência bi-simétrica comum à arquitetura maia. Dependendo das tendências estilísticas que prevaleciam na área e época, estas plataformas eram construídas de um corte e um aterro de entulhos densamente compactado. Como no caso de muitas outras estruturas, os relevos maias que os adornavam, quase sempre se relacionavam com o propósito da estrutura a que se destinavam. Depois de terminadas, as grandes residências e os templos eram construídos sobre as plataformas. Em tais construções, sempre erguidas sobre tais plataformas, é evidente o privilégio dado ao aspecto estético exterior em contra-ponto à pouca atenção à utilidade e funcionalidade do interior.

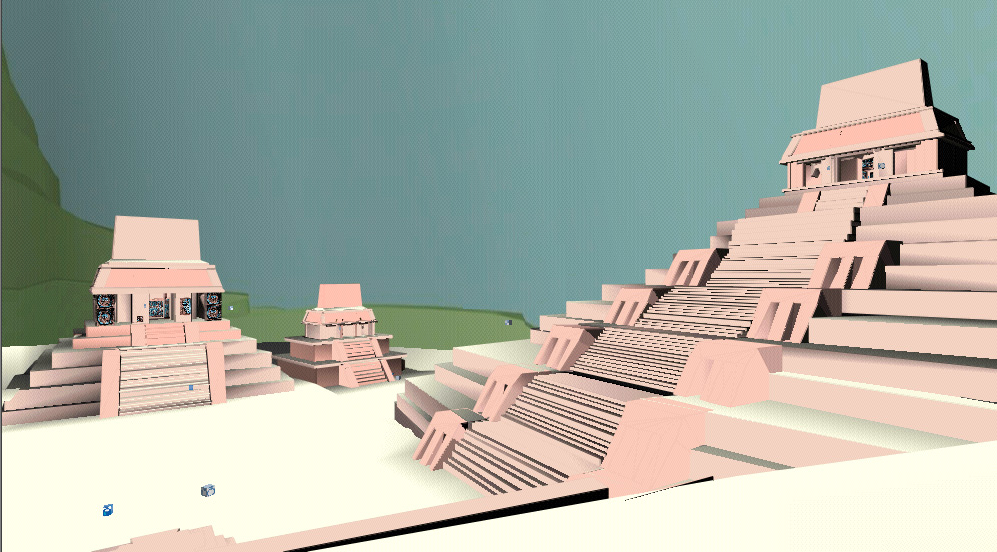
Imagem 3D do grupo de templos de Palenque ao qual se integra o Templo da Cruz

Parece haver um certo aspecto repetitivo quanto aos vãos das construções nos quais os arcos (como curvas) são raros, mas frequentemente retos, angulados ou imbricados, tentando mais reproduzir a aparência de uma cabana maia, do que efetivamente incrementar o espaço interior. Como eram necessárias grossas paredes para sustentar o teto, alguns edifícios das épocas mais posteriores utilizaram arcos repetidos ou uma abóbada arqueada para construir o que os maias denominavam pinbal, ou saunas, como a do Templo da Cruz em Palenque. Ainda que completadas as estruturas, a elas iam-se anexando extensos trabalhos de relevo ou pelo menos reboco para aplainar quaisquer imperfeições. Muitas vezes sob tais rebocos foram encontrados outros trabalhos de entalhes e dintéis e até mesmo pedras de fachadas. Comumente a decoração com faixas de relevos era feita em redor de toda a estrutura, provendo uma grande variedade de obras de arte relativas aos habitantes ou ao propósito do edifício. Nos interiores, e notadamente em certo período, foi comum o uso de revestimentos em reboco primorosamente pintados com cenas do uso cotidiano ou cerimonial.
Há sugestão de que as reconstruções e remodelações ocorriam em virtude do encerramento de um ciclo completo do calendário maia de conta larga, de 52 anos. Atualmente, pensa-se que as reconstruções eram mais instigadas por razões políticas do que pelo encerramento do ciclo do calendário, já que teria havido coincidência com a data da assunção de novos governantes.
Não obstante, o processo de reconstrução em cima de estruturas velhas é uma prática comum. Notavelmente, a acrópole de Tikal, parece ser a síntese de um total de 1 500 anos de modificações arquitetônicas.
Construções notáveis
- Plataformas cerimoniais

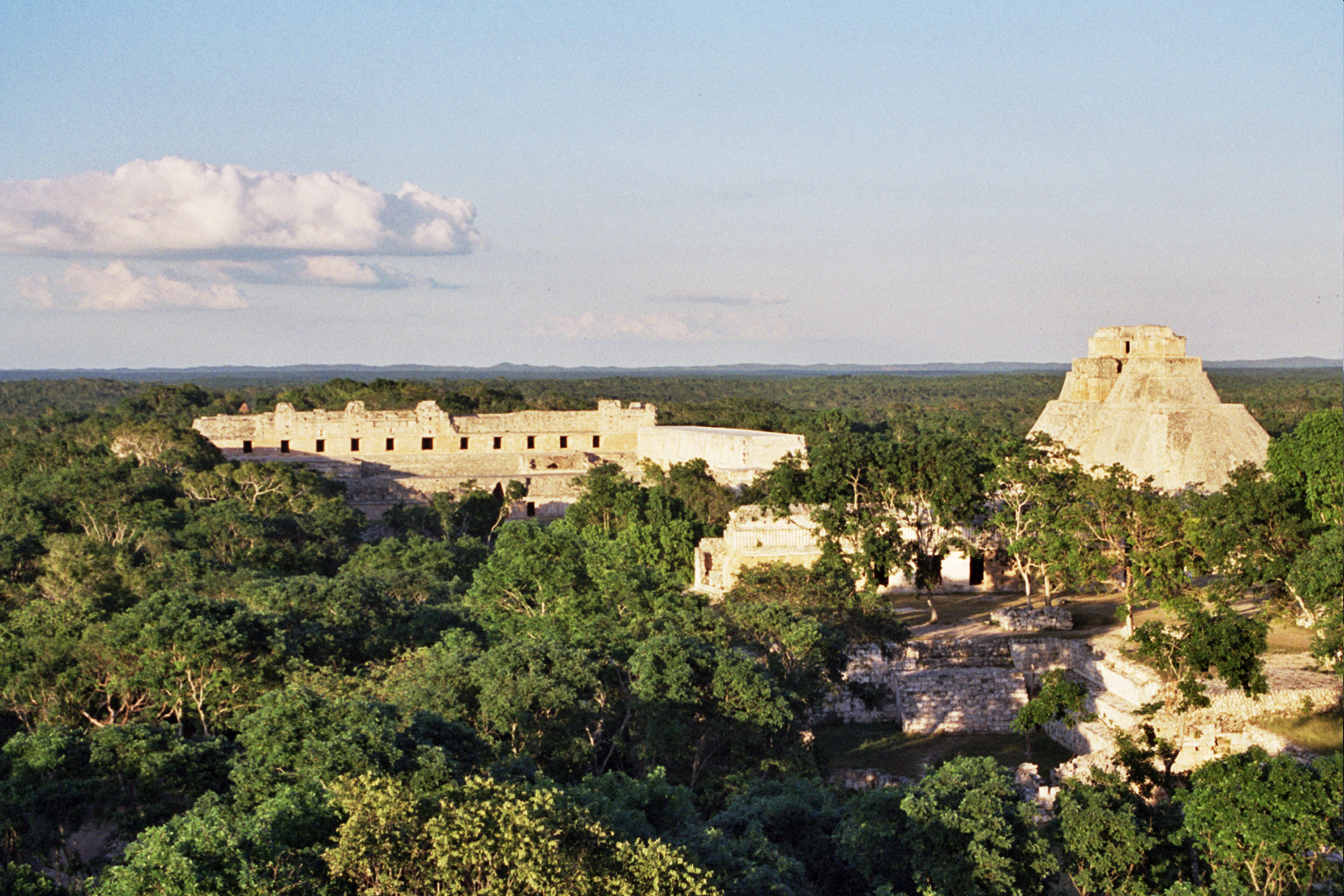
Ruínas de construções maias no México

Estas eram comumente plataformas de pedra calcária com muros de menos de quatro metros de altura onde se realizavam cerimônias públicas e ritos religiosos. Construídas nas grandes plataformas, eram ao menos realçadas com figuras talhadas em pedra e às vezes tzompantli ou uma estaca usada para exibir as cabeças das vítimas geralmente os derrotados nos jogos de bola mesoamericanos.
- Palácios

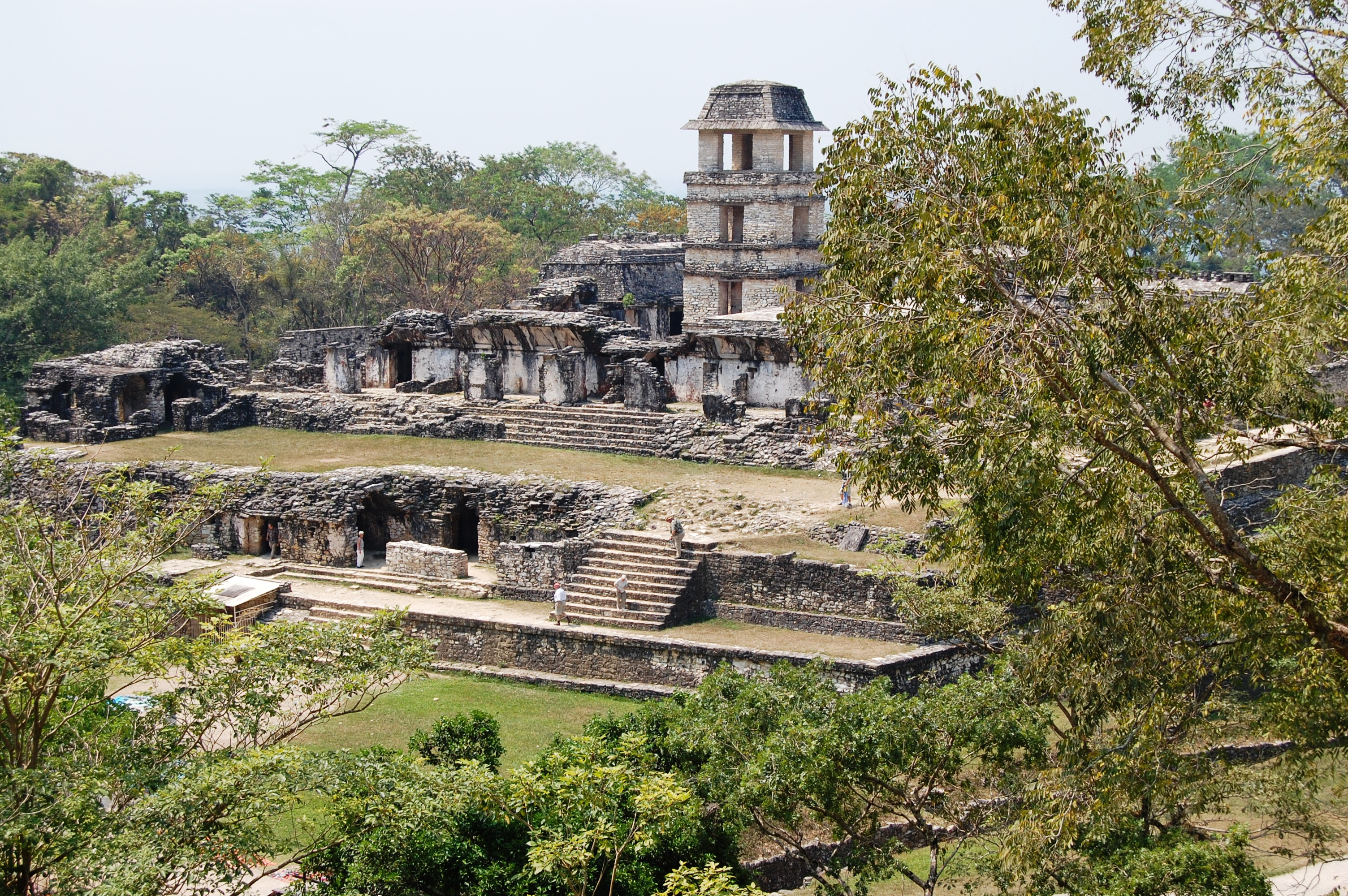
Palácio de Palenque

Grandes e geralmente muito decorados, os palácios geralmente ficavam próximos do centro das cidades e hospedavam a elite da população. Qualquer palácio real grande ou ao menos que tivesse várias câmaras ou erguido em vários níveis, tem sido chamado de acrópole. Tais construções consistiam em várias pequenas câmaras ou pelo menos um pátio interno, parecendo propositadas a servirem de residência a uma pessoa ou pequeno grupo familiar decorada como tal.
Os arqueólogos parecem estar de acordo em que muitos palácios são também o lugar de muitas tumbas mortuárias. Em Copán, debaixo de 400 anos de remodelações posteriores, se descobriu a tumba de um de seus antigos governantes e a acrópole de Tikal parece ter sido o lugar de vários sepultamentos do final do período pré-clássico e início do clássico.
Existe, no entanto, alguns arqueólogos que afirmam serem os palácios locais não muito prováveis para a morada da elite governante, uma vez que tais moradas mostram-se demasiadamente infestadas de morcegos e um tanto quanto desconfortáveis; sugerindo - assim - ser uma espécie de mosteiro ou quartéis para as comunidades sacerdotais. Nessa linha de pensamento, contudo, caímos em uma outra rua sem saída: não existem comprovações da existência de ordens eclesiásticas ou monásticas nos tempos clássicos. Concluir, portanto, que fossem moradas das classes governamentais - neste contexto - é a solução mais viável; o que não impede a existência de diversas teorias sobre a origem e a função de tais palácios.
- Grupos E

Os estudiosos têm denominado de "Grupo E" à frequentemente encontrada formação de três pequenas construções, sempre situadas a oeste das cidades, tratando-se de um intrigante mistério a sua recorrência.
Estas construções sempre incluem pelo menos uma pequena pirâmide-templo a oeste da praça principal que tem sido aceita como observatório devido ao seu preciso posicionamento em relação ao Sol, quando observado da pirâmide principal nos solstícios e equinócios. Outras teses sugerem que sua localização reproduz ou pelo menos se relaciona com a história da criação do universo segundo a mitologia maia, posto que vários de seus adornos a ela, frequentemente, se referem.
- Pirâmides e templos

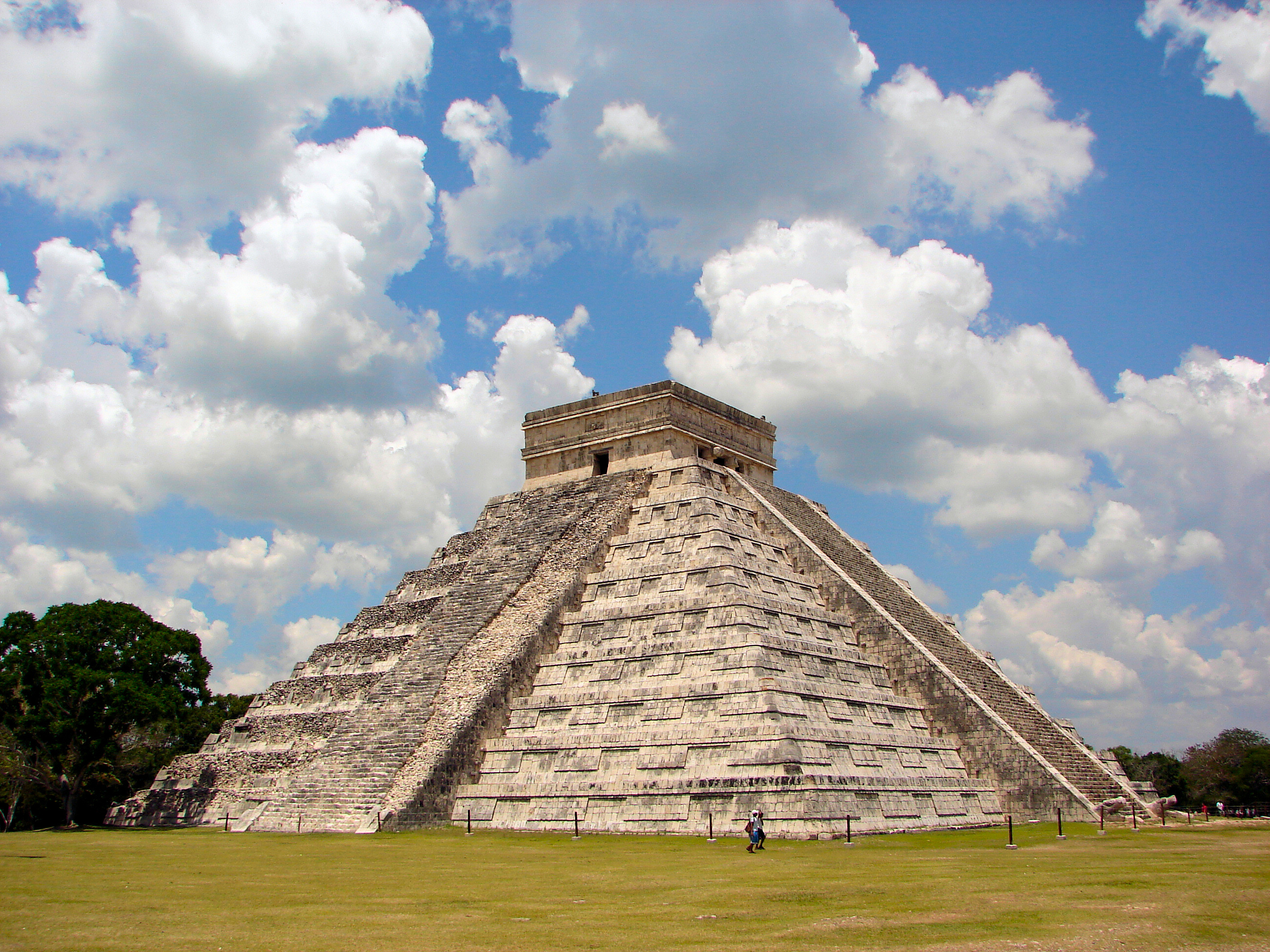
Pirâmide de Kukulcán, em Chichén Itzá

Com frequência os templos religiosos mais importantes se encontravam em cima das pirâmides maias, supostamente por ser o lugar mais perto do céu. Embora recentes descobertas apontem para o uso extensivo de pirâmides como tumbas, os templos raramente parecem ter contido sepulturas. A falta de câmaras funerárias indica que o propósito de tais pirâmides não é servir como tumbas e se as encerram isto é incidental.
Pelas íngremes escadarias, se permitia aos sacerdotes e oficiantes o acesso ao cume da pirâmide onde havia três pequenas câmaras com propósitos rituais. Os templos sobre as pirâmides, a mais de 70 metros de altura, como em El Mirador, de onde se descortinava o horizonte ao longe, constituíram estruturas impressionantes e espetaculares, ricamente decoradas. Comumente possuíam uma crista sobre o teto, ou um grande muro que, teorizam, poderia ter servido para a escrita de sinais rituais para serem vistos por todos.
Como eram ocasionalmente as únicas estruturas que excediam a altura da selva, as cristas sobre os templos eram minuciosamente talhadas com representações dos governantes que se podiam ver de grandes distâncias. Debaixo dos orgulhosos templos estavam as pirâmides que eram, em última instância, uma série de plataformas divididas por escadarias empinadas que davam acesso ao templo.
- Observatórios astronômicos

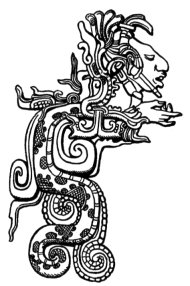
Kukulkán é o nome maia de Quetzalcóatl, aqui desenhado a partir de um baixo-relevo de Yaxchilan

Os maias foram excepcionais astrônomos e mapearam as fases e cursos de diversos corpos celestes, especialmente da Lua e de Vênus.
Muitos de seus templos tinham janelas e miras demarcatórias (e provavelmente outros aparatos) para acompanhar e medir o progresso das rotas dos objetos observados. Templos arredondados, quase sempre relacionados com Kukulcán, são talvez os mais descritos como observatórios pelos mais modernos guias turísticos de ruínas, mas não há evidências que o seu uso tinha exclusivamente esta finalidade.
Em vários templos sobre pirâmides foram encontradas marcações de miras que indicam que observações astronômicas também foram feitas dali.
- Campos de jogo de bola

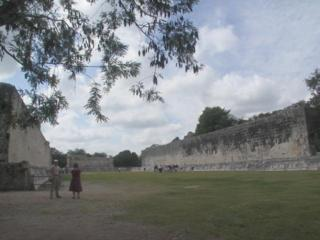
Grande estádio em Chichén Itzá

Um aspecto do estilo de vida mesoamericano é o seu jogo de bola ritual e seus campos ou estádios, que foram construídos por todo o império maia em grande escala.
Estes estádios normalmente situavam-se nos centros das cidades. Tratava-se de espaços amplos entre duas laterais de plataformas ou rampas escalonadas paralelas, em forma de "I" maiúsculo direcionado para uma plataforma cerimonial ou templo menor. Tais campos foram encontrados na maioria das cidades maias, exceto nas menores.